# Museumstoomtram Hoorn-Medemblik

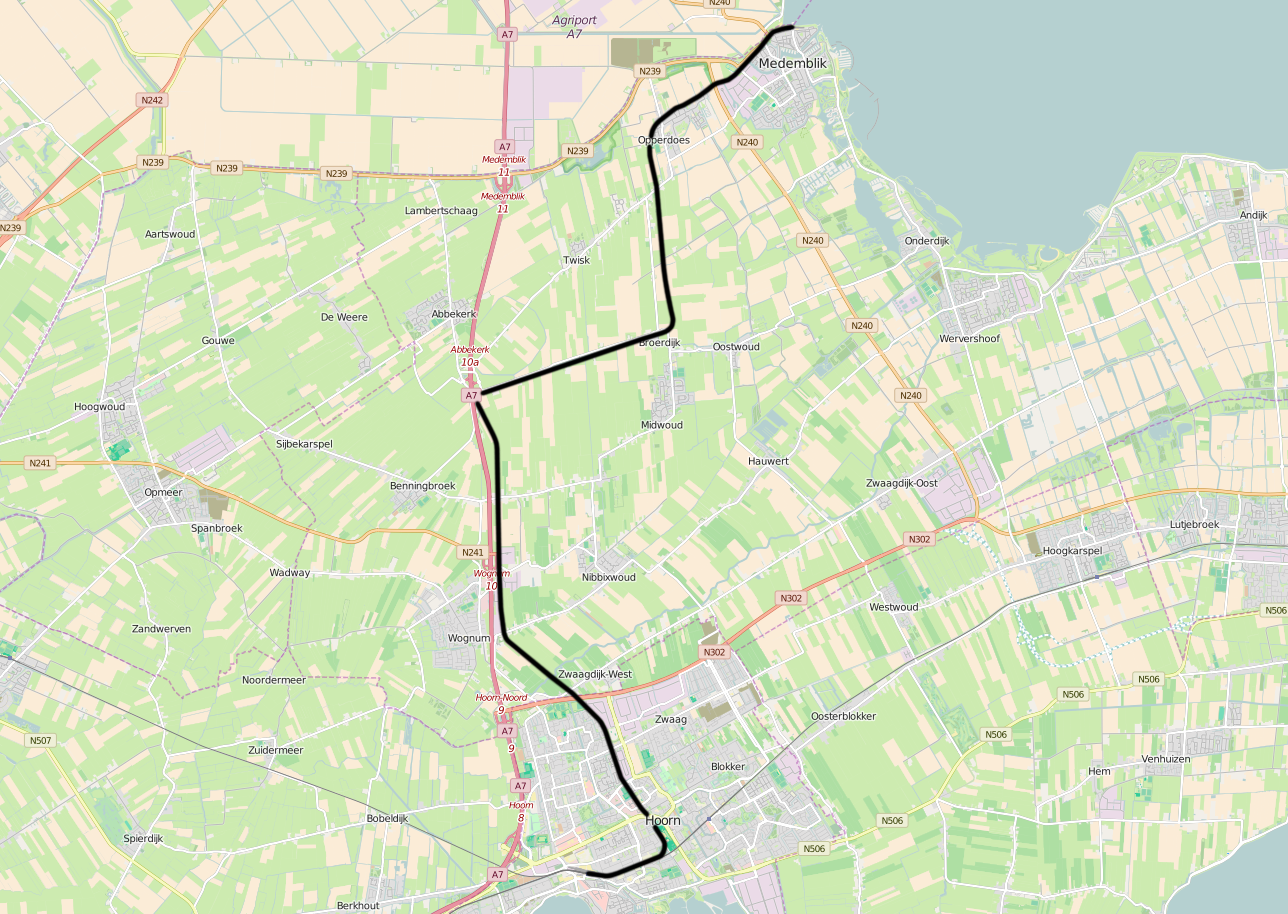
De spoorlijn Hoorn - Medemblik.

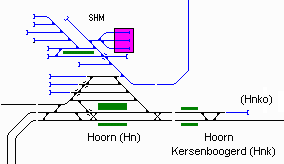
Sporenplan Hoorn tot 2023 (SHM in blauw, NS in zwart). Bron: [http://www.sporenplan.nl/html_nl/sporenplan/ns/ns_normaal/asd.html www.sporenplan.nl

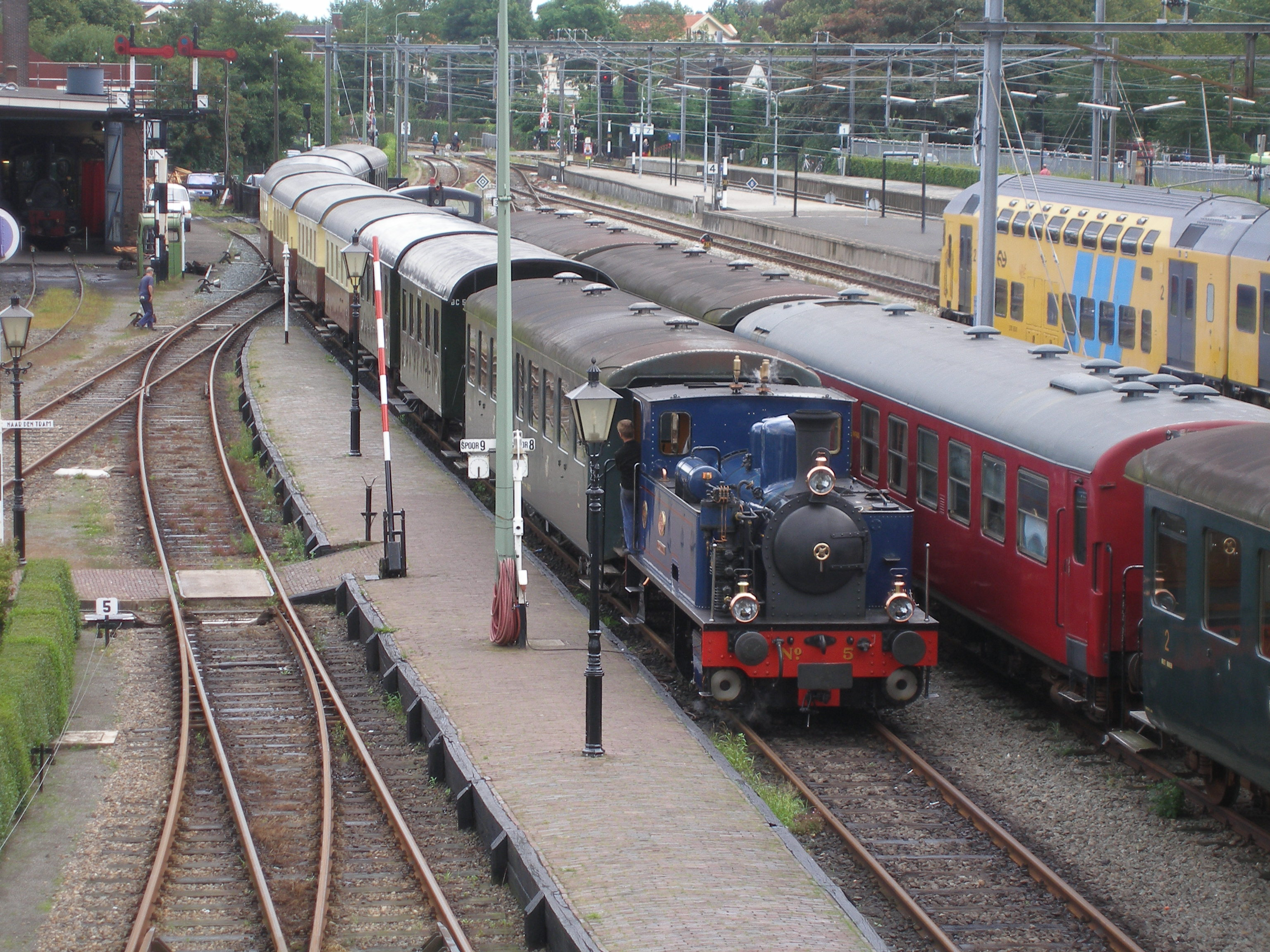
SHM 5 "Enkhuizen" rangeert met trein te Hoorn; 8 augustus 2008.

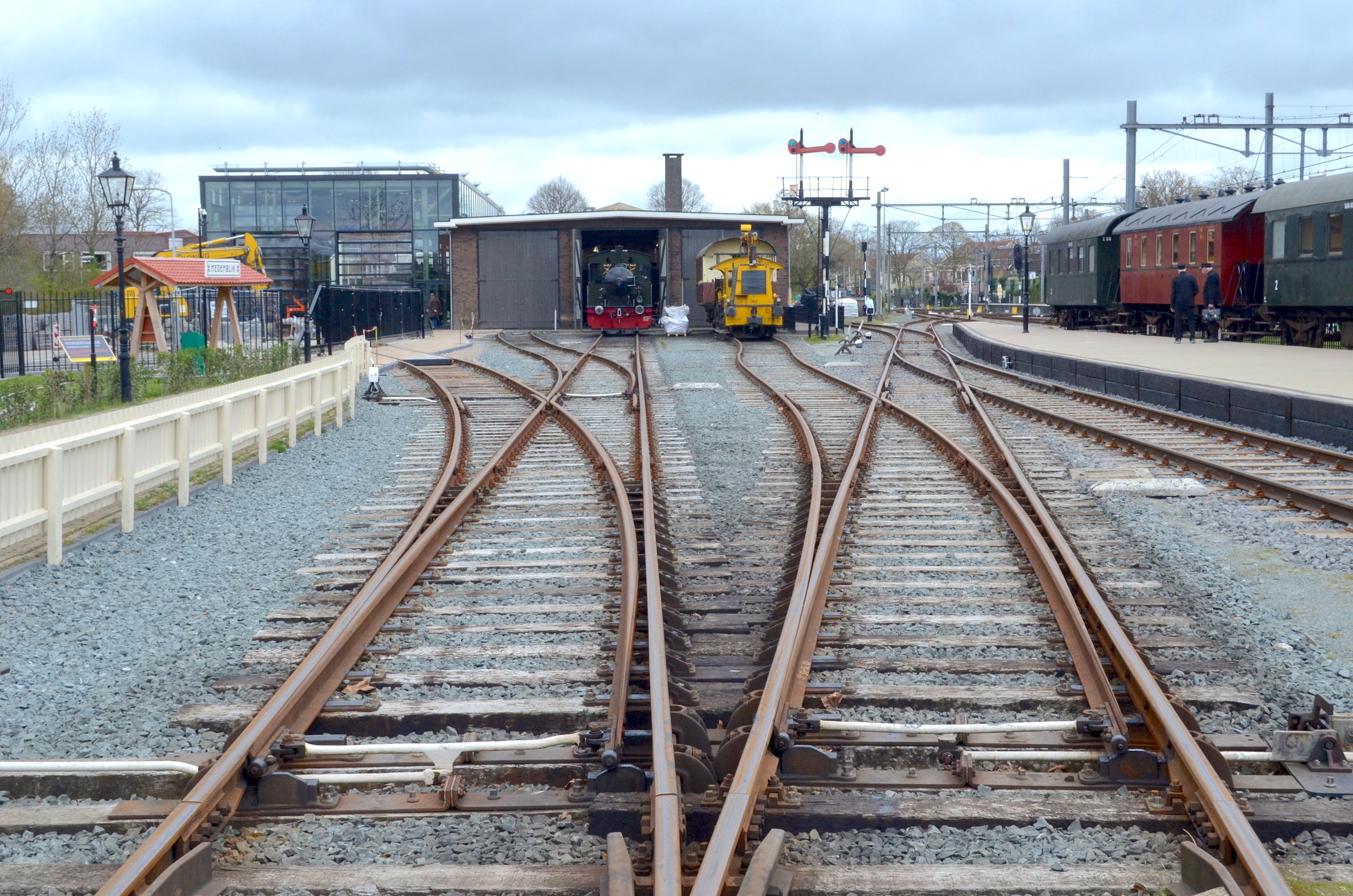
Vernieuwde wisselstraat SHM te Hoorn; 15 april 2023.

De Museumstoomtram Hoorn-Medemblik (SHM) voert met historisch stoomtrammaterieel een dienst uit op de toeristische spoorweg (museumlijn) Hoorn – Medemblik. Het bedrijf exploiteert ook, in samenwerking met Rederij Gebhard, de bootdienst Medemblik – Enkhuizen met het varend monument MS Friesland.
Dit zijn twee van de drie onderdelen van de 'Historische Driehoek', een dagtocht die men kan maken tussen de Westfriese steden Hoorn, Medemblik en Enkhuizen, waarbij de derde zijde van de driehoek gevormd wordt door de spoorlijn Hoorn – Enkhuizen met de reguliere treindienst van de NS.
Het museum maakt gebruik van het voormalige goederen- en rangeeremplacement van station Hoorn. De eerste ritten met museummaterieel werden hier op 23 mei 1968 gemaakt. Hiervoor werd gebruikgemaakt van de locs 18 en 30 met NS-Blokkendoosrijtuigen. Ter gelegenheid van het veertigjarig jubileum werden op 1 mei 2008 deze ritten met dezelfde materieelsamenstelling herhaald.
In de daarop volgende jaren ontwikkelde zich het museale en toeristische stoomtrambedrijf zoals dat momenteel bestaat.
Het stoomtrambedrijf herinnert aan de vele stoomtrambedrijven zoals die tussen 1879 en 1966 in Nederland bestonden. Als leidraad voor de stoomtram wordt het jaar 1926 aangehouden.

## Beschrijving

### Lijn en stations
De Museumstoomtram maakt gebruik van de lokaalspoorlijn tussen Hoorn en Medemblik, geopend in 1887.
Niet alleen het rollend materieel, maar ook de entourage van de lijn draagt bij tot het historische karakter van de tramdienst, zoals de in de jaren negentig gerestaureerde stationsgebouwen te Wognum-Nibbixwoud, Twisk en Opperdoes en het seinhuis te Hoorn, dat afkomstig is uit Kesteren. Het station te Medemblik is in 2007 in historische staat gerestaureerd.
Nog in particuliere handen zijn de stationsgebouwen van Benningbroek-Sijbekarspel en Zwaag, alsmede de overwegwachterswoning te Zwaagdijk. In 2021 werden in overeenstemming met de eigenaren de namen van de drie stations weer op de gevels aangebracht. Het stationsgebouw van Midwoud-Oostwoud werd in 1971 afgebroken, ook het haltegebouw van Westerblokker bestaat niet meer. Dat werd in 1970 gesloopt.
De gemeenteraad van Medemblik besloot op 10 september 2007 het stationsgebouw van Abbekerk-Lambertschaag, aan te kopen. In januari 2020 kwam dit station ter beschikking van de museumstoomtram. Hiermee zijn vijf van de zes nog bestaande stationsgebouwen in bezit van de Museumstoomtram.

### Tramstation Hoorn
Sinds 1987 staat op het emplacement te Hoorn het stationsgebouw van de SHM. In 2015 is het station uitgebreid en verbouwd in de stijl van het vroegere tramstation te Coevorden.
Op het emplacement te Hoorn prijkt het voormalige seinhuis van Kesteren uit 1897. De mechanische beveiligingsapparatuur is in werkende staat en aangepast voor de bediening van wissels en seinen op het SHM-emplacement. Het handeltoestel is van het type HSM.
Als onderdak voor de werkplaats van de SHM dient sinds 1968 de vroegere motorwagenloods bij het Station Hoorn. Deze loods werd in 1929 gebouwd voor de motorwagens die toen dienst gingen doen op de tram- en lokaalspoorlijnen bij Hoorn.
In 2023 werd naast de bestaande loods een nieuw werkplaatsgebouw in gebruik genomen, waar het onderhoud- en restauratiewerk wordt uitgevoerd. De oude loods dient nu voornamelijk als onderdak voor de rijvaardige stoomlocomotieven.
Op het emplacement staat ook de 'lange loods', deze geeft onderdak aan de historische locs en tramrijtuigen. In 2017 is de voormalige CiKo-loods aangekocht aan het westelijke einde van het emplacement, tegen het Keern aan.
In 2019-2020 is het emplacement van Station Medemblik geheel vernieuwd en aangepast aan de behoeften van de stoomtramdienst.
In maart-april 2021 is het kenmerkende driewegwissel op het emplacement Hoorn verwijderd en vervangen door drie aparte wissels. Tevens kwam er een aansluiting op de nieuwe werkplaats ten noorden van de bestaande werkplaats uit 1929. In 2023 werd één emplacementsspoor verwijderd t.b.v. de verbreding van het vertrekperron van de stoomtram.

## Kenniscentrum
In Hoorn bevindt zich ook het Kenniscentrum over de Geschiedenis van de Stoomtram in Nederland: Het Stoomtram Documentatie Centrum (SDC).

## Bedrijfsstructuur
Er zijn vier juridische entiteiten, waarvan drie stichtingen en een vennootschap. Het museale bezit - historisch materieel en gebouwen - is ondergebracht in de Stichting Beheer Museumstoomtram (SBM). De railinfrastructuur is ondergebracht in de Stichting Beheer Spoorlijn (SBS). De BV exploitatiemaatschappij Museumstoomtram (BEM) is de vennootschap waarin het vervoer en aanverwante activiteiten zijn ondergebracht. Al het personeel is in dienst van de vennootschap. De gecertificeerde aandelen in bezit van de West-Friese gemeenten zijn ondergebracht in de Stichting Administratie Kantoor (SAK).
Een groot deel van de medewerkers zijn vrijwilligers.

## Dienstregeling en dagelijkse gang van zaken
De tram rijdt ongeveer 6 maanden per jaar, 6 dagen per week (niet op maandag), plus enkele maanden alleen in het weekend, één keer per dag van Hoorn (vertrektijd 10.40 uur) naar Medemblik en terug; in augustus en andere vakantieperioden vaker.
- De tram van 10.40 uur vanuit Hoorn bestaat altijd uit lokaalspoorrijtuigen, dat wil zeggen 'de Oostenrijkers' (51-61), voorheen zo nodig aangevuld met één of meer 'Zwitsers', een enkele keer geheel uit de Zwitsers), aangevuld met twee Nederlandse rijtuigen (86 en 501), maar nooit uit Nederlandse houten stoomtramrijtuigen. De Zwitserse rijtuigen zijn eind 2012 teruggekeerd naar Zwitserland. Locomotieven: meestal de 26 of 5; soms de 30, 16 of 7742 'Bello'.
- De tram van 11.40 uur vanuit Hoorn (in het hoogseizoen, feestdagen en schoolvakanties) bestaat uit Nederlandse houten stoomtramrijtuigen en een aantal tramgoederenwagens, inclusief een postbagagewagen met postconducteur. Locomotieven: 5, 18, 30, NS 6513 of NS 7742 'Bello'.
- Er is geen draaischijf, keerdriehoek of keerlus. De stoomlocomotieven van de SHM rijden achterwaarts (dus met machinistenhuis vóór) van Hoorn naar Medemblik en vooruit (dat wil zeggen met schoorsteen vóór, dit geldt dus ook voor de 'vierkante' tramlocomotieven) van Medemblik naar Hoorn.

### Dienstregeling 2022 en 2023
Er werd in april t/m juni gereden op dinsdag t/m zondag, één rit per dag, in de vakanties en op feestdagen twee ritten per dag. In juli en augustus zeven dagen per week. In deze maanden werden er twee ritten per dag gereden: vertrek uit Hoorn om 10.40 uur en 11.40 uur; vertrek uit Medemblik om 13.20 uur en 14.20 uur.
In 2023 wordt de rit van 11.40 uur met historische stoomtramrijtuigen alleen gereden in de vakanties en op feestdagen en tussen 18 juli en 24 augustus op dinsdag, woensdag en donderdag.
De aansluitende boot MS Friesland van Rederij Gebhard vaart in deze periode éénmaal per dag: vertrek uit Enkhuizen om 10.40 uur en uit Medemblik om 13.20 uur.
Van 1 september t/m 1 oktober wordt er gereden op dinsdag t/m zondag volgens dezelfde dienstregeling, met aansluitende boot van Medemblik naar Enkhuizen.
In oktober rijdt de stoomtram alleen in de weekeinden in de herfstvakantie.
|                     | 1971 | 1972 | 1973 | 1974 | 1981 | 1983 | 2009 | 2010 | 2011 | 2013 | 2014 | 2015 | 2016 | 2017 | 2018 | 2019 | 2020 | 2021 | 2022 | 2023 |
| ------------------- | ---- | ---- | ---- | ---- | ---- | ---- | ---- | ---- | ---- | ---- | ---- | ---- | ---- | ---- | ---- | ---- | ---- | ---- | ---- | ---- |
| Passagiers (x 1000) | 18   | 33   | 48   | 70   | 56   | 82   | 124  | 128  | 128  | 138  | 145  | 140  | 155  | 157  | 177  | 164  | 34   | 36   | 65   | 78   |

## Galerij Bouwwerken

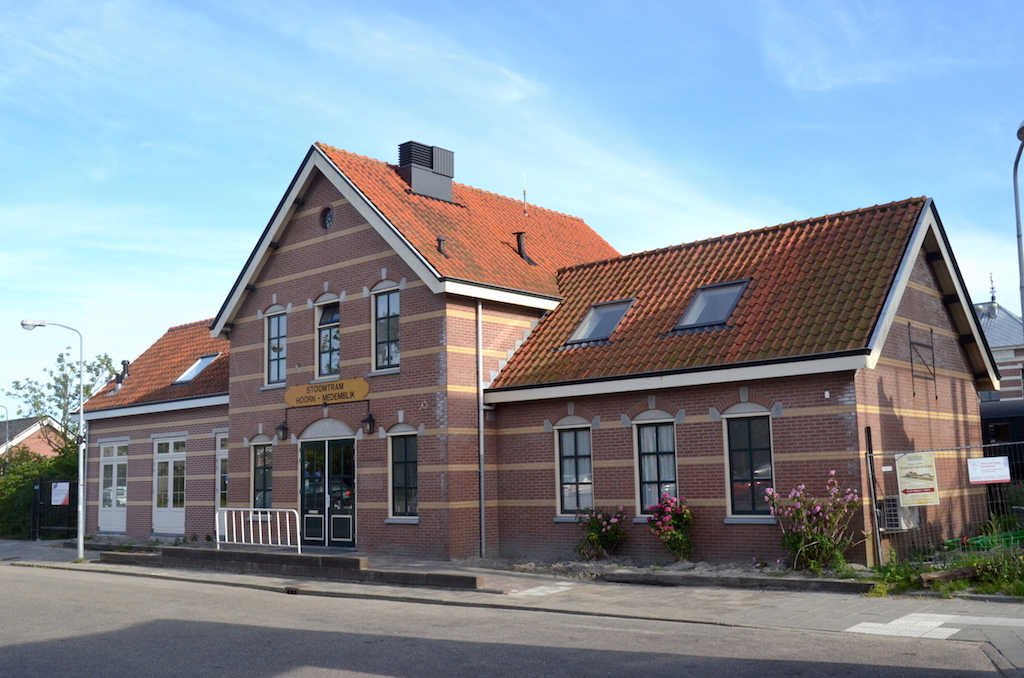
Tramstation Hoorn; juli 2015.
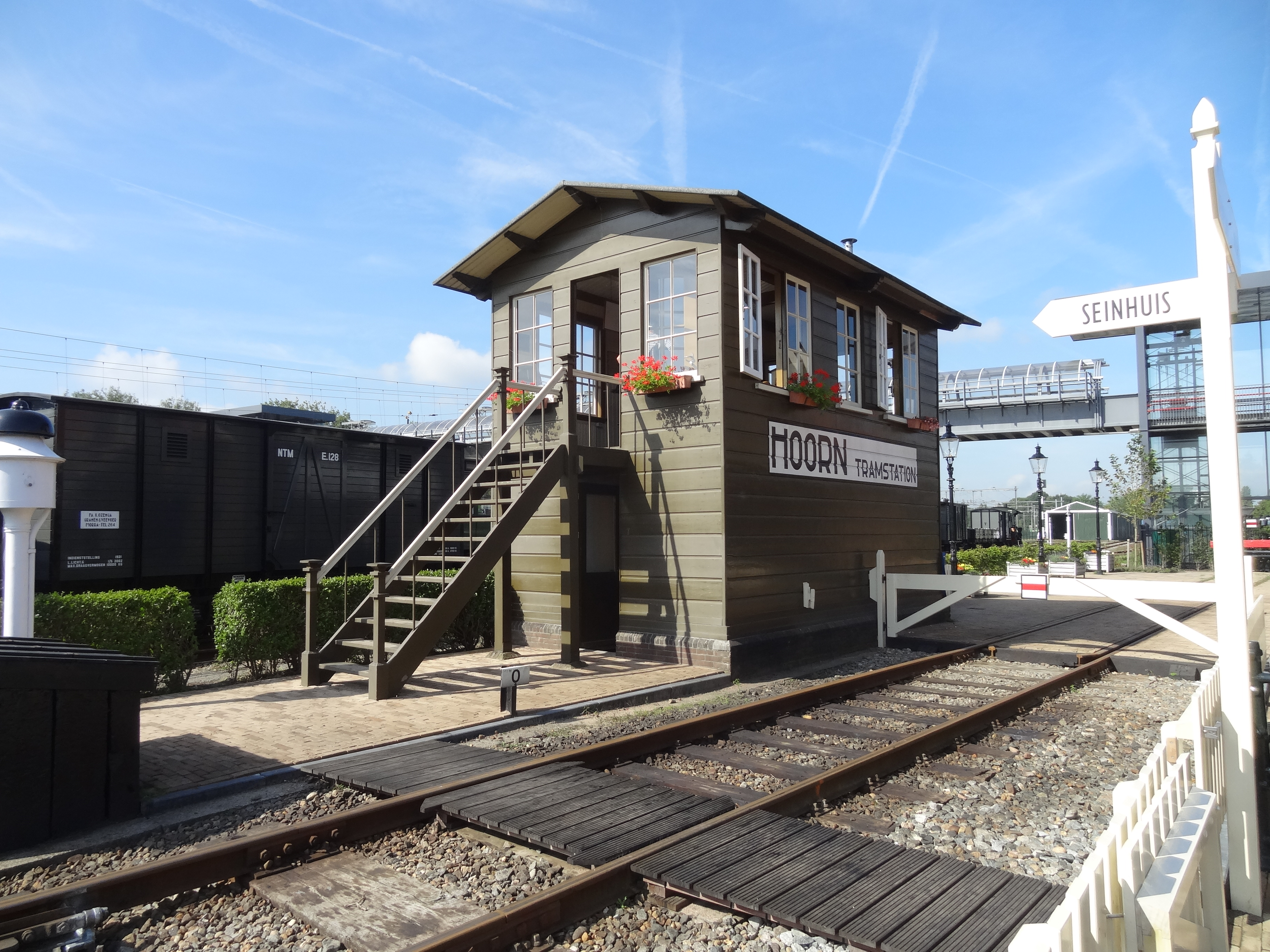
Het oude seinhuis van Station Kesteren; augustus 2016.
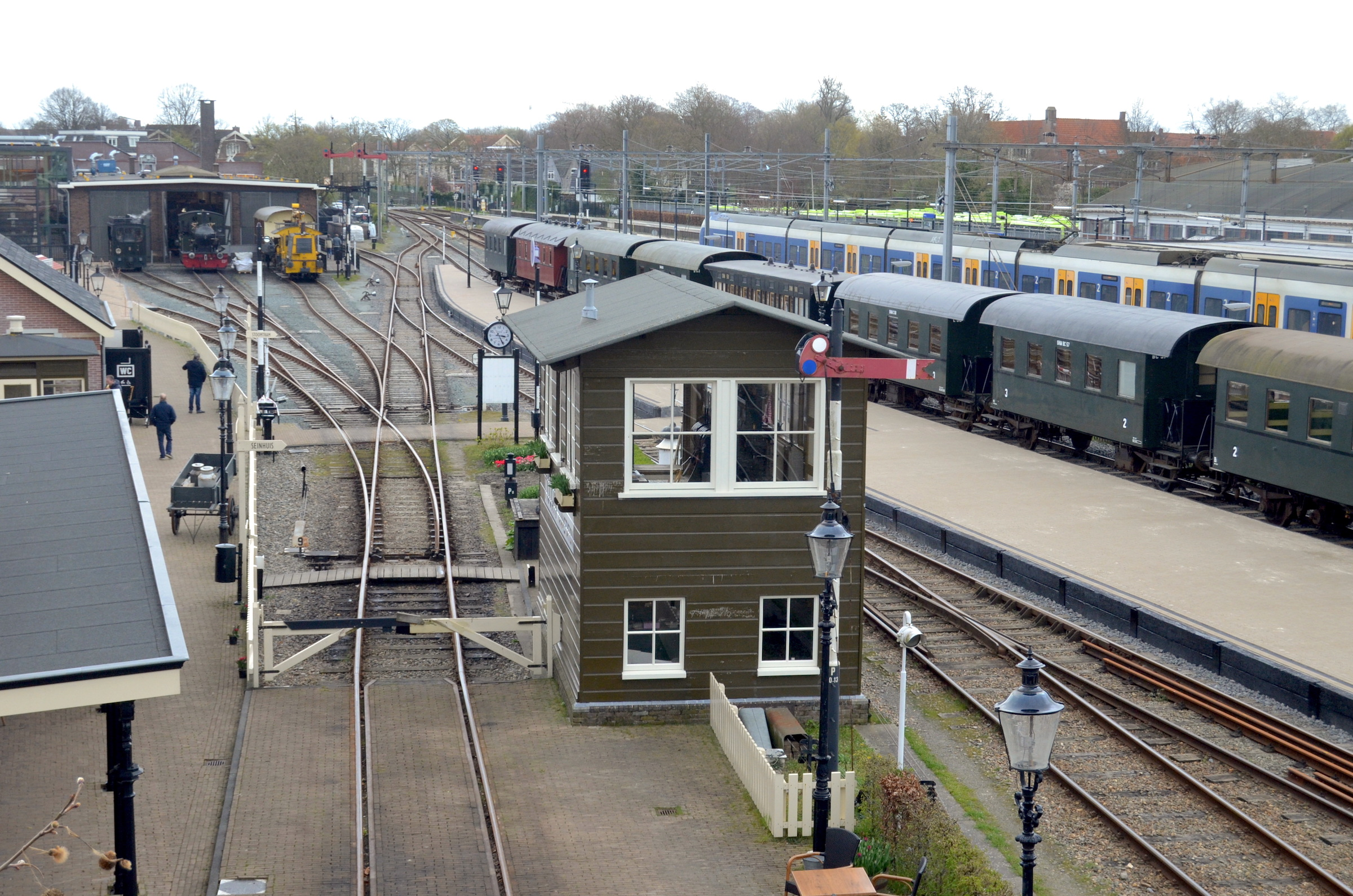
SHM-emplacement te Hoorn met seinhuis; 15 april 2023.
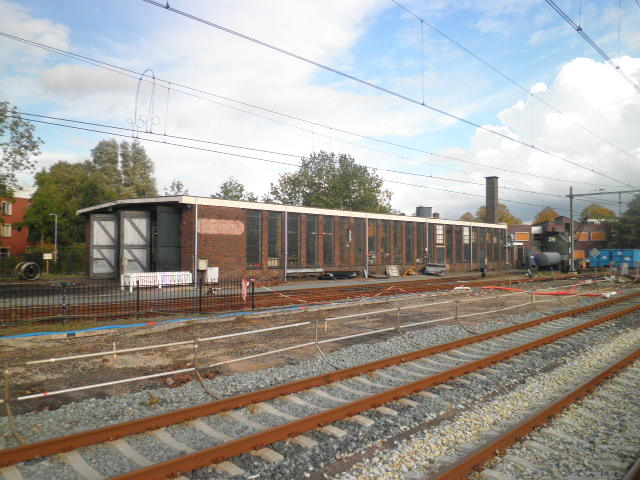
De vroegere motorwagenloods bij het Station Hoorn dient sinds 1968 als SHM-werkplaats.
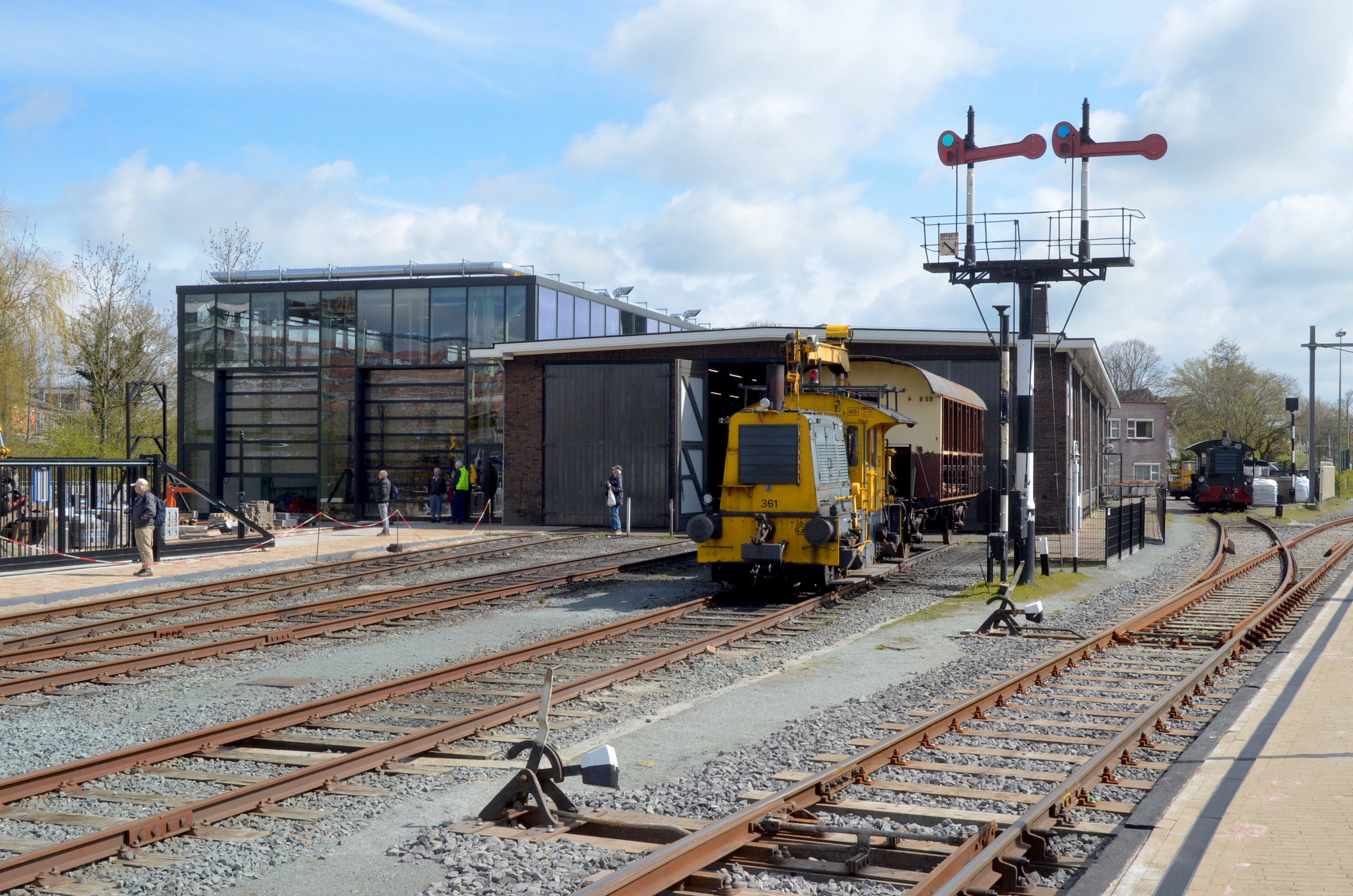
SHM-locloods en nieuwe werkplaats te Hoorn; 15 april 2023.
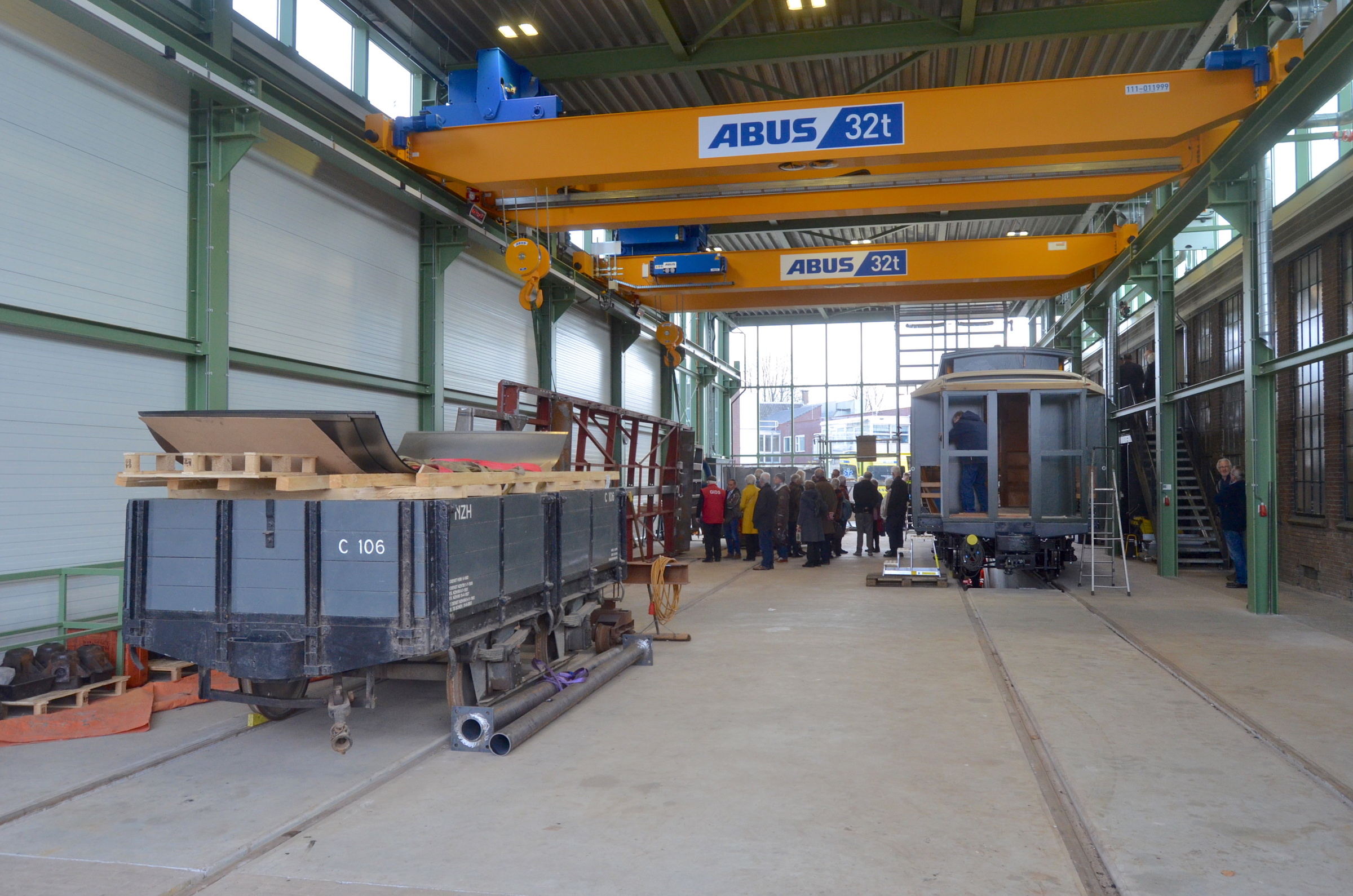
Wagen NZH C 106 in de nieuwe SHM-werkplaats te Hoorn; 15 april 2023.
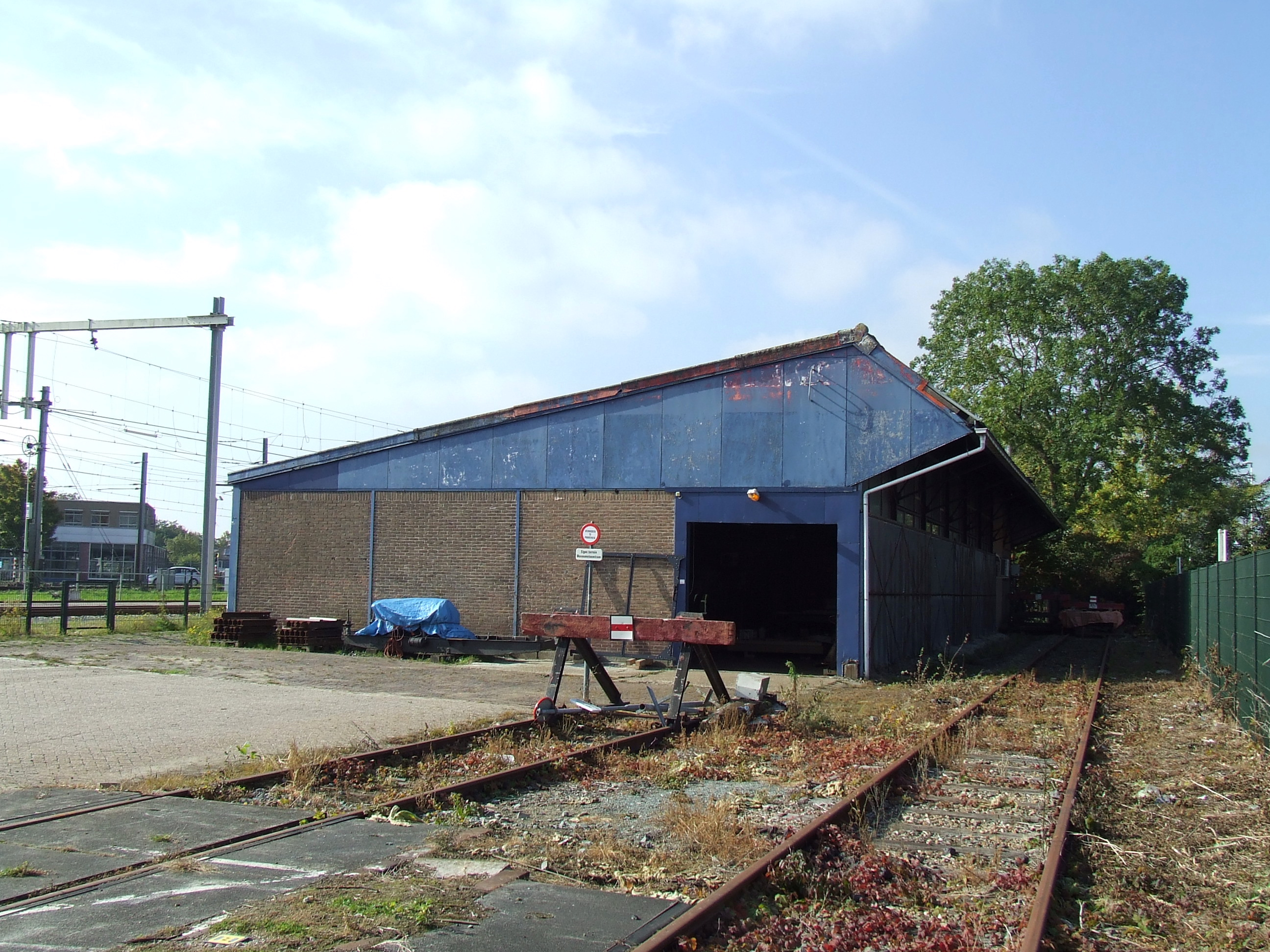
Voormalige CiKo-loods te Hoorn, sinds 2017 eigendom van de Museumstoomtram.
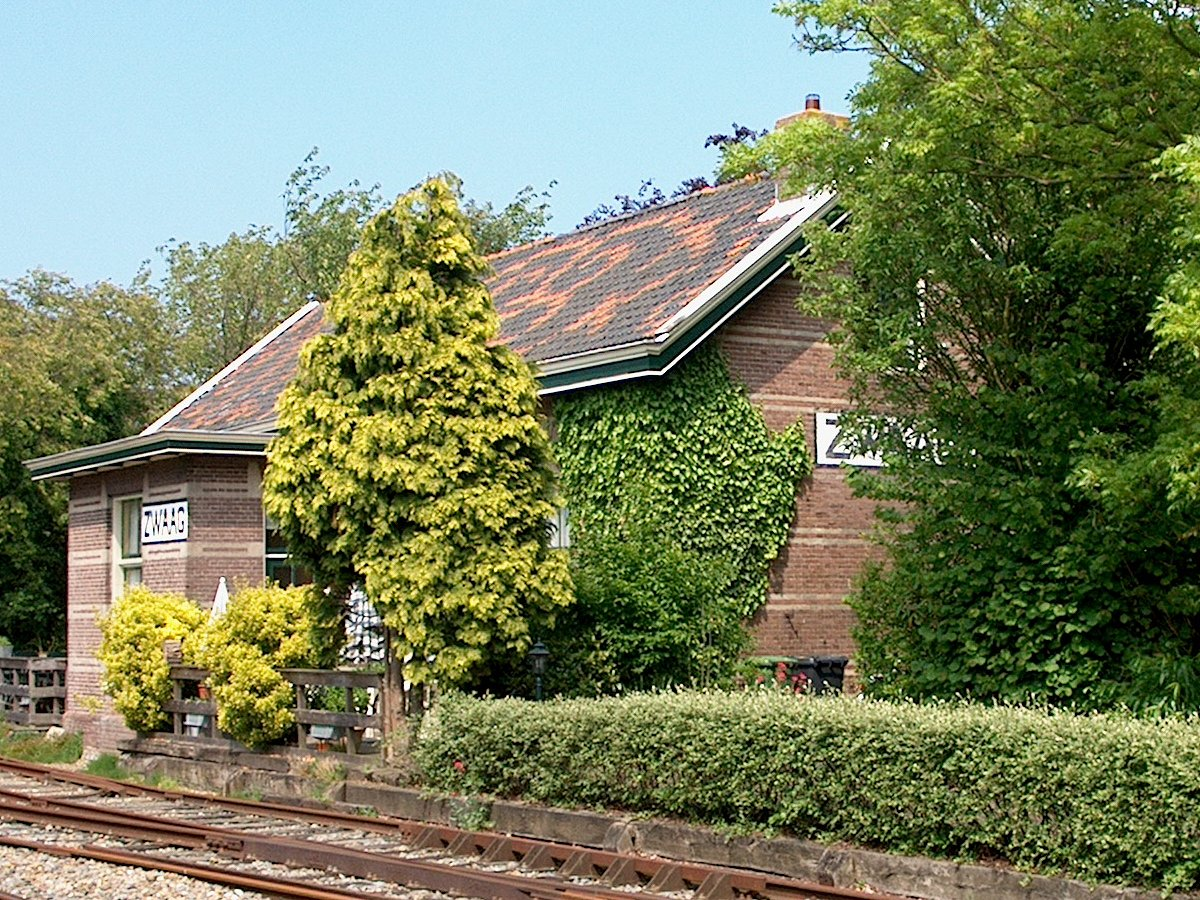
Station Zwaag
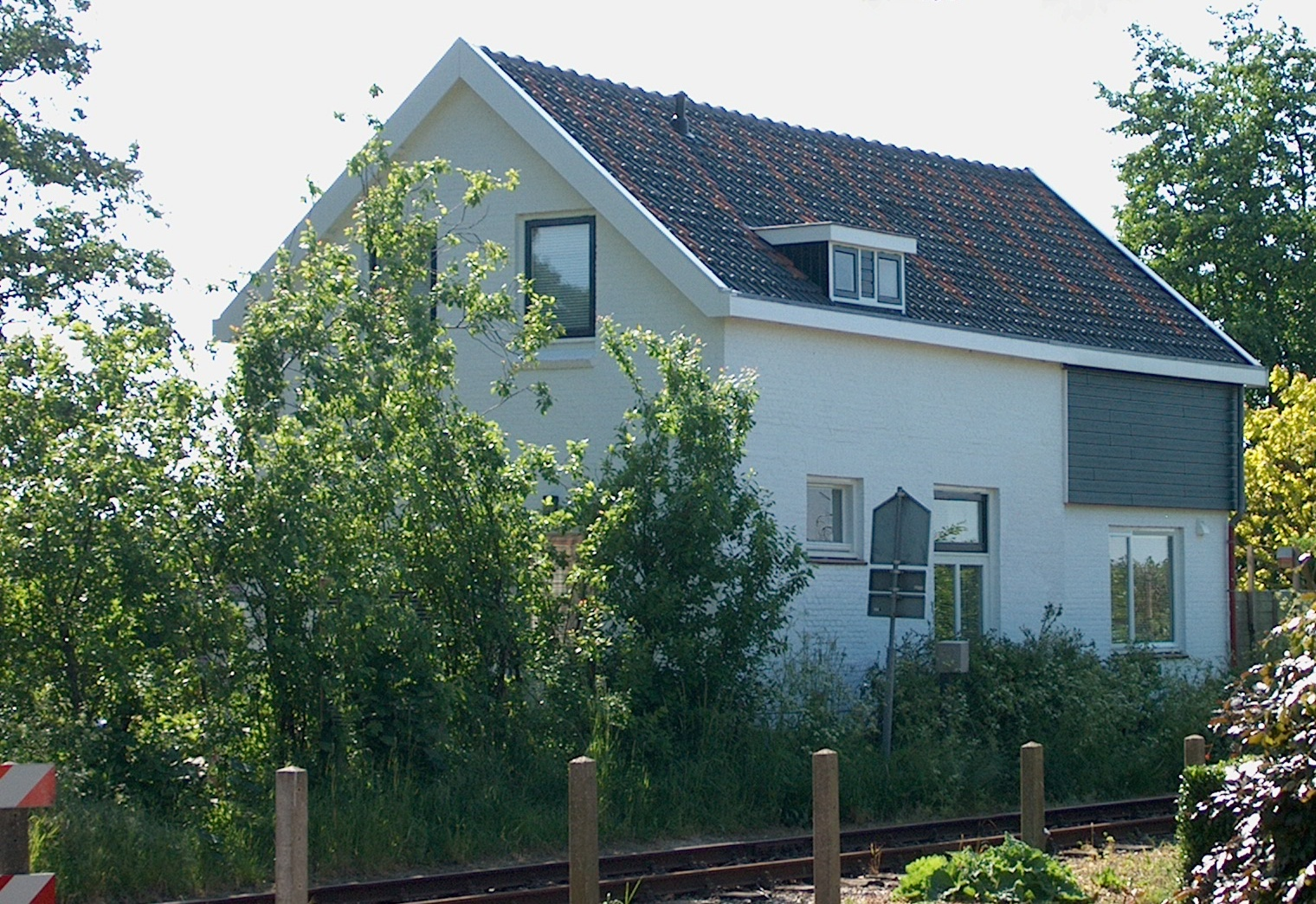
Halte Zwaagdijk
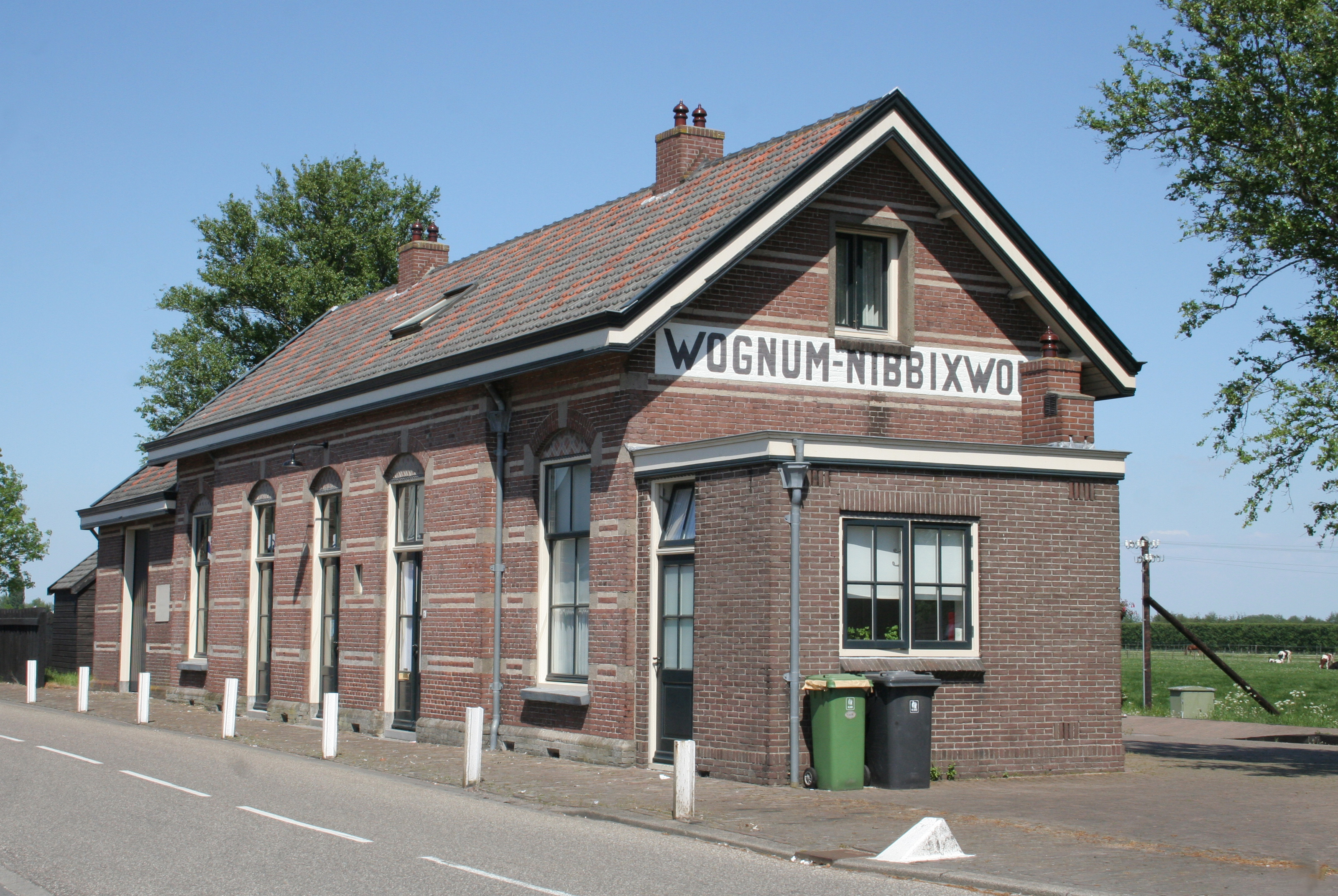
Station Wognum-Nibbixwoud
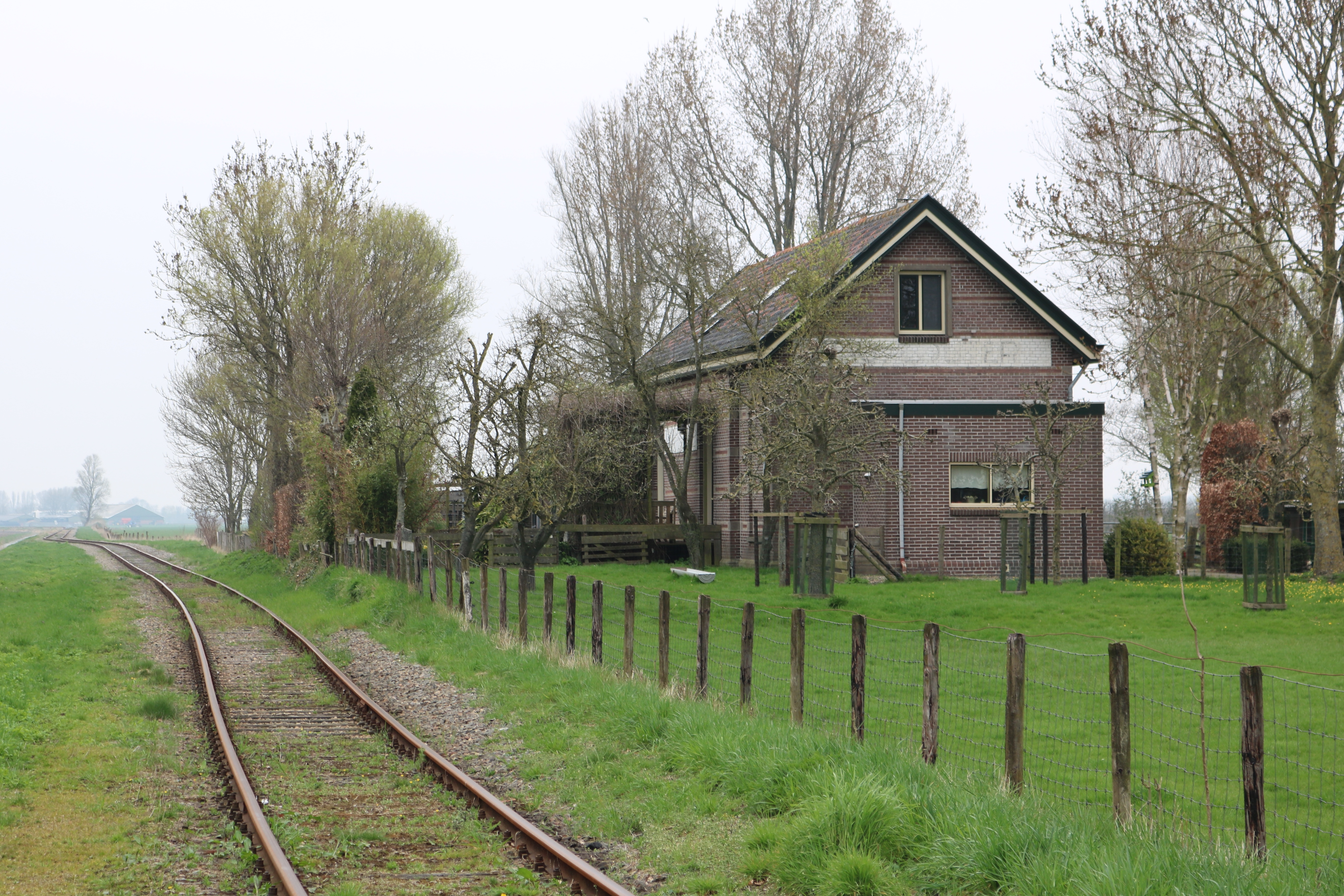
Station Benningbroek-Sijbekarspel
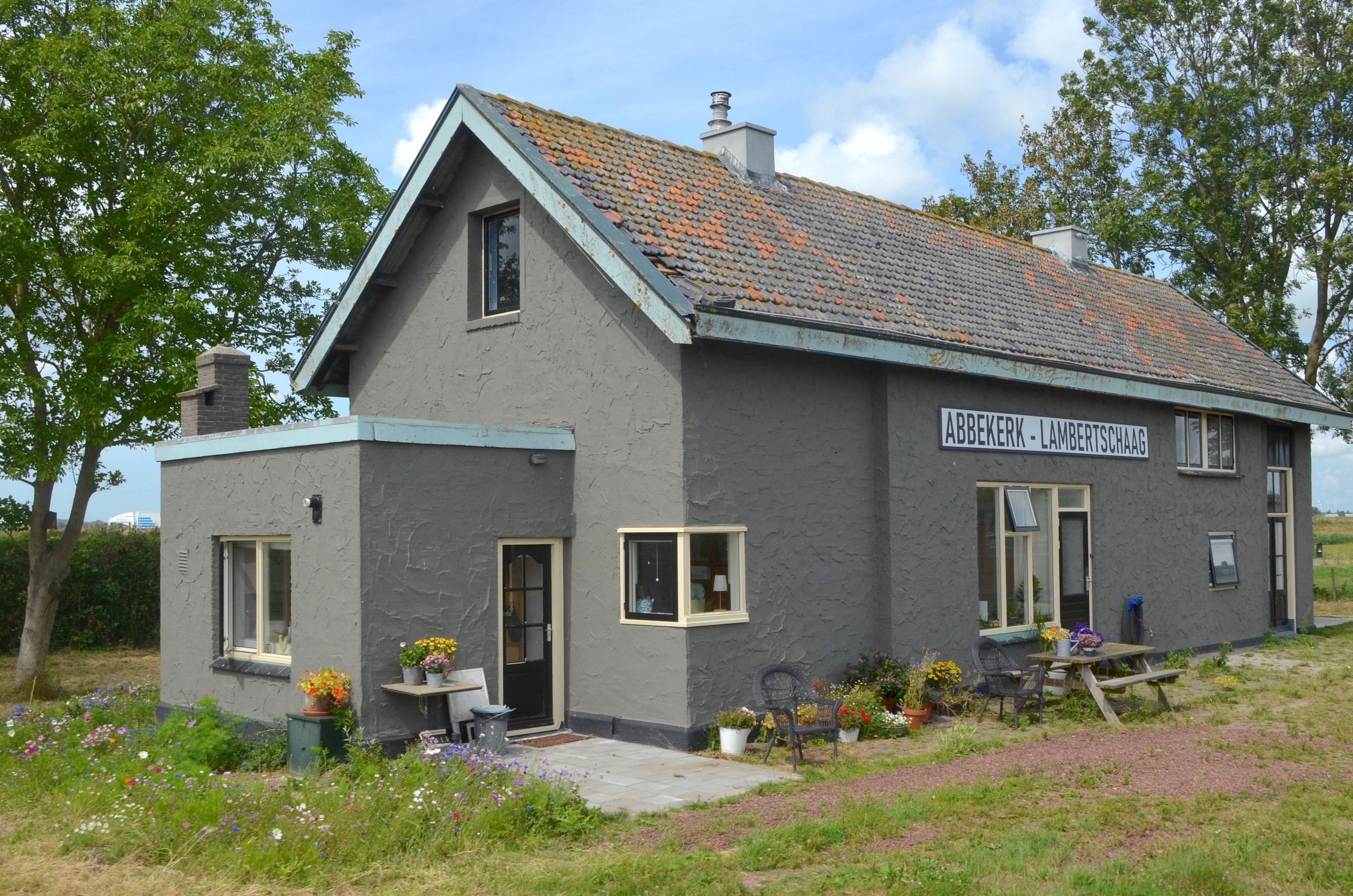
Station Abbekerk - Lambertschaag na cosmetische opknapbeurt; 18 juli 2023. Foto: Erik Swierstra.
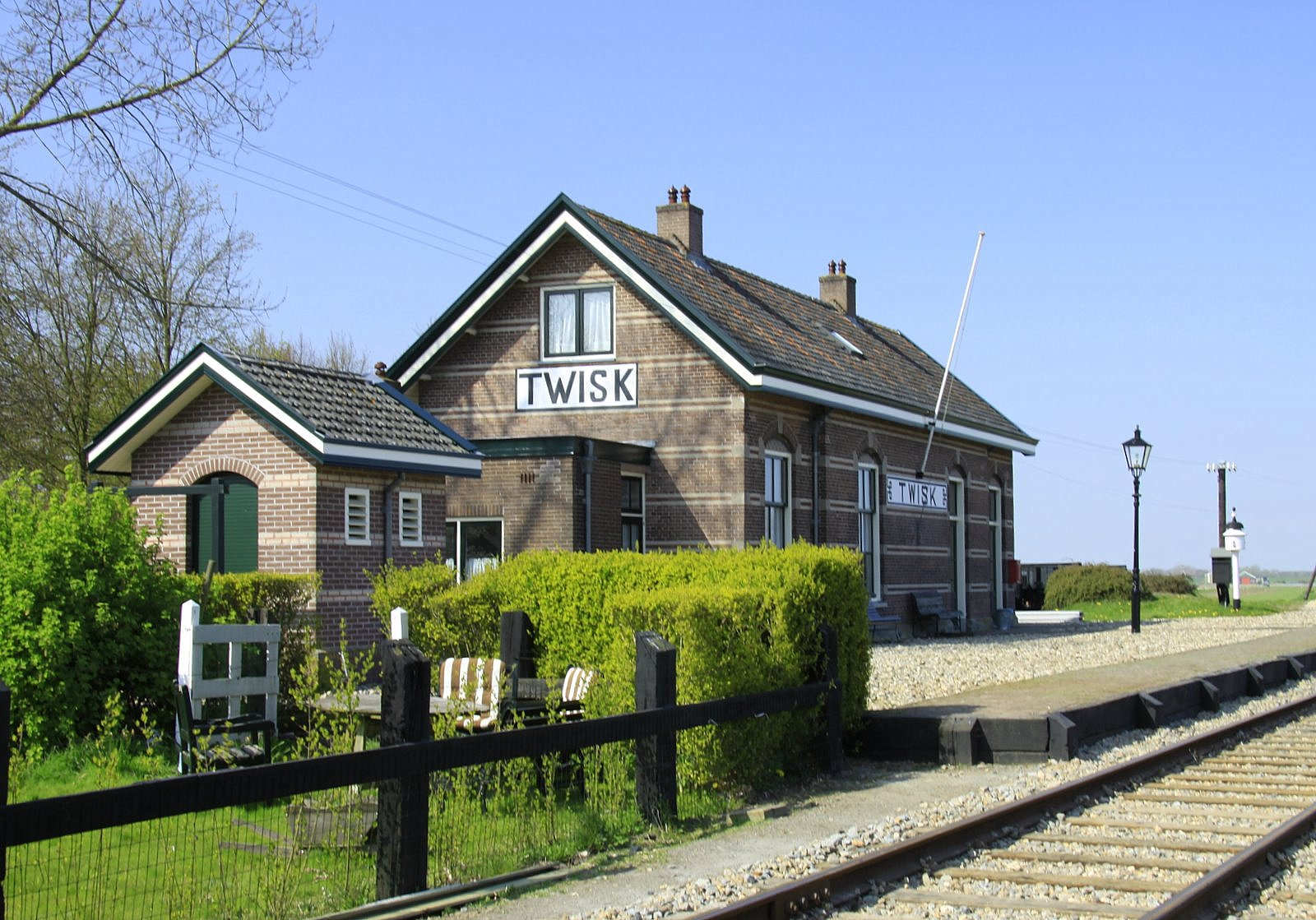
Station Twisk
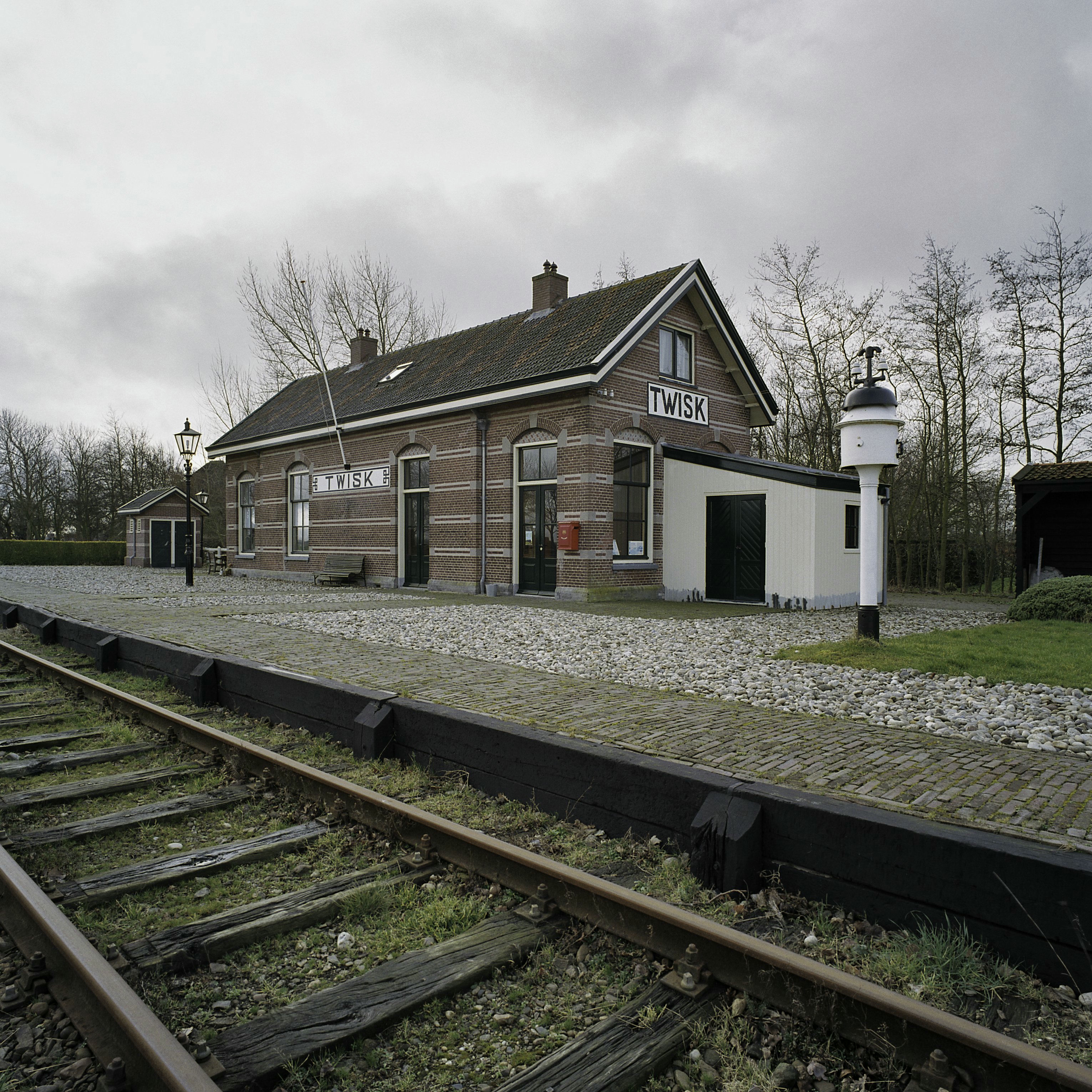
Station Twisk
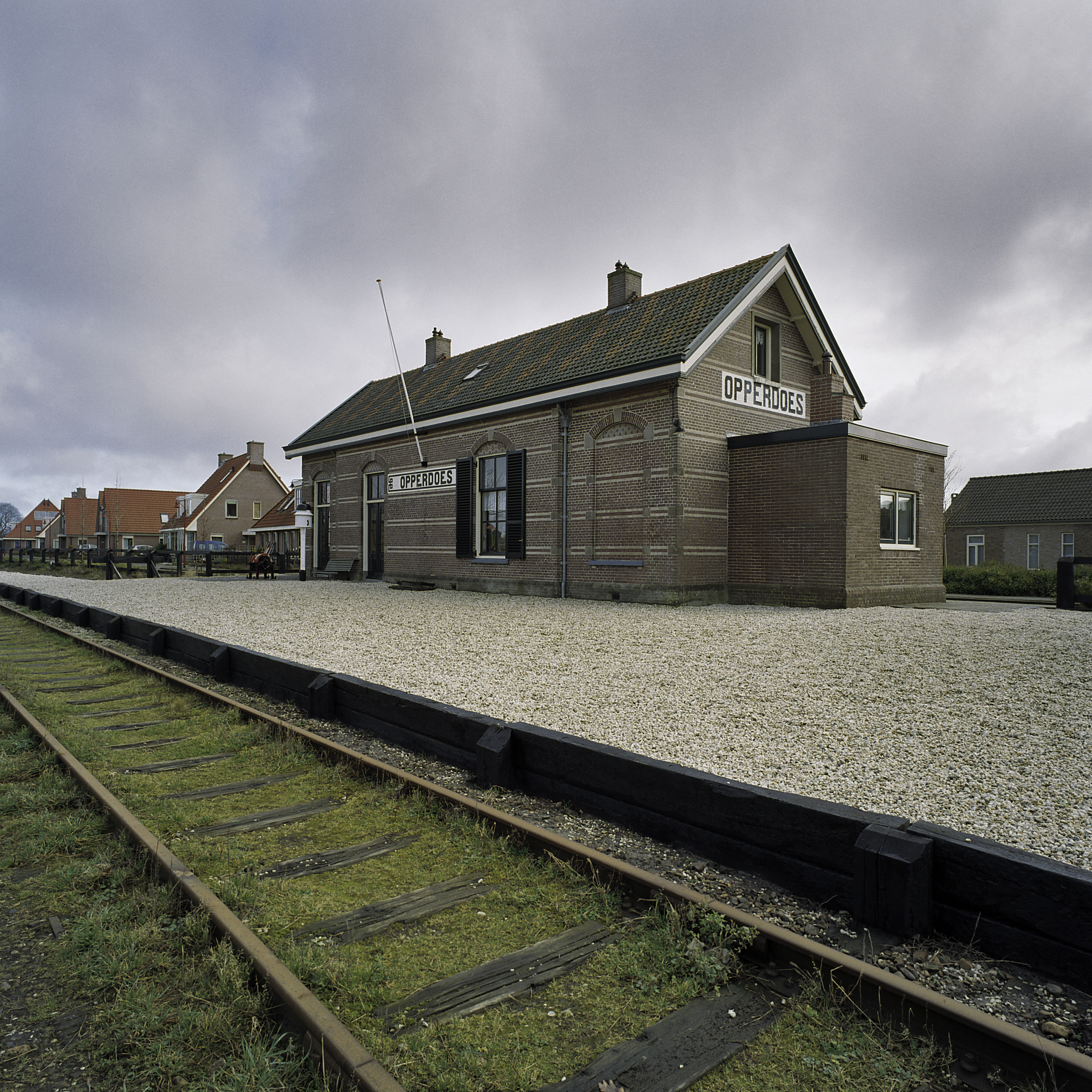
Station Opperdoes
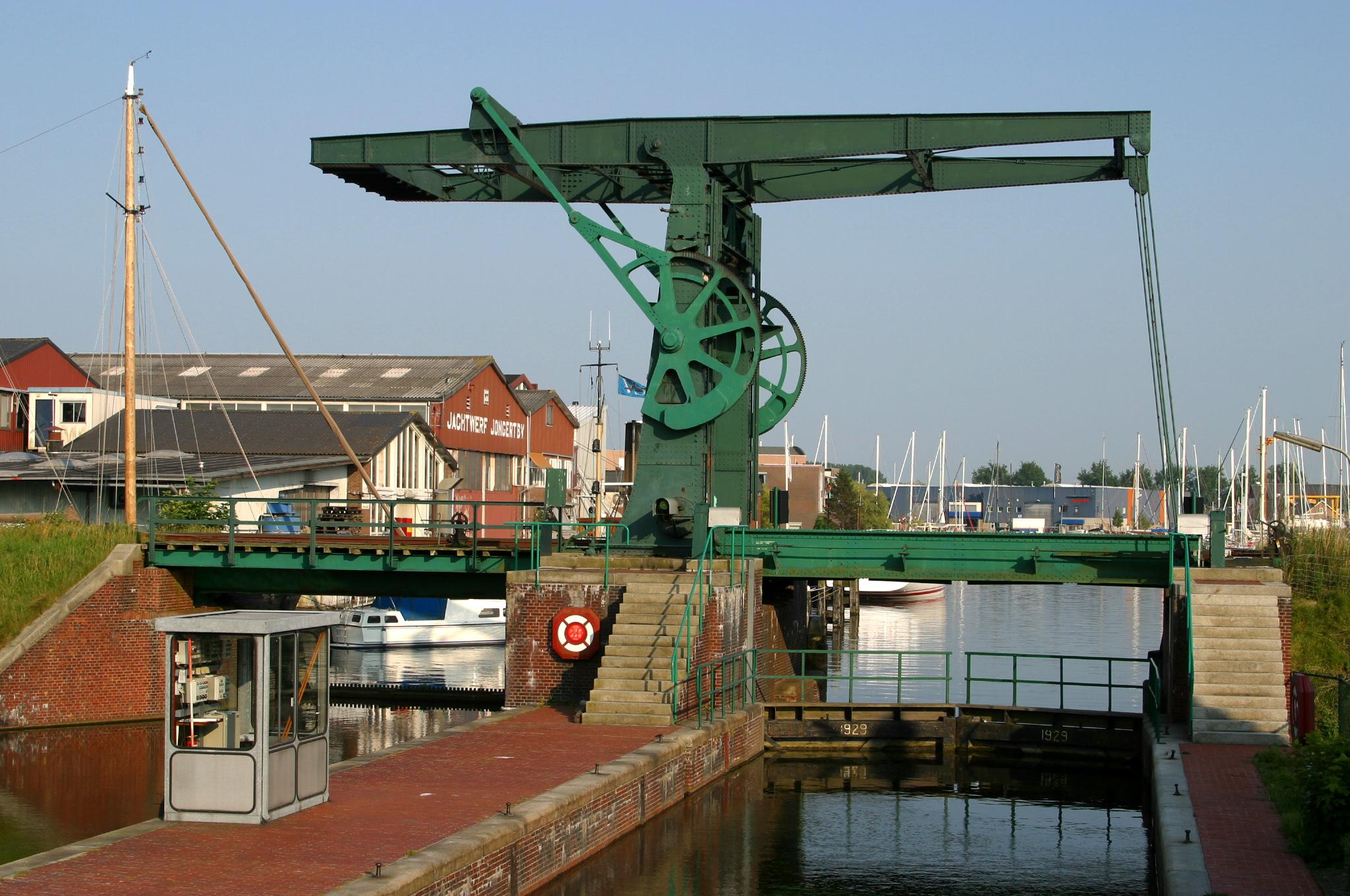
Spoorbrug Medemblik
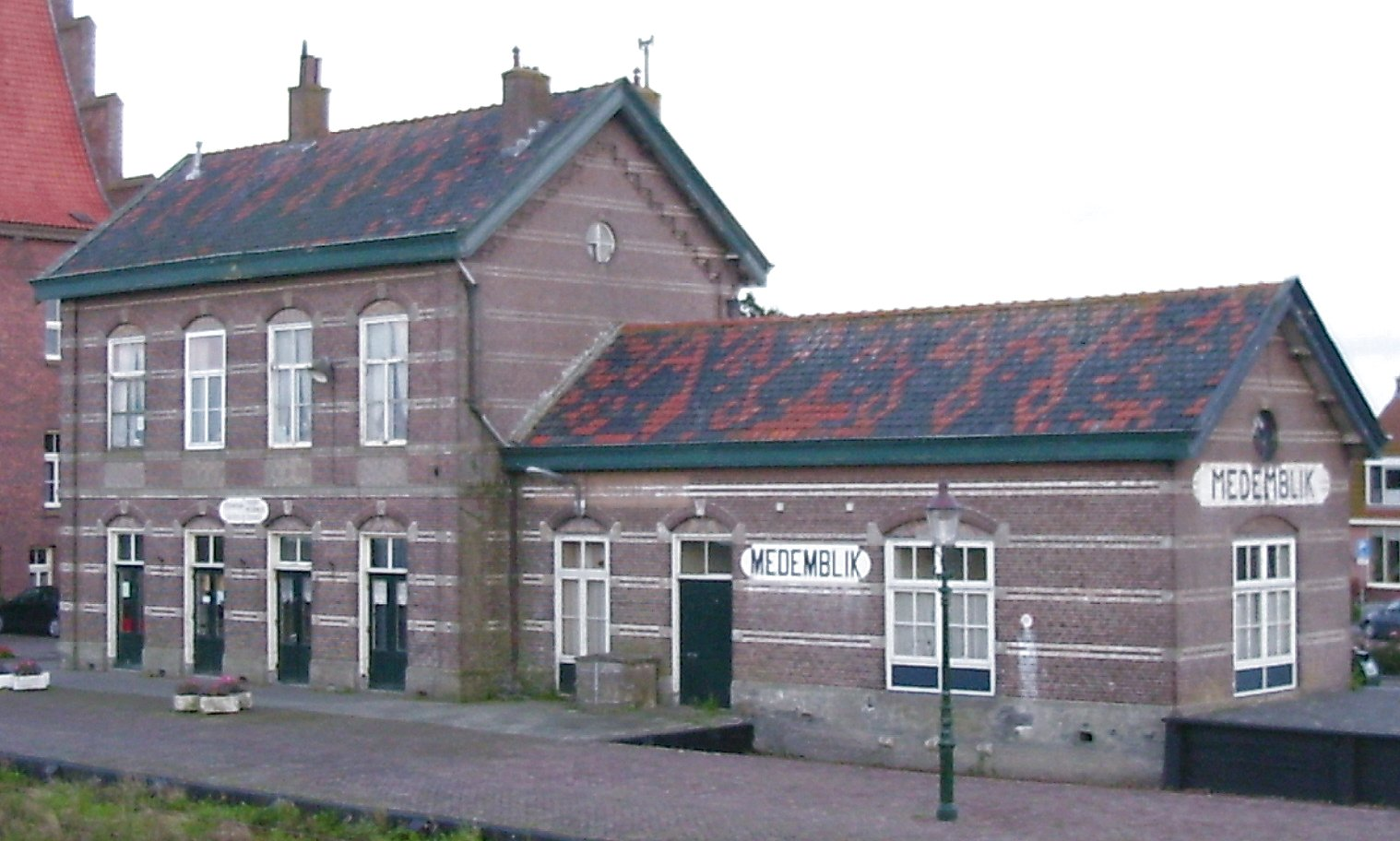
Station Medemblik

## Rollend materieel

### Locomotieven

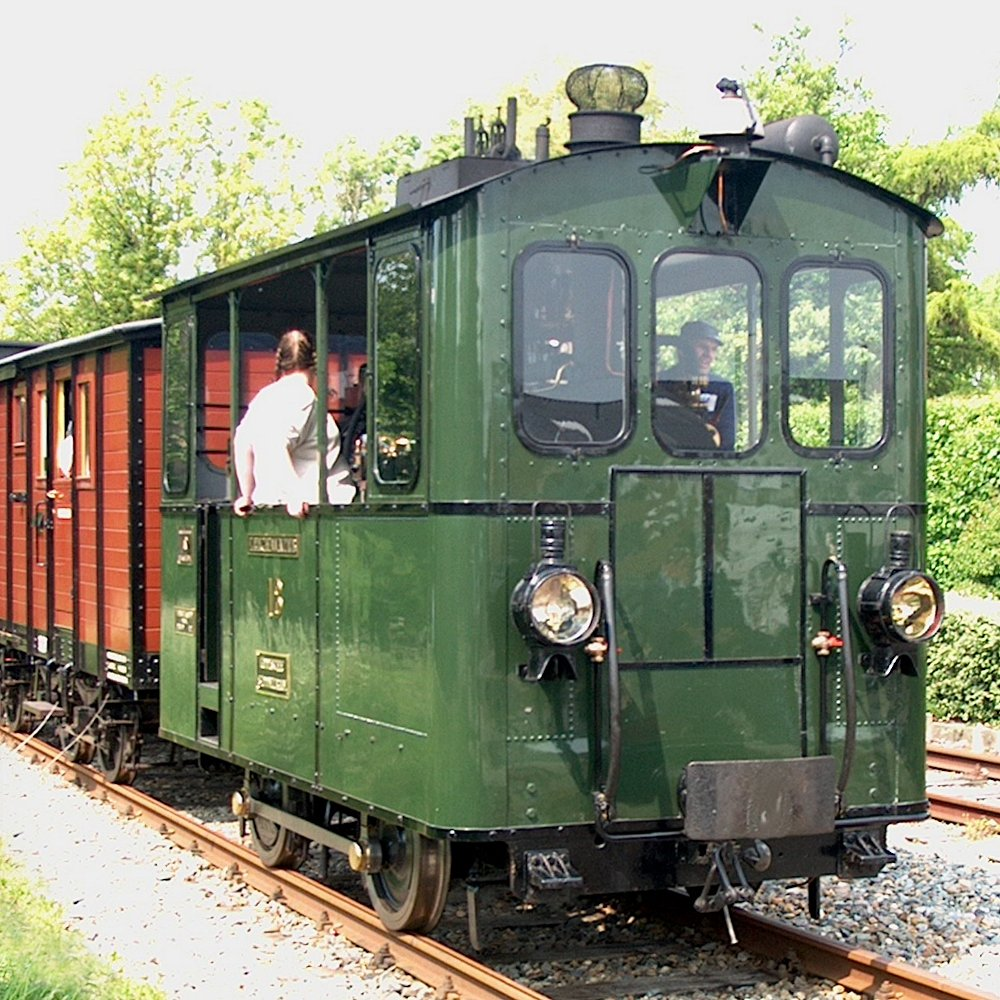
Locomotief 18 van de Gooische Stoomtram.

De Stoomtram Hoorn – Medemblik beschikt over een belangwekkende collectie historisch stoomtrammaterieel, waaronder twee rijvaardige vierkante stoomtramlocomotieven, locomotief 8 van de voormalige HTM (gebouwd door Machinefabriek Breda) en locomotief 18 van de voormalige GSM (gebouwd door Henschel). Voorts de Verhoop-locomotief LTM 26 en loc NS 7742 'Bello', afkomstig van de in 1955 opgeheven tramlijn Alkmaar - Bergen aan Zee. Andere rijvaardige stoomlocomotieven zijn de 'La Meuse' loc 5, en de 'Jung' locomotieven 16 en 30. In een periode van tien jaar is loc Neuehoffnungshütte II, type NS 6500, herbouwd als NS 6513 en op 1 juli 2017 in dienst gesteld.
Anno 2023 beschikt de stoomtram over acht rijvaardige stoomloc’s: 5, 8, 16, 18, 26, 30, 6513 en 7742.
Niet rijvaardig is WSM-locomotief 23. Voorts is sinds 2017 in bruikleen van het Spoorwegmuseum aanwezig loc RSTM 2.
Loc 16 was van 2018 tot 2021 in bruikleen bij de Museum Buurtspoorweg. Loc 5 is van 2021 tot 2023 in bruikleen bij de Stoomtrein Goes - Borsele.
Voorts is diesellok NTM 101, afkomstig van de Nederlandsche Tramweg Maatschappij, sinds het gereedkomen van de restauratie in 2013 dienstvaardig. NS loc 162 (WD 33) kwam na gereedkomen van de restauratie in 2014 beschikbaar. In 2017 vertrok zij naar de STAR, in 2018 naar de Museum Buurtspoorweg en in 2021 naar het Nederlands Transport Museum. Voor rangeerwerk zijn de in oorspronkelijke staat gebrachte NS Sikken 271 en 288 op het emplacement Hoorn aanwezig.

### Rijtuigen en wagens

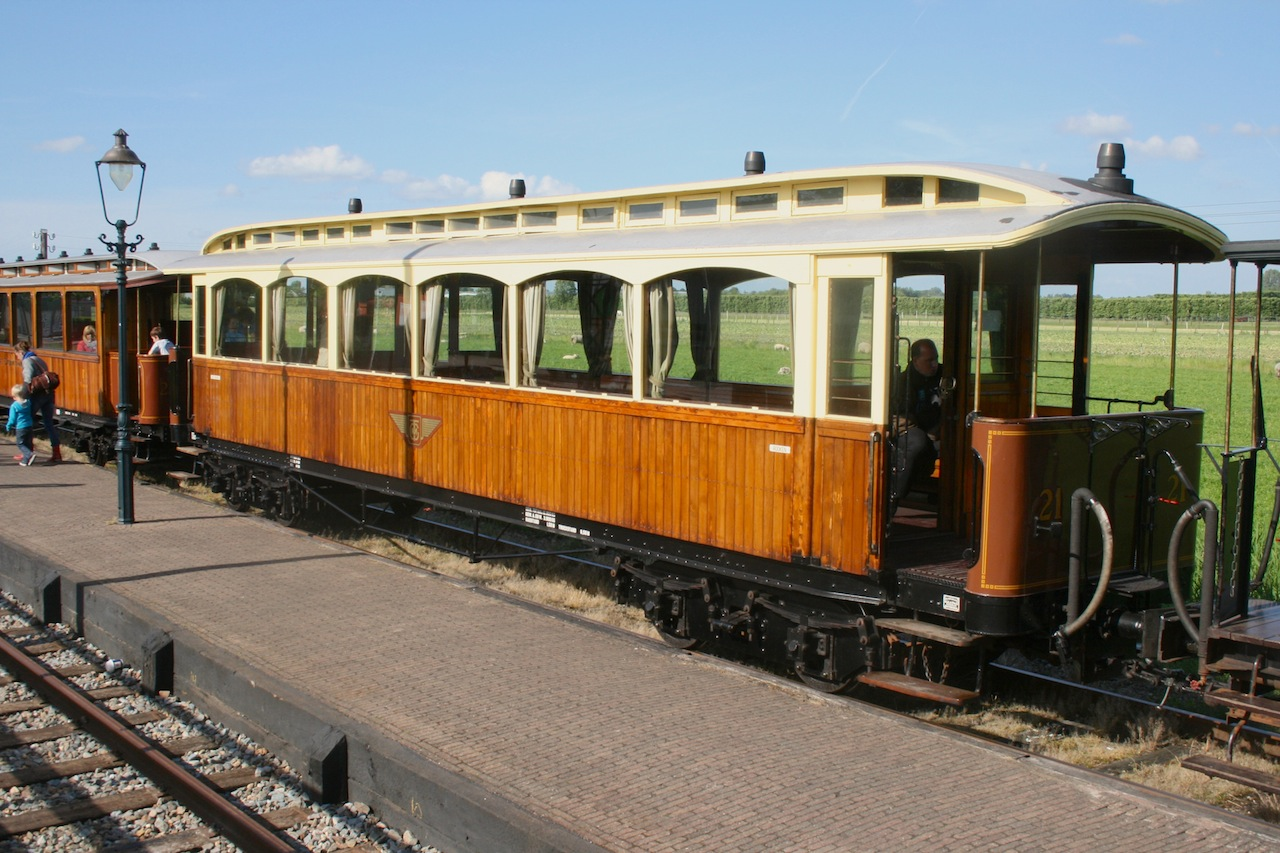
SHM rijtuig AB 21 van de Gooise Tramweg Maatschappij, te Wognum; 17 juni 2012.

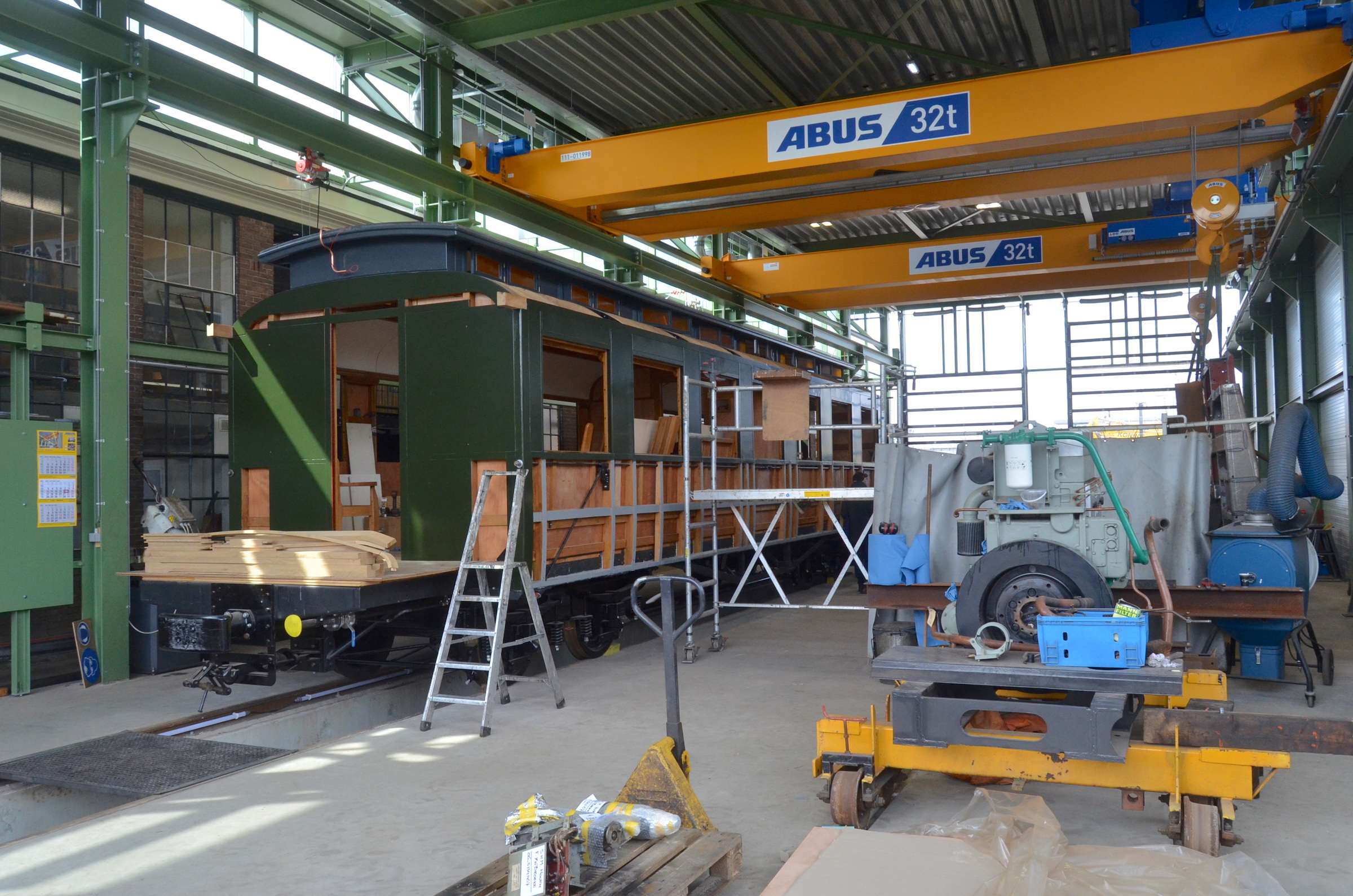
Rijtuig NS BC 423 in restauratie in de nieuwe SHM-werkplaats te Hoorn; 15 april 2023.

De Stoomtram beschikt over een fraaie collectie houten stoomtramrijtuigen, waarvan er zeven bedrijfsvaardig zijn: rijtuig 6 van de Zuiderzeetramweg van de NCS (voorheen rijtuig 21 van de GS), de 334 en 370 van de Rotterdamsche Tramweg Maatschappij (RTM), de AB 6 van de tramlijn Zutphen - Emmerik (ZE; Gelderse Tram), de C 205 van de Friese tram (NTM), de AB 24 van de Stoomtram-Maatschappij Breskens - Maldeghem (SBM) en de AB 8 van de Zeeuwsch-Vlaamsche Tramweg-Maatschappij (ZVTM). De restauratie van rijtuig RTM 334 is gereed gekomen in 2015, rijtuig NCS 6 is in 2022 gereed gekomen.
Buiten dienst in afwachting van grote revisie zijn rijtuig 22 van de Gooische Stoomtram (GS) en 395 van de RTM. In restauratie zijn drie NS-rijtuigen, BC 423, BC 425 en BC 455 (ex-NTM 87), die vroeger onder andere hebben gereden tussen Alkmaar en Bergen ('tram voor Bello').
Verder is nog een flink aantal stoomtramgoederentramwagens gerestaureerd, veelal uit teruggevonden wagenbakken, die na opheffing van trambedrijven nog decennialang als schuurtjes dienstdeden. Dienstvaardig zijn goederenwagens van de NTM (Nederlandsche Tramweg Maatschappij), OG (Oostelijk Groningen), EDS (Eerste Drentsche Stoomtramweg-Maatschappij, zie DSM) en NHTM (Waterlandse tram). Ook een aantal voormalige spoorgoederenwagens van NS is gerestaureerd.
Als statische objecten zijn in de werkplaats aanwezig loc RSTM 2 en een rijtuigbak van de ZNSM, die herinneren aan de begintijd van de stoomtram in Nederland in de jaren tachtig van de 19e eeuw.
Het historisch Nederlands stoomtrammaterieel in de verzameling is afkomstig uit alle 11 provincies waar trams hebben gereden.
Er wordt onderscheid gemaakt tussen de bovenstaande rijtuigen met een museaal karakter en niet-museale rijtuigen van Oostenrijkse (voorheen ook Duitse of Zwitserse) oorsprong.

## Materieeloverzicht
Cursief = niet meer aanwezig bij de SHM
| Nummer en Tractie                          | Maatschappijnummer en naam                        | Bouwjaar (fabriek)                                                                                        | Opmerkingen / Status in het Nationaal Register Mobiel Erfgoed | Afbeelding                                                       |  |
| ------------------------------------------ | ------------------------------------------------- | --- | --- | ---------------------------------------------------------------- |  |
| Locomotieven                               |                                                   | | |                                                                  |  |
| Loc 2 – Stoom                              | RSTM 2                                            | 1881 (Merryweather & Sons Ltd, London)                                                                    | Gebouwd met fabrieksnummer 110 voor de Rijnlandsche Stoomtramweg-Maatschappij. Sinds 1 juli 2017 in permanente bruikleen van het Spoorwegmuseum. A-status |                                                                  |  |
| Loc 5 – Stoom                              | SHM 5 "Enkhuizen"                                 | 1929 (Société de La Meuse)                                                                                | Gebouwd met fabrieksnummer 3252 voor de Nederlandsche Stikstof Fabriek te Sluiskil. Overgenomen van MBS in 1972. Sinds 1976 in dienst tussen Hoorn en Medemblik. Van 2021 tot en met 2024 in bruikleen bij de SGB. B-status |                                                                  |  |
| Loc 6 – Stoom                              | SHM 6                                             | 1920 (Hohenzollern)                                                                                       | Gebouwd met fabrieksnummer 4289. In dienst bij Mechernicher Werke als nummer 18. In 1956 naar Westfälische Lokomotivfabrik te Hattingen. Daarna naar de Eschweiler Bergwerks Verein. In 1977 naar Hoorn. Plannen waren om deze locomotief het uiterlijk te geven van een NS 8700, maar deze loc is uiteindelijk gesloopt in 1993.                  |                                                                  |  |
| Loc 8 – Stoom                              | HTM 8 "Ooievaar"                                  | 1904 (Backer & Rueb, Breda)                                                                               | Tot 1924 ingezet op de tramlijn Den Haag - Delft, daarna tot 1932 bij de NZH op de tramlijn Heemstede - Leiden. Rond 1933 naar Bruinkoolmaatschappij Carisborg te Hoensbroek. In 1962 terug naar Backer & Rueb. In 1988 gerestaureerd, vanaf 1990 buiten dienst. In 1996 naar de SHM, alwaar sinds 2006 na restauratie in dienst. A-status         |                                                                  |  |
| Loc 11 – Stoom                             | SHM 11                                            | 1928 (La Meuse)                                                                                           | In dienst bij de Chemin de Fer de l'Artois als 11, daarna de Centrale Suikermij. Sas van Gent. Bij SHM van 1971 tot 1977. Hoewel de loc oorspronkelijk op de nominatie stond om te worden gereviseerd, is deze uiteindelijk toch in 1977 gesloopt.                                                                                                 |                                                                  |  |
| Loc 16 – Stoom                             | SHM 16 "Medemblik"                                | 1943 (Arnold Jung Locomotivfabr.)                                                                         | Gebouwd met bouwnummer 9846 voor de Brinker Eisenwerke te Hannover-Langenhagen, later Georgsmarienhütten Eisenbahn nummer 16. In 1978 naar de SHM. Sinds 1983 in dienst tussen Hoorn en Medemblik. Van 2018 tot 2021 in bruikleen bij de MBS. |                                                                  |  |
| Loc 18 – Stoom                             | GS 18 "Leeghwater"                                | 1921 (Henschel & Sohn, Kassel)                                                                            | Gebouwd met fabrieksnummer 18776 voor de Gooische Stoomtram onder nummer 18, later 14. In 1937 naar de Ver. Coöp. Suikerfabriek te Roosendaal. In 1967 naar de TS. Deze locomotief reed in 1967 de afscheidsritten van de Westlandse tram. In 1968 naar de SHM. Sinds 1968 in dienst tussen Hoorn en Medemblik. A-status                           |                                                                  |  |
| Loc 23 – Stoom                             | WSM 23 "H.J.H. Modderman"                         | 1918 (Orenstein & Koppel A.G.)                                                                            | In 1918 gebouwd met fabrieksnummer 8319 voor de Westfälische Eisen und Drahtwerke te Aplerbeck. In 1929 naar de WSM. In 1940 verkocht aan de Coöperatieve Suikerfabriek van Zevenbergen onder nummer 2. In 1970 naar de SHM. Van 1970 tot 1978 in dienst tussen Hoorn en Medemblik. Sinds 1979 buiten gebruik door verlopen ketelkeuring. A-status |                                                                  |  |
| Loc 26 – Stoom                             | LTM 26 "Ir.P.H. Bosboom"                          | 1922 (Hannoversche Machinenfabrik AG, Hanomag)                                                            | Gebouwd voor de tramlijnen Maastricht – Vaals en Roermond – Sittard. Vanaf 1938 verschillende eigenaren, o.a. Maastrichtse Metaalhandel H.E. Dotremont, Klöckner & Co (D), Sachtleben Chemie AG en de Stürtzelberger Hütte te Neuss. In 1972 aangekocht via de Tramweg Stichting. Sinds 1974 in dienst tussen Hoorn en Medemblik. A-status         |                                                                  |  |
| Loc 30 – Stoom                             | SHM 30 "Hoorn"                                    | 1908 (Arnold Jung)                                                                                        | Gebouwd met fabrieksnummer 1268 voor de Rotterdamse Gasfabriek en later Gasfabriek Keilehaven te Rotterdam. In 1967 naar de TS. Deze locomotief reed in 1967 de afscheidsritten van de Westlandse tram. In 1968 naar de SHM. Sinds 1968 in dienst tussen Hoorn en Medemblik. A-status                                                              |                                                                  |  |
| Loc 31 – Stoom                             | SHM 31                                            | 1886 (Arnold Jung)                                                                                        | Ingezet bij de Gasfabriek Keilehaven, eerst als 4, later 27 en 31. In 1968 naar de SHM. Gesloopt in 1980. |                                                                  |  |
| Loc 6513 – Stoom                           | Overeenkomend met SS 601-612 (later NS 6501-6512) | 1887 (Hohenzollern A.G.)                                                                                  | Industrielocomotief van het type Victor van Hohenzollern. Gebouwd voor W. Ernst Haas und Sohn in Sinn (Dillkreis), aldaar "Neuehoffnungshütte II". In 1973 verkocht naar de Museumseisenbahn Aschaffenburg. In 1978 naar de SHM. Sinds 2017 in dienst tussen Hoorn en Medemblik.                                                                   |                                                                  |  |
| Loc 7742 – Stoom                           | NS 7742 "Bello"                                   | 1914 (Berliner Maschinenbau A.G.)                                                                         | Gebouwd voor de HSM, vanaf 1932 ingezet op de tramlijn Alkmaar – Bergen aan Zee. In 1955 buiten gebruik en vanaf 1960 als monument in Bergen. In 1978 naar de SHM. Sinds 1985 in dienst tussen Hoorn en Medemblik. A-status |                                                                  |  |
| Loc 2 – Diesel                             | SHM 2 "Sijtje"                                    | 1943 (Spoorijzer)                                                                                         | Gebouwd voor de Gasfabriek Haarlem. Deze locomotief had het uiterlijk van een tuinhuisje en was gebouwd op een onderstel van een oud tweeassige goederenwagen. De locomotief was voorzien een luchtgekoelde 3 cilinder Deutz-motor. Gesloopt in 1990.                                                                                              |                                                                  |  |
| Loc 34 – Diesel                            | SHM 34                                            | 1953 Motorenfabrik Deutz                                                                                  | Gebouwd voor DEMKA, daarna naar Hoogovens. In 1984 naar de SHM en gebruikt als plukloc voor loc 35. | Demka loc 34, later bij de SHM als plukloc gebruikt voor loc 35. |  |
| Loc 35 – Diesel                            | SHM 35                                            | 1953 Motorenfabrik Deutz                                                                                  | Gebouwd voor DEMKA, daarna naar Hoogovens. In 1994 naar de SHM. In januari 1998 buiten dienst gesteld na aanrijding. Monument bij Metaalhandel Blokdijk in Hoorn. |                                                                  |  |
| Loc 35 (II) – Diesel                       | SHM 35 (II) "Griezel"                             | 1975 (LOWA Lokomotivbau Karl Marx)                                                                        | Gebouwd voor VEB Handelsgemeinschaft Obst, Gemüse und Speisekartoffeln te Halle (Saale), later VEB Anschlußbahngemeinschaft Vorfertigung, Halle. Vanaf 1991 bij HKS Metals te Amsterdam. In 1998 naar de SHM. |                                                                  |  |
| Loc 46 – Diesel                            | SHM 46                                            | 1952 (Baume & Marpent, Luik)                                                                              | Gebouwd voor de Hoogovens. Van 1969 tot 1975 bij SHM en was bestemd voor het verwachte goederenvervoer. Daarna in 1975 gesloopt. |                                                                  |  |
| Loc 47 – Diesel                            | SHM 47 "Pluisje"                                  | 1925 (Orenstein & Koppel A.G.)                                                                            | Voorheen SP 05. C-status |                                                                  |  |
| Loc 48 – Diesel                            | Loc 48                                            | 1953 (Baume & Marpent, Luik)                                                                              | 40 ton, 2 cummins-dieselmotoren van elk 150 pk. Gebouwd voor de Hoogovens. Van 1976 tot 2002 bij SHM, in 2003 gesloopt. |                                                                  |  |
| Loc 49 – Diesel                            | SHM 49 "Gruisje"                                  | 1960 (Schöma Fritz Schöttler GmbH)                                                                        | In 1988 naar de SHM. Vanaf 1991 dienstvaardig. Later buiten dienst gesteld en gesloopt in 2010. |                                                                  |  |
| Loc 101 – Diesel                           | NTM 101                                           | 1935 Du Croo & Brauns met Kromhout dieselmotor werd in 2012 vervangen door Perkins 8-cilinder dieselmotor | In 1935 schafte de NTM een dieselloc aan (101). In 1994 naar de SHM. Sinds 2014 in dienst tussen Hoorn en Medemblik. A-status |                                                                  |  |
| Loc 117 – Diesel                           | NS 117                                            | 1930 | In 1947 als rangeerlocomotief naar Beijnes, daarna naar de Hoogovens. In 1974 naar de SHM. Gesloopt in 1979. |                                                                  |  |
| Loc 162 – Diesel                           | NS 162                                            | 1941 (Vulcan Foundry Ltd, Engeland)                                                                       | Van 2012 tot 2017 bij de SHM. Van 2017 tot 2018 bij de STAR; van september 2018 tot september 2021 bij de MBS. Daarna naar het Nederlands Transport Museum. De loc is eigendom van Stichting 162. |                                                                  |  |
| Loc 271 – Diesel                           | NS 271                                            | 1938 (Werkspoor, Amsterdam)                                                                               | In 2012 overgenomen van Stichting KLOK. |                                                                  |  |
| Loc 288 – Diesel                           | NS 288                                            | 1938 (Centrale Werkplaats NS, Zwolle)                                                                     | In 2010 overgenomen van HIJSM. |                                                                  |  |
| Loc 346 – Diesel                           | NS 346                                            | 1950 (Werkspoor, Amsterdam)                                                                               | In 2010 overgenomen van HIJSM. Plukloc. |                                                                  |  |
| Loc 361 - Diesel                           | NS 361                                            | 1950 (Werkspoor, Amsterdam)                                                                               | In 2019 overgenomen van SGB. Kraanloc. |                                                                  |  |
| Loc V4 – Diesel                            | V 22 100                                          | 1940 (Deutz AG, Köln-Deutz)                                                                               | Gebouwd voor de Wehrmacht voor inzet te Hannover. |                                                                  |  |
| "Japie"                                    | (Locomotor)                                       | 1936, A.G. für Feld- und Kleinbahnbedarf, vormals Orenstein & Koppel, Berlin-Drewitz                      | Eigendom van Corus Stoom IJmuiden, tussen 1992 en 2000 als statisch monument opgesteld naast stationsgebouw, daarna terug naar Corus |                                                                  |  |
| Motorrijtuigen                             |                                                   | | |                                                                  |  |
| Motorrijtuig 14 – Diesel                   | GoTM 14                                           | 1929 (Nordwaggon, Bremen)                                                                                 | Na buitendienststelling in 1949 geplaatst in het Tramdorp Hilversum. In 1973 naar de SHM. A-status. |                                                                  |  |
| Motorrijtuig 40 – Diesel                   | WSM 40                                            | 1923 (Deutsche Werke, Kiel)                                                                               | Deze motorwagen van de WSM kwam in 1930 bij de NIAG in dienst als T10. In 1969 naar de SHM. A-status. |                                                                  |  |
| Motorrijtuig M1503 – Diesel                | M1503 "Uil"                                       | 1955 (Talbot, Aken)                                                                                       | In 1955 als VT3 gebouwd voor de AG Ruhr-Lippe-Eisenbahnen. In 1967 naar de Hümmlinger Kreisbahn. In 1971 naar de SHM. Ging in 1979 naar de stoomclub van de Hoogovens. In 1982 afgevoerd naar VSM (later gesloopt). |                                                                  |  |
| Motorrijtuig M1505 – Diesel                | M1505 "Koekoek"                                   | 1926 (Deutsche Werke, Kiel)                                                                               | In 1926 gebouwd voor de Spoorlijn Niebüll - Dagebüll. In 1973 naar de SHM. In 1979 gesloopt. |                                                                  |  |
| Rijdende stoomspoorkraan                   |                                                   | | |                                                                  |  |
| Rijdende spoorkraan 39 – Stoom             | SHM 39                                            | 1946 (Koninklijke Maatschappij 'De Schelde')                                                              | In april 2015 verkocht aan de SGB. B-status |                                                                  |  |
| Werkmaterieel                              |                                                   | | |                                                                  |  |
| Werkmaterieel 51 – Diesel                  | SHM 51                                            | 1964 (Schöma Diepholz)                                                                                    | In 2017 na revisie in dienst gesteld. |                                                                  |  |
| Werkmaterieel 78 – Benzine                 | NS 78                                             | 1953 (Fa. D. Wickham en Co. LTD.)                                                                         | – |                                                                  |  |
| Nummer                                     | Maatschappijnummer en naam                        | Bouwjaar (fabriek)                                                                                        | Opmerkingen / Status in Nationaal register mobiel erfgoed | Afbeelding                                                       |  |
| Tramrijtuigen                              |                                                   | | |                                                                  |  |
| Rijtuig 1, 4 of 7                          | ZNSM 1, 4 of 7                                    | 1890 (Métallurgiques, Nijvel)                                                                             | Na buitendienststelling in 1935 gedurende ruim 80 jaar in gebruik geweest als tuinhuisje te Kaatsheuvel en in 2016 overgebracht naar Hoorn. Het enig bewaard gebleven tramrijtuig uit Noord-Brabant. |                                                                  |  |
| Rijtuig 6                                  | ZE AB 6                                           | 1902 (Pennock en Co, Den Haag)                                                                            | Na buitendienststelling in 1935 werd de wagenbak nog verder gebruikt. In 1994 naar de SHM. Sinds 1999 in dienst tussen Hoorn en Medemblik. B-status. |                                                                  |  |
| Rijtuig 6                                  | NCS BC 6                                          | 1915 (Allan, Rotterdam)                                                                                   | In 1968 naar de SHM. Sinds 1972 in dienst tussen Hoorn en Medemblik als GoTM 21. In 2019-2022 gerestaureerd naar de originele status als NCS BC 6. B-status |                                                                  |  |
| Rijtuig 8                                  | ZVTM AB 8                                         | 1916 (Allan, Rotterdam)                                                                                   | Na buitendienststelling in 1949 werd de wagenbak nog verder gebruikt. In 1998 naar de SHM. Sinds 2010 in dienst tussen Hoorn en Medemblik. A-status |                                                                  |  |
| Rijtuig 18                                 | SHM B 18; ex-HTM 780                              | 1929 (La Brugeoise, Nijvel)                                                                               | In 1967 naar de TS. In 1970 naar de SHM. Van 1972 tot 1980 in dienst tussen Hoorn en Medemblik. In 1975 vernummerd in B18. In 1981 naar HOVM, Den Haag. |                                                                  |  |
| Rijtuig 19                                 | SHM B 19                                          | 1944 of '48 (NMVB-Werkplaats Kuregem)                                                                     | Afkomstig van het NMVB-buurtspoornet Brussel. In 1974 naar de SHM. Van 1975 tot 1990 in dienst tussen Hoorn en Medemblik, daarna buiten dienst. Vanaf 1977 buffetrijtuig. In 2024 overgedragen aan Stichting voorheen RTM te Ouddorp. |                                                                  |  |
| Rijtuig 20                                 | SHM B 20                                          | 1951 (NMVB-Werkplaats Kuregem)                                                                            | Afkomstig van het NMVB-buurtspoornet Brussel. In 1974 naar de SHM. Van 1975 tot 1990 in dienst tussen Hoorn en Medemblik, daarna buiten dienst. In 2024 overgedragen aan Stichting voorheen RTM te Ouddorp. |                                                                  |  |
| Rijtuig 22                                 | GS 22                                             | 1904 (Waggon und Maschinenbau A.G, Görlitz)                                                               | Afkomstig van de Gooische Stoomtram (serie 22-25). Na buitendienststelling in 1947 werd de wagenbak nog verder gebruikt. In 1974 naar de SHM. Sinds 1982 in dienst tussen Hoorn en Medemblik. A-status |                                                                  |  |
| Rijtuig 24                                 | SBM AB 24                                         | 1927 (Allan, Rotterdam)                                                                                   | Na buitendienststelling in 1949 werd de wagenbak nog verder gebruikt. In 1995 naar de SHM. Sinds 2008 in dienst tussen Hoorn en Medemblik. B-status |                                                                  |  |
| Rijtuig 25                                 | OG BC 25                                          | 1917 (Beijnes, Haarlem)                                                                                   | Na buitendienststelling in 1947 werd de wagenbak nog verder gebruikt. In 1995 naar de SHM. A-status |                                                                  |  |
| Rijtuig 34                                 | OSM 34                                            | 1910 (Allan, Rotterdam)                                                                                   | Na buitendienststelling in 1949 werd de wagenbak nog verder gebruikt. In 2003 naar de SHM. A-status |                                                                  |  |
| Rijtuig 43                                 | NBM 43                                            | 1916 (Allan, Rotterdam)                                                                                   | Na buitendienststelling in 1949 verhuisd naar Duitsland. In 1970 naar de SHM. Van 1972 tot 1974 in dienst tussen Hoorn en Medemblik. In 1977 naar EMA, Amsterdam. |                                                                  |  |
| Rijtuig 50                                 | GoTM 50                                           | 1930 (MAN, Nürnberg)                                                                                      | Na buitendienststelling in 1947 werd de wagenbak nog verder gebruikt. In 1973 naar de SHM. Gesloopt in 1977. |                                                                  |  |
| Rijtuig 205                                | NTM C 205                                         | 1916 (Werkspoor, Amsterdam)                                                                               | In 1947 naar NS. Na buitendienststelling in 1951 werd de wagenbak nog verder gebruikt. In 1969 naar de SHM. Sinds 1995 in dienst tussen Hoorn en Medemblik. A-status |                                                                  |  |
| Rijtuig 334                                | RTM AB 334                                        | 1898 (Métallurgique, Nijvel)                                                                              | Na buitendienststelling in 1949 werd de wagenbak nog verder gebruikt. In 1996 naar de SHM. Sinds 2015 in dienst tussen Hoorn en Medemblik. B-status |                                                                  |  |
| Rijtuig 341                                | RTM AB 341                                        | 1900 (Métallurgique, Nijvel)                                                                              | Na buitendienststelling in 1950 werd de wagenbak nog verder gebruikt. In 1999 naar de SHM. In 2024 in bruikleen naar Stichting voorheen RTM te Ouddorp. C-status |                                                                  |  |
| Rijtuig 370                                | RTM AB 370                                        | 1905 (Compagnie Centrale de Construction, Haine-Saint-Pierre)                                             | In 1971 naar de SHM. Sinds 1973 in dienst tussen Hoorn en Medemblik. C-status |                                                                  |  |
| Rijtuig 395                                | RTM AB 395                                        | 1906 (Allan, Rotterdam)                                                                                   | In 1971 naar de SHM. Sinds 1976 in dienst tussen Hoorn en Medemblik. C-status |                                                                  |  |
| Rijtuig 423                                | NS BC 423                                         | 1920 (Werkspoor, Amsterdam)                                                                               | Na buitendienststelling werd de wagenbak nog verder gebruikt. In 1994 naar de SHM. Gerestaureerd tussen 2019 en 2024. B-status |                                                                  |  |
| Rijtuig 425                                | NS BC 425                                         | 1920 (Werkspoor, Amsterdam)                                                                               | Na buitendienststelling werd de wagenbak nog verder gebruikt. In 1971 naar de SHM. Sinds 2019 in restauratie. A-status |                                                                  |  |
| Rijtuig 455                                | NS BC 455                                         | 1920 (Werkspoor, Amsterdam)                                                                               | Na buitendienststelling werd de wagenbak nog verder gebruikt. In 1998 naar de SHM. Sinds 2019 in restauratie. B-status |                                                                  |  |
| Rijtuig 1501                               | LTM BD 1501                                       | 1922 (Beijnes, Haarlem)                                                                                   | Na buitendienststelling werd de wagenbak nog verder gebruikt. In 1973 naar de SHM. Gesloopt in Hoorn, 1975. |                                                                  |  |
| Rijtuig 1502                               | LTM BD 1502                                       | 1922 (Beijnes, Haarlem)                                                                                   | Na buitendienststelling werd de wagenbak nog verder gebruikt. In 1997 naar de SHM. B-status |                                                                  |  |
| Rijtuig 1504                               | LTM B 1504                                        | 1922 (Beijnes, Haarlem)                                                                                   | Na buitendienststelling werd de wagenbak nog verder gebruikt. In 1995 naar de SHM. A-status |                                                                  |  |
| (Lokaal)spoorrijtuigen                     |                                                   | | |                                                                  |  |
| Rijtuig B 5235                             | NS B 5235                                         | 1929 | Blokkendoosrijtuig. In 1968 gehuurd van NS. |                                                                  |  |
| Rijtuig B 5240                             | NS B 5240                                         | 1929 | Blokkendoosrijtuig. In 1974 gehuurd van NS; in 1975 naar de VSM. |                                                                  |  |
| Rijtuig B 5241                             | NS B 5241                                         | 1929 | Blokkendoosrijtuig. In 1974 gehuurd van NS; in 1975 naar de VSM. Foto van het rijtuig in huidige toestand |                                                                  |  |
| Rijtuig B 5357                             | NS B 5357                                         | 1925 | Blokkendoosrijtuig. In 1973 gehuurd van NS. | Rijtuig NS B 5357 in Hoorn                                       |  |
| Rijtuig AB 5613                            | NS AB 5613                                        | 1931 | Blokkendoosrijtuig. In 1968 gehuurd van NS. |                                                                  |  |
| Rijtuig B 6104                             | NS B 6104                                         | 1928 | Ovaleramenrijtuig. In 1968-1969 gehuurd van NS. |                                                                  |  |
| Rijtuig C 7809                             | NS C 7809                                         | 1950 (Werkspoor, Utrecht)                                                                                 | Plan D - Verblijfswagen voor de vrijwilligers van de SHM (rijtuig 29). Voormalig rijtuig NS 51 84 29-40 111; ex-C 7809. Gesloopt in 1983. |                                                                  |  |
| Rijtuig 1                                  | SHM C 1                                           | 1908 (Van der Zypen & Charlier, Cöln-Deutz))                                                              | Duits lokaalspoorrijtuig van Moerser Kreisbahn, later NIAG. In 1970 naar de SHM. Afgevoerd en gesloopt in 1996. |                                                                  |  |
| Rijtuig 2                                  | SHM C 2                                           | 1913 (HAWA, Hannover)                                                                                     | Duits lokaalspoorrijtuig van Moerser Kreisbahn, later NIAG of Jülicher Kreisbahn. In 1970 naar de SHM. In 1991 gesloopt. |                                                                  |  |
| Rijtuig 3                                  | SHM C 3                                           | 1908 (Van der Zypen & Charlier, Cöln-Deutz)                                                               | Duits lokaalspoorrijtuig Ci 11 van Moerser Kreisbahn, later NIAG. In 1978 naar de SHM. Vanwege de slechte toestand in 1980 gesloopt. |                                                                  |  |
| Rijtuig 7                                  | SHM CR 7                                          | 1908 (Van der Zypen & Charlier, Cöln-Deutz)                                                               | Duits lokaalspoorrijtuig. Kwam in dienst bij de Eisenbahn Farge-Vegesack. Daarna bij de Kiel-Schönberger Eisenbahn. Daarna naar de Jülicher Kreisbahn in Jülich. In 1972 naar de SHM. Afgevoerd en gesloopt in 1993. |                                                                  |  |
| Rijtuig 11                                 | SHM C 11                                          | 1940 (Busch, Bautzen)                                                                                     | Duits lokaalspoorrijtuig van de Hersfelder Kreisbahn, in 1974 naar de SHM. In 1982 gesloopt. |                                                                  |  |
| Rijtuig 12                                 | SHM C 12                                          | 1940 (Busch, Bautzen)                                                                                     | Duits lokaalspoorrijtuig van de Hersfelder Kreisbahn, in 1974 naar de SHM. In 1991 gesloopt. |                                                                  |  |
| Rijtuig 33                                 | SHM C 33                                          | 1914 (Linke-Hoffmann-Werke, Breslau)                                                                      | Duits lokaalspoorrijtuig. Oorspronkelijk van DB, later van Teutoburger Wald-Eisenbahn, in 1974 naar de SHM. In 1983 nog in gebruik. In 1992 gesloopt. |                                                                  |  |
| Rijtuig 36                                 | MBS Ci 36                                         | 1889 (Beuchelt & Co, Grünberg (Schlesien))                                                                | Duits lokaalspoorrijtuig van de Braunschweig-Schöninger Eisenbahn; resp. Butzbach-Licher Eisenbahn (nr. 26). In 1956 voorzien van nieuwe wagenbak, in 1971 naar de Museum Buurtspoorweg als C36. In 2018-2020 gehuurd van de MBS. |                                                                  |  |
| Rijtuig 37                                 | MBS C 37                                          | 1889 (Waggon und Maschinenbau A.G, Görlitz)                                                               | Duits lokaalspoorrijtuig van de Braunschweig-Schöninger Eisenbahn; resp. Butzbach-Licher Eisenbahn (nr. 27). In 1956 voorzien van nieuwe wagenbak, in 1971 naar de Museum Buurtspoorweg als C37. In 2013 en 2016-2018 gehuurd van de MBS. |                                                                  |  |
| Rijtuig 41                                 | SHM C 41                                          | 1903 (Busch, Bautzen)                                                                                     | Duits lokaalspoorrijtuig. Was tussen 1971 en 1980 gehuurd van de MBS en is daarna teruggegaan naar de Museum Buurtspoorweg. |                                                                  |  |
| Rijtuig 42                                 | SHM CR 42                                         | 1920 (Harkort, Duisburg)                                                                                  | Duits lokaalspoorrijtuig van de Bentheimer Eisenbahn, waar het weer afkomstig was van de Meppen-Haselünner Eisenbahn. Het rijtuig was in 1950 gemoderniseerd. In 1971 naar de SHM, in 1996 naar de Museum Buurtspoorweg, in 1998 naar DHEF Harpstedt en in 2004 naar GRAF Mec in Nordhorn.                                                         |                                                                  |  |
| Rijtuig 51                                 | SHM B 51                                          | 1950 (ÖBB Werkplaats, Simmering)                                                                          | Voormalig lokaalspoorrijtuig van de ÖBB met nummer 38.201 uit de serie 38.200-38.293, gebouwd op een oud frame uit 1908. Een 'Spantenwagen' met vijf zijramen, in 1974 naar de SHM. |                                                                  |  |
| Rijtuig 52                                 | SHM BC 52                                         | 1953 (ÖBB Werkplaats, Sankt Pölten)                                                                       | Voormalig lokaalspoorrijtuig van de ÖBB uit de serie 38.200-38.293, gebouwd op een oud frame uit 1908. Een 'Spantenwagen' met vijf zijramen, in 1974 naar de SHM. |                                                                  |  |
| Rijtuig 53                                 | SHM BC 53                                         | 1950 (ÖBB Werkplaats, Sankt Pölten)                                                                       | Voormalig lokaalspoorrijtuig van de ÖBB met nummer 38.215 uit de serie 38.200-38.293, gebouwd op een oud frame uit 1908-1912. Een 'Spantenwagen' met vijf zijramen, in 1974 naar de SHM. |                                                                  |  |
| Rijtuig 54                                 | SHM B 54                                          | 1950 (ÖBB Werkplaats, Simmering)                                                                          | Voormalig lokaalspoorrijtuig van de ÖBB uit de serie 38.972-38.999, gebouwd op een oud frame uit 1908. Een 'Spantenwagen' met vijf zijramen, in 1974 naar de SHM. |                                                                  |  |
| Rijtuig 55                                 | SHM BC 55                                         | 1950 (ÖBB Werkplaats, Simmering)                                                                          | Voormalig lokaalspoorrijtuig van de ÖBB uit de serie 38.200-38.293, gebouwd op een oud frame uit 1908. Een 'Spantenwagen' met zes zijramen, in 1974 naar de SHM. |                                                                  |  |
| Rijtuig 56                                 | SHM C 56                                          | 1950 (ÖBB Werkplaats, Sankt Pölten)                                                                       | Voormalig lokaalspoorrijtuig van de ÖBB uit de serie 38.200-38.293, gebouwd op een oud frame uit 1908. Een 'Spantenwagen' met vijf zijramen, in 1975 naar de SHM, in 2016 verbouwd van B-rijtuig naar C-rijtuig. |                                                                  |  |
| Rijtuig 57                                 | SHM BC 57                                         | 1951 (ÖBB Werkplaats, Sankt Pölten)                                                                       | Voormalig lokaalspoorrijtuig van de ÖBB uit de serie 38.200-38.293, gebouwd op een oud frame uit 1908. Een 'Spantenwagen' met vijf zijramen, in 1975 naar de SHM. |                                                                  |  |
| Rijtuig 58                                 | SHM C 58                                          | 1954 (ÖBB Werkplaats, Sankt Pölten)                                                                       | Voormalig lokaalspoorrijtuig van de ÖBB uit de serie 38.200-38.293, gebouwd op een oud frame uit 1908. Een 'Spantenwagen' met vijf zijramen, in 1975 naar de SHM. |                                                                  |  |
| Rijtuig 59                                 | SHM B 59                                          | 1954 (ÖBB Werkplaats Sankt Pölten)                                                                        | Voormalig lokaalspoorrijtuig van de ÖBB uit de serie 38.200-38.293, gebouwd op een oud frame uit 1908. Een 'Spantenwagen' met vijf zijramen, in 1975 naar de SHM. In 2020 terzijde gesteld (als laatste rijtuig in de kleurencombinatie bruin/crème). Het interieur is overgeplaatst in rijtuig B 60.                                              |                                                                  |  |
| Rijtuig 60                                 | SHM B 60                                          | 1951 (ÖBB Werkplaats, Sankt Pölten)                                                                       | Voormalig lokaalspoorrijtuig van de ÖBB uit de serie 38.200-38.293, gebouwd op een oud frame uit 1908. Een 'Spantenwagen' met vijf zijramen, in 1975 naar de SHM. In gebruik als buffetrijtuig BR 60. In 2020 verbouwd naar personenrijtuig en voorzien van het interieur van rijtuig B 59.                                                        | Rijtuig SHM B 60 na ombouw tot personenrijtuig in Hoorn          |  |
| Rijtuig 61                                 | SHM C 61                                          | 1920 (MAN, Nürnberg)                                                                                      | Duits lokaalspoorrijtuig. Oorspronkelijk van DB, later van Teutoburger Wald-Eisenbahn, in 1974 naar de SHM, in 1983 gesloopt. |                                                                  |  |
| Rijtuig 61                                 | SHM B 61                                          | 1954 (ÖBB Werkplaats, Sankt Pölten)                                                                       | Voormalig lokaalspoorrijtuig van de ÖBB uit de serie 38.200-38.293, gebouwd op een oud frame uit 1908. Een 'Spantenwagen' met zeven zijramen. Later naar Nassauische Touristik-Bahn; daarna in 2013 naar de SHM. |                                                                  |  |
| Rijtuig 61                                 | SHM B 61                                          | 1949-1964 (Wagonfabrik Schlieren)                                                                         | Voormalig Zwitsers lokaalspoorrijtuig, in 1984 naar de SHM. In december 2012 naar de Verein Seetalwagen. |                                                                  |  |
| Rijtuig 62                                 | SHM B 62                                          | 1949-1964 (Wagonfabrik Schlieren)                                                                         | Voormalig Zwitsers lokaalspoorrijtuig, in 1984 naar de SHM. In december 2012 naar de Verein Seetalwagen. |                                                                  |  |
| Rijtuig 63                                 | SHM B 63                                          | 1949-1964 (Wagonfabrik Schlieren)                                                                         | Voormalig Zwitsers lokaalspoorrijtuig, in 1984 naar de SHM. In december 2012 naar de Verein Seetalwagen. |                                                                  |  |
| Rijtuig 64                                 | SHM B 64                                          | 1949-1964 (Wagonfabrik Schlieren)                                                                         | Voormalig Zwitsers lokaalspoorrijtuig, in 1984 naar de SHM. In december 2012 naar de Verein Seetalwagen. |                                                                  |  |
| Rijtuig 65                                 | SHM WR 65                                         | 1951 (Wagonfabrik Schlieren)                                                                              | Voormalig Zwitsers lokaalspoorrijtuig in restauratie-uitvoering met nummer WR50 85 88-33 108 (ex Dr4ü 10119), in 1984 naar de SHM. In december 2012 naar de Verein Seetalwagen. Inmiddels doorverkocht aan EuroVapor. |                                                                  |  |
| Rijtuig 86                                 | SME 86                                            | 1917 (Werkspoor, Amsterdam)                                                                               | Ex-NS C 290. Gebouwd voor de Staatsmijnen in een serie van 15 rijtuigen. In 1969 naar de SHM. Sinds 1970 als nr. 290 in dienst tussen Hoorn en Medemblik. Het rijtuig heeft banken uit Mat '24. In 2018 teruggerestaureerd in oorspronkelijke uitvoering. In A-status                                                                              |                                                                  |  |
| Rijtuig 501                                | SHM 501                                           | 2019 (Werkplaats SHM, Hoorn)                                                                              | Gebouwd op basis van tekeningen van de serie HSM-rijtuigen C 228 - 297, die vanaf 1887 reden tussen Hoorn en Medemblik. Het rijtuig is geen 'exacte replica', doch met enkele moderne technische aanpassingen en iets andere afmetingen. Vanaf oktober 2019 in dienst als buffetrijtuig.                                                           |                                                                  |  |
| Post/bagagewagens                          |                                                   | | |                                                                  |  |
| Post/bagagewagen 3                         | SBM D 3                                           | 1913 (Allan, Rotterdam)                                                                                   | Bij overname van Stichting Brabant Rail alleen stalen frame aangetroffen. |                                                                  |  |
| Post/bagagewagen 5                         | SBM D 5                                           | 1926 (Allan, Rotterdam)                                                                                   | B-status |                                                                  |  |
| Postwagen 5                                | NCS LD 5                                          | 1914 (Allan, Rotterdam)                                                                                   | C-status |                                                                  |  |
| Post/bagagewagen 6                         | NTM D 6                                           | 1903 (Werkspoor, Amsterdam)                                                                               | A-status |                                                                  |  |
| Conducteur/bagagewagen 1                   | NTM P 1                                           | 1888, 1930 (Beijnes, Haarlem)                                                                             | Bij het aantreffen van deze bagagewagen als een schuur had deze diverse kogelgaten, vermoedelijk afkomstig van de beschieting van een tram bij Follegasloot op 5 augustus 1944. A-status |                                                                  |  |
| Conducteur/bagagewagen 8                   | NTM P 8                                           | 1915 (Werkspoor, Amsterdam)                                                                               | C-status |                                                                  |  |
| Goederenwagens                             |                                                   | | |                                                                  |  |
| Gesloten goederenwagen 3                   | NTM E 3                                           | 1915 (Werkspoor, Amsterdam)                                                                               | C-status |                                                                  |  |
| Gesloten goederenwagen 8                   | GSTM PD 8                                         | 1897 (Werkspoor, Amsterdam                                                                                | In 1995 bij SHM, in 1996 in driehoeksruil met STAR en GSS. Thans bij SKL. |                                                                  |  |
| Koppelwagen 9                              | NTM K 9                                           | 1916 (Werkspoor, Amsterdam)                                                                               | A-status |                                                                  |  |
| Koppelwagen 10                             | NTM K 10                                          | 1916 (Werkspoor, Amsterdam)                                                                               | C-status |                                                                  |  |
| Gesloten goederenwagen 12                  | DSM EE 12                                         | 1929 (DSM-werkplaats Dedemsvaart)                                                                         | A-status |                                                                  |  |
| Koppelwagen 16                             | NTM K 16                                          | 1924 (NTM-werkplaats, Drachten)                                                                           | C-status |                                                                  |  |
| Gesloten goederenwagen 21                  | NTM E 21                                          | 1915 (Werkspoor, Amsterdam)                                                                               | B-status |                                                                  |  |
| Gesloten goederenwagen 21                  | NHTM 21                                           | 1897 (Métallurgique, Nijvel)                                                                              | B-status |                                                                  |  |
| Open goederenwagen 38                      | NHTM 38                                           | 1908 (Pennock en Co, Den Haag)                                                                            | A-status |                                                                  |  |
| Veewagen 57                                | NTM F 57                                          | 1913 (Werkspoor, Amsterdam)                                                                               | A-status |                                                                  |  |
| Gesloten goederenwagen 59                  | ZVTM D 59                                         | 1930 (La Brugeoise)                                                                                       | C-status |                                                                  |  |
| Veewagen 63                                | NTM F 63                                          | 1913 (Werkspoor, Amsterdam)                                                                               | C-status |                                                                  |  |
| Gesloten goederenwagen 67                  | NTM E 67                                          | 1911 (Werkspoor, Amsterdam)                                                                               | A-status |                                                                  |  |
| Gesloten goederenwagen 75                  | NTM E 75                                          | 1913 (Werkspoor, Amsterdam)                                                                               | C-status |                                                                  |  |
| Gesloten goederenwagen 85                  | EDS 85                                            | 1930 (Noord Nederlandse Machinefabriek, Winschoten)                                                       | A-status |                                                                  |  |
| Veewagen 88                                | NTM F 88                                          | 1921 (Werkspoor, Amsterdam)                                                                               | C-status | NTM F 88 in Zandhuizen                                           |  |
| Gesloten goederenwagen 102                 | OG E 102                                          | 1930 (La Brugeoise)                                                                                       | C-status |                                                                  |  |
| Open goederenwagen 106                     | NZH C 106                                         | 1882 (Van der Zypen & Charlier, Cöln-Deutz)                                                               | Van 1968 tot 1975 bij SHM, daarna naar TS, Scheveningen, in 2022 weer naar de SHM. A-status |                                                                  |  |
| Gesloten goederenwagen 128                 | NTM E 128                                         | 1921 (Werkspoor, Amsterdam)                                                                               | C-status |                                                                  |  |
| Gesloten goederenwagen 134                 | NTM E 134                                         | 1921 (Werkspoor, Amsterdam)                                                                               | C-status |                                                                  |  |
| Open goederenwagen 157                     | SHM 157                                           | 1928 (de La Hestre)                                                                                       | Afkomstig van het NMVB-buurtspoornet Brussel. |                                                                  |  |
| Gesloten goederenwagen 160                 | NS CHA 160                                        | 1867 (HIJSM-werkplaats Haarlem)                                                                           | A-status |                                                                  |  |
| Gesloten goederenwagen 167                 | NTM E 167                                         | 1921 (Werkspoor, Amsterdam)                                                                               | C-status |                                                                  |  |
| Gesloten goederenwagen 208                 | MBS 208                                           | 1913 (Allan, Rotterdam)                                                                                   | Goederenwagen 208 werd net als zijn seriegenoten na opheffing van het trambedrijf verkocht aan de ZVTM en kwam in dienst kwam als D 208. Uiteindelijk diende de bak als schuurtje in Pyramide (Sluis) totdat deze werd verkocht aan de SHM. |                                                                  |  |
| Gesloten goederenwagen 406                 | NS Dt 406                                         | 1921 (Werkspoor, Amsterdam)                                                                               | B-status |                                                                  |  |
| Open goederenwagen 7150                    | NMVB 7150                                         | 1928 (de La Hestre)                                                                                       | Afkomstig van het NMVB-buurtspoornet Brussel. In 1981 afgevoerd. |                                                                  |  |
| Gesloten goederenwagen D 6                 | SS D 6                                            | 1913 (Werkspoor, Amsterdam, op onderstel van SS AB 54 (1866, Damlust)                                     | 1973 naar MBS, onderstel in Het Spoorwegmuseum, wagenbak gesloopt. |                                                                  |  |
| Gesloten goederenwagen 579                 | HIJSM CHD 579                                     | 1888 (HIJSM-werkplaats Haarlem)                                                                           | C-status |                                                                  |  |
| Koppelwagen 6026                           | HIJSM 6026                                        | 1866 (HIJSM-werkplaats Haarlem)                                                                           | Gesloten goederenwagen. In 1909 verbouwd tot koppelwagen met bekerkoppeling voor tramrijtuigen; in 1918 naar de Gooische Stoomtram. |                                                                  |  |
| Open goederenwagen 59221                   | NS 59221                                          | 1929 (Westwaggon, Keulen)                                                                                 | Tijdens de verbouwing van het Spoorwegmuseum van 2003 tot 2005 in bruikleen bij SHM; daarna weer teruggegaan. A-status |                                                                  |  |
| Open goederenwagen 66043                   | NS 66043                                          | 1951 (Werkspoor                                                                                           | Bij de SHM tussen 1975 en 1981 in gebruik voor kolenopslag. Daarna terug naar NS. |                                                                  |  |
| Open goederenwagen 172384                  | NS 172384                                         | Onbekend (Werkspoor, Amsterdam)                                                                           | C-status |                                                                  |  |
| Open goederenwagen 172443                  | NS 172443                                         | 1907 (Werkspoor, Amsterdam)                                                                               | C-status |                                                                  |  |
| Open goederenwagen 172473                  | NS 172473                                         | 1913 (Werkspoor, Amsterdam)                                                                               | C-status |                                                                  |  |
| Verblijfswagen 81                          | SHM 81                                            | 1954 (Werkspoor, Amsterdam)                                                                               | – |                                                                  |  |
| Platte wagen 82                            | SHM 82                                            | 1954 Friedrich Krupp AG, Essen                                                                            | Voormalige demelwagen in gebruik bij het Nederlandse leger. |                                                                  |  |
| Rongenwagen 83                             | SHM 83                                            | 1958 (Werkspoor, Amsterdam)                                                                               | – |                                                                  |  |
| Rongenwagen 84                             | SHM 84                                            | 1958 (Werkspoor, Amsterdam)                                                                               | – |                                                                  |  |
| Rongenwagen 85                             | SHM 85                                            | 1958 (Werkspoor, Amsterdam)                                                                               | – |                                                                  |  |
| Rongenwagen 86                             | SHM 86                                            | 1958 (Werkspoor, Amsterdam)                                                                               | – |                                                                  |  |
| Zelflosser 87                              | SHM 87                                            | 1961 (Talbot, Aken)                                                                                       | – |                                                                  |  |
| Zelflosser 88                              | SHM 88                                            | 1961 (Talbot, Aken)                                                                                       | – |                                                                  |  |
| Rongenwagen 89                             | SHM 89                                            | 1960 (Werkspoor, Amsterdam)                                                                               | – |                                                                  |  |
| Open wagen 90                              | SHM 90                                            | 1959 (Werkspoor, Amsterdam)                                                                               | Meestal in gebruik als fietsenwagen. |                                                                  |  |
| Gesloten goederenwagen 91                  | SHM 91                                            | 1959 (Werkspoor, Amsterdam                                                                                | Overgenomen van de Stichting 162 | Gesloten goederenwagen SHM 91 in Hoorn                           |  |
| Ketelwagen 101                             | SHM 101                                           | 1894 | Oude containerwagen van NS met nummer 155221, daarvoor 93086, 94184, 29319. Voormalige HIJSM 8361. In 1969 naar de SHM, verbouwd tot waterwagen. Inmiddels afgevoerd. |                                                                  |  |
| Ketelwagen 102                             | SHM 102                                           | 1946 (Zielona Gorá, Polen)                                                                                | Capaciteit van 24 m³. In 1976 geschonken door de Chevron Oliemaatschappij. C-status |                                                                  |  |
| Ketelwagen 103                             | SHM 103                                           | 1946 (Zielona Gorá, Polen)                                                                                | Capaciteit van 24 m³. In 1976 geschonken door de Chevron Oliemaatschappij; gesloopt in 1995. |                                                                  |  |
| Gesloten goederenwagen 105                 | SHM 105                                           | 1957 (Wagonfabriek Lindner, Ammendorf)                                                                    | Staat sinds 2013 op het Hembrugterrein als herinnering van het oude industriespoor. |                                                                  |  |
| Gesloten goederenwagen 34725               | NS 34725                                          | 1954 (Werkspoor, Amsterdam)                                                                               | In 2016 hernummerd naar het meer historische nummer NS 34725, in plaats van NS 5060, en horeca-interieur ingebouwd. Tijdens het seizoen in gebruik op het 3e spoor op station Wognum-Nibbixwoud. C-status |                                                                  |  |
| Gesloten goederenwagen 24676               | NS 24676                                          | 1929 (Werkspoor, Amsterdam)                                                                               | In 2019 toiletgelegenheid ingebouwd en in gebruik op het kopspoor naast de goederenloods op station Medemblik. C-status |                                                                  |  |
| Open goederenwagen 69448                   | NS 69448                                          | 1956 (Werkspoor, Amsterdam                                                                                | Op 26 november 2020 verworven van de VSM. Zal gebruikt worden voor de opslag van biokool | Open goederenwagen NS 69448                                      |  |
| Ketelwagen 67081                           | NS 67081                                          | 1954 (Rastatt, Duitsland)                                                                                 | C-status |                                                                  |  |
| Rongenwagen 87802                          | NS 87802                                          | 1942 (Beijnes, Haarlem)                                                                                   | C-status |                                                                  |  |
| Open goederenwagen ex-NS 23 84 336 4 414-9 | NS 23 84 336 4 414-9                              | ? | Deze wagen heeft geen officieel SHM-nummer. Het is de bedoeling dat het frame van deze wagen in de toekomst gebruikt gaat worden voor een tweede replica HSM rijtuig |                                                                  |  |

## Rijtuig interieurs

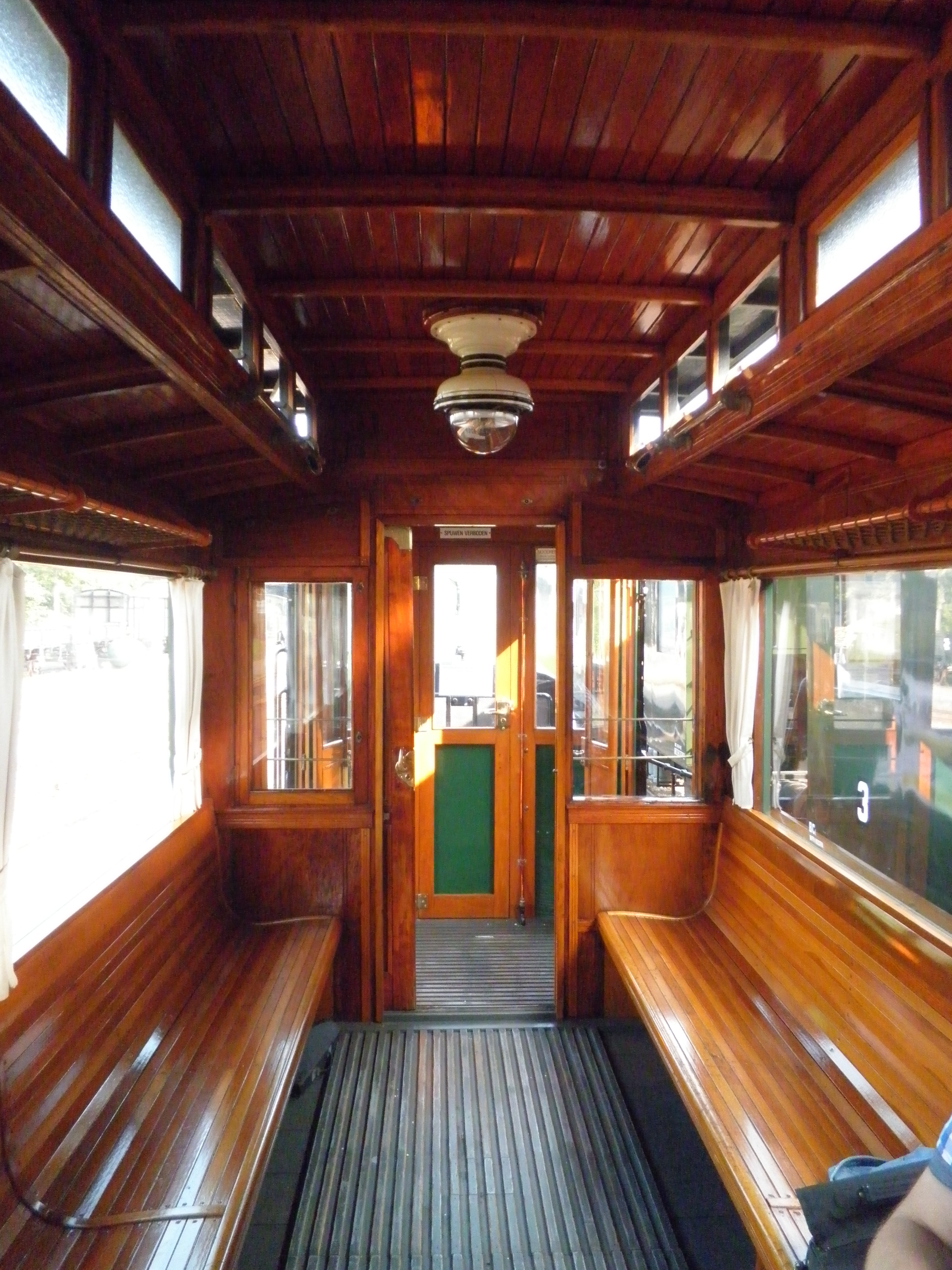
Interieur rijtuig NTM C 205.
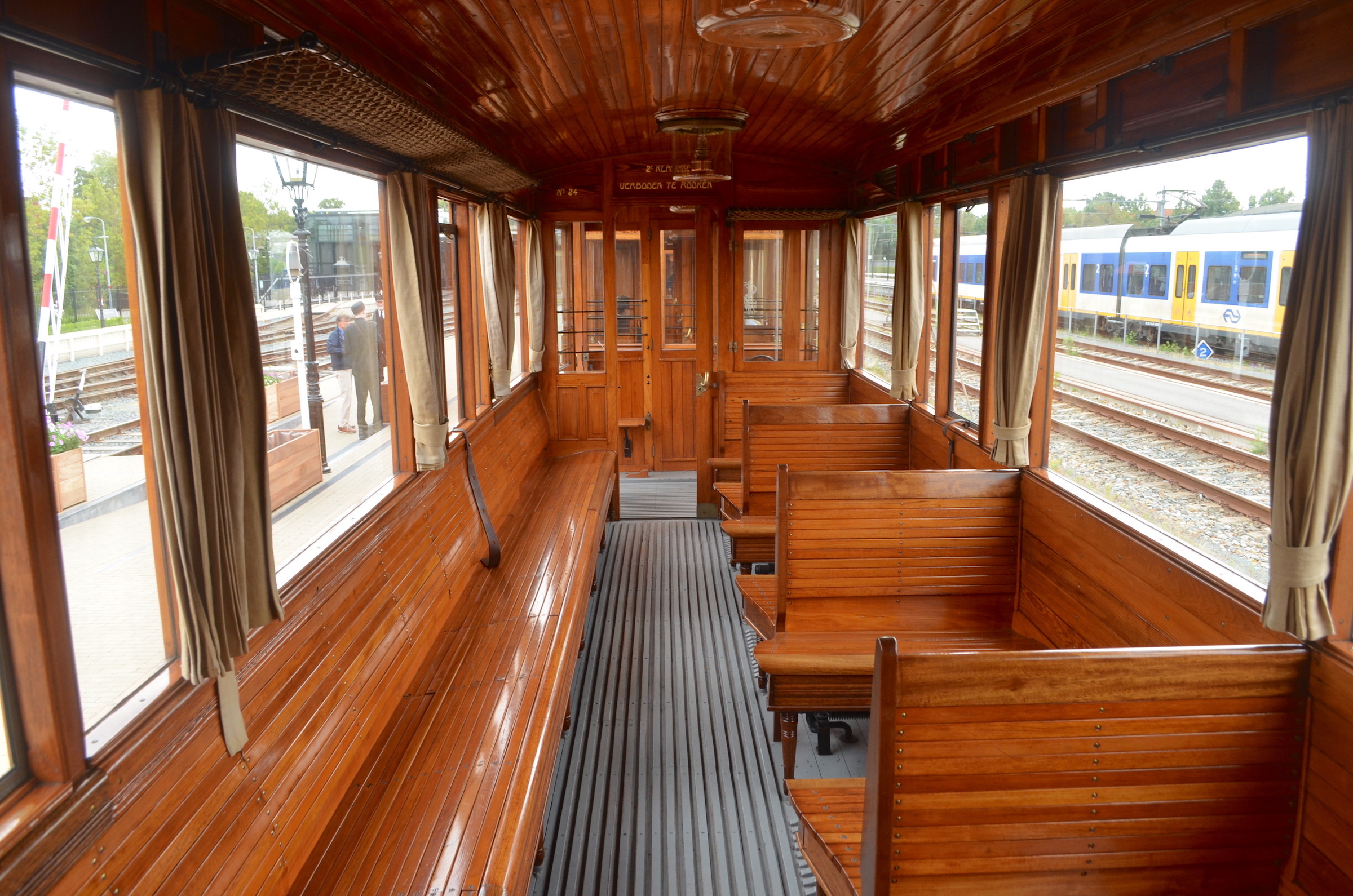
Interieur rijtuig SBM AB 24.
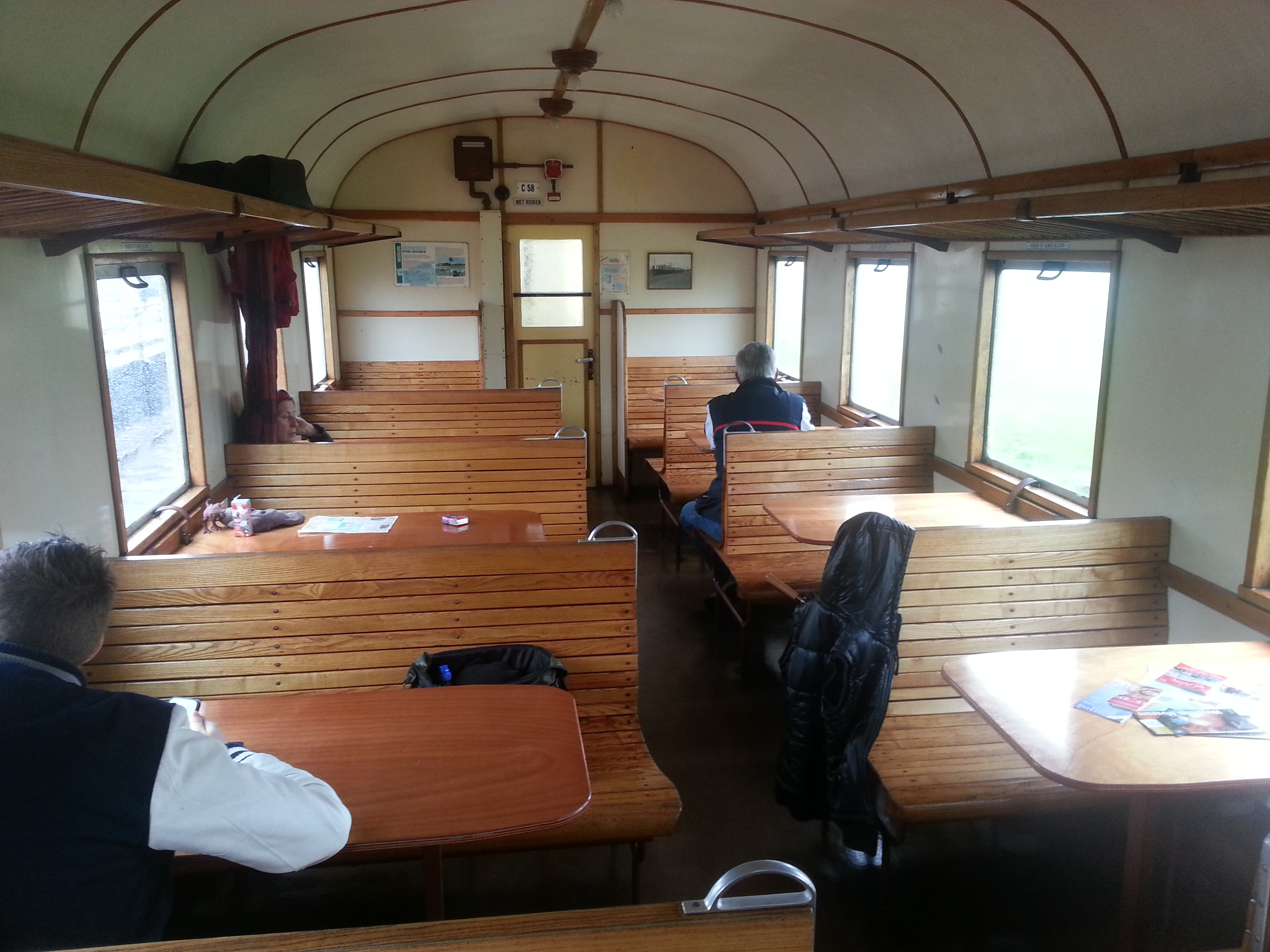
Interieur rijtuig SHM C 58.
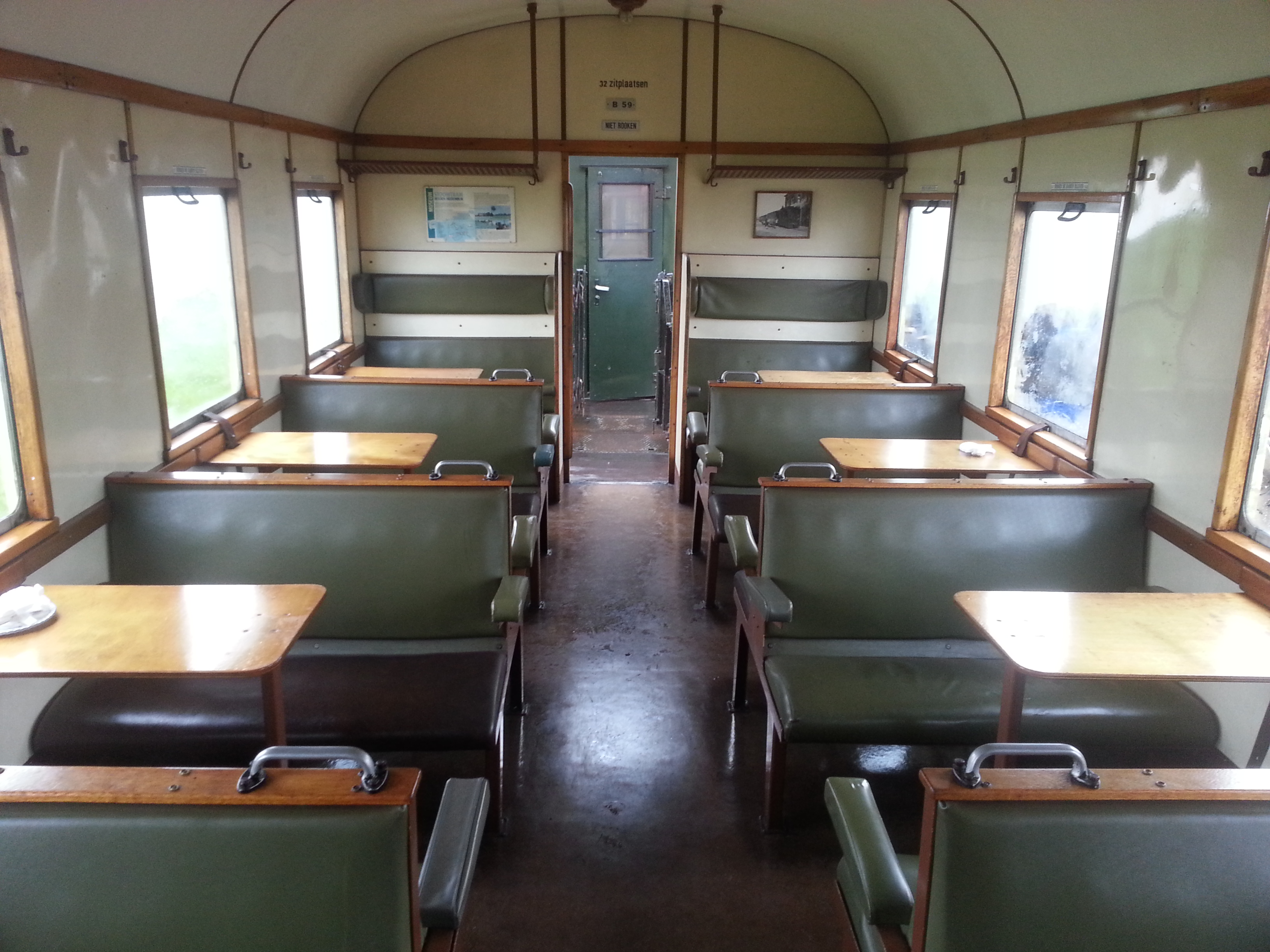
Interieur rijtuig SHM B 59.
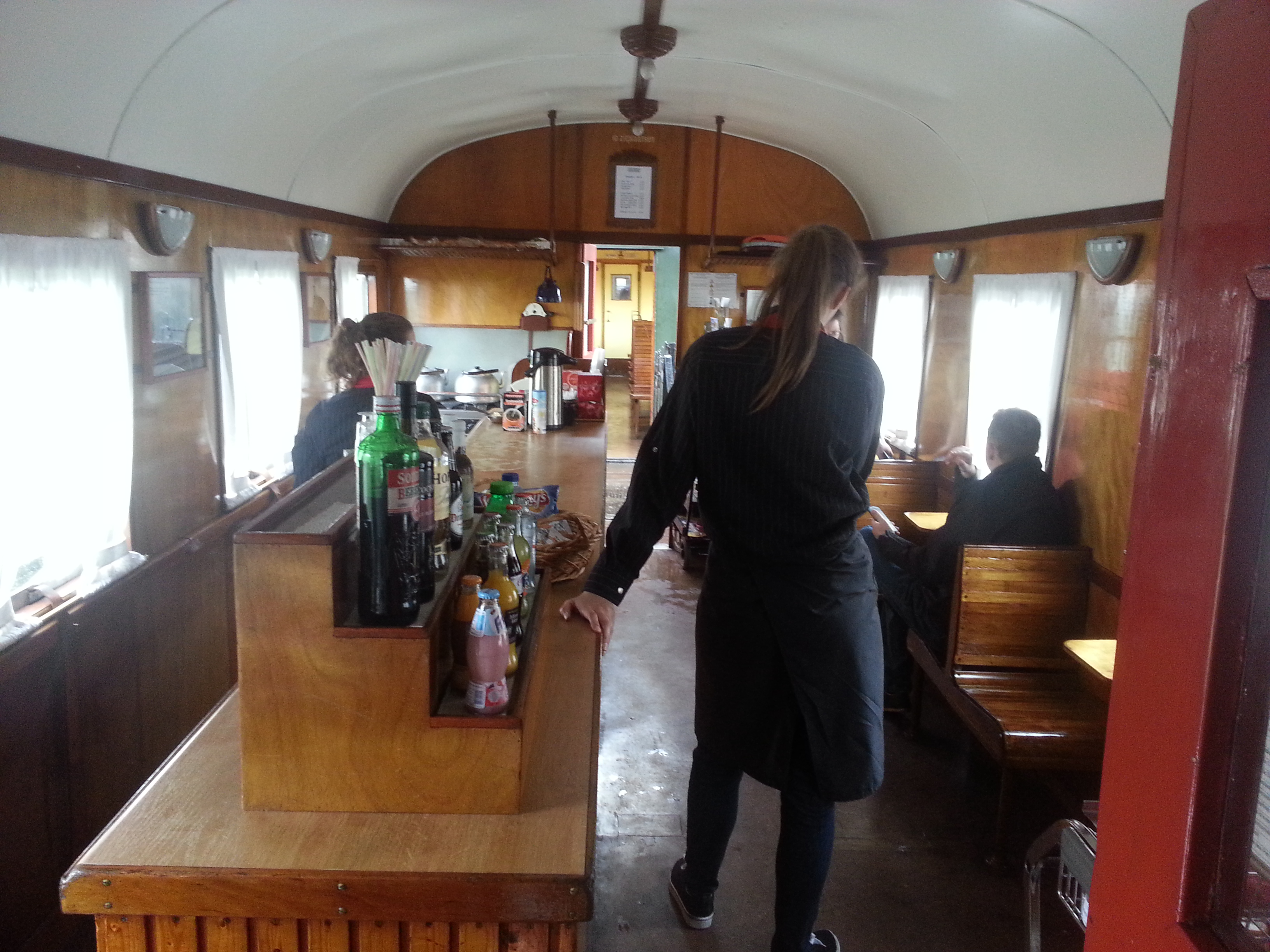
Interieur rijtuig SHM BR 60.
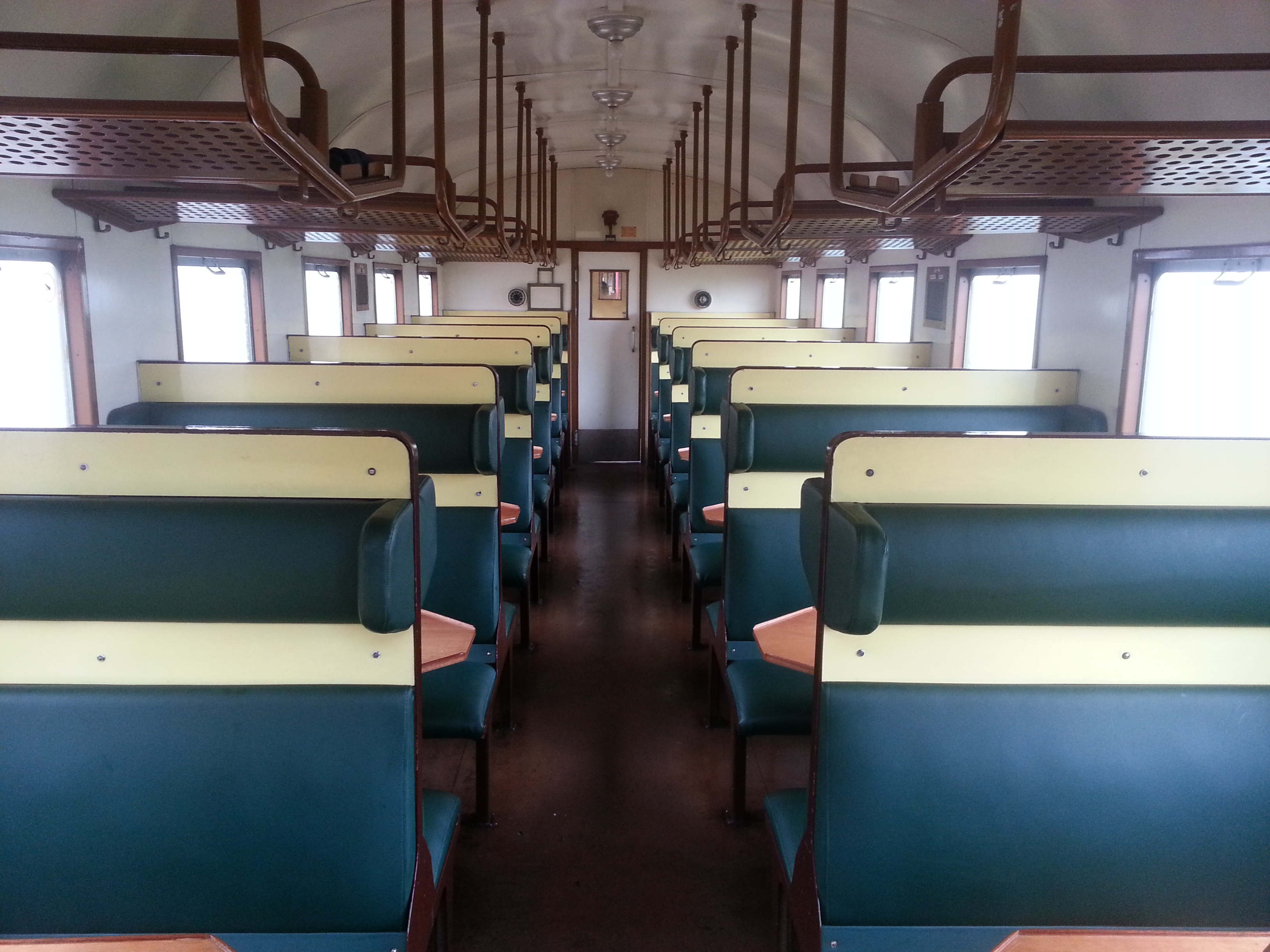
Interieur rijtuig SHM B 61.
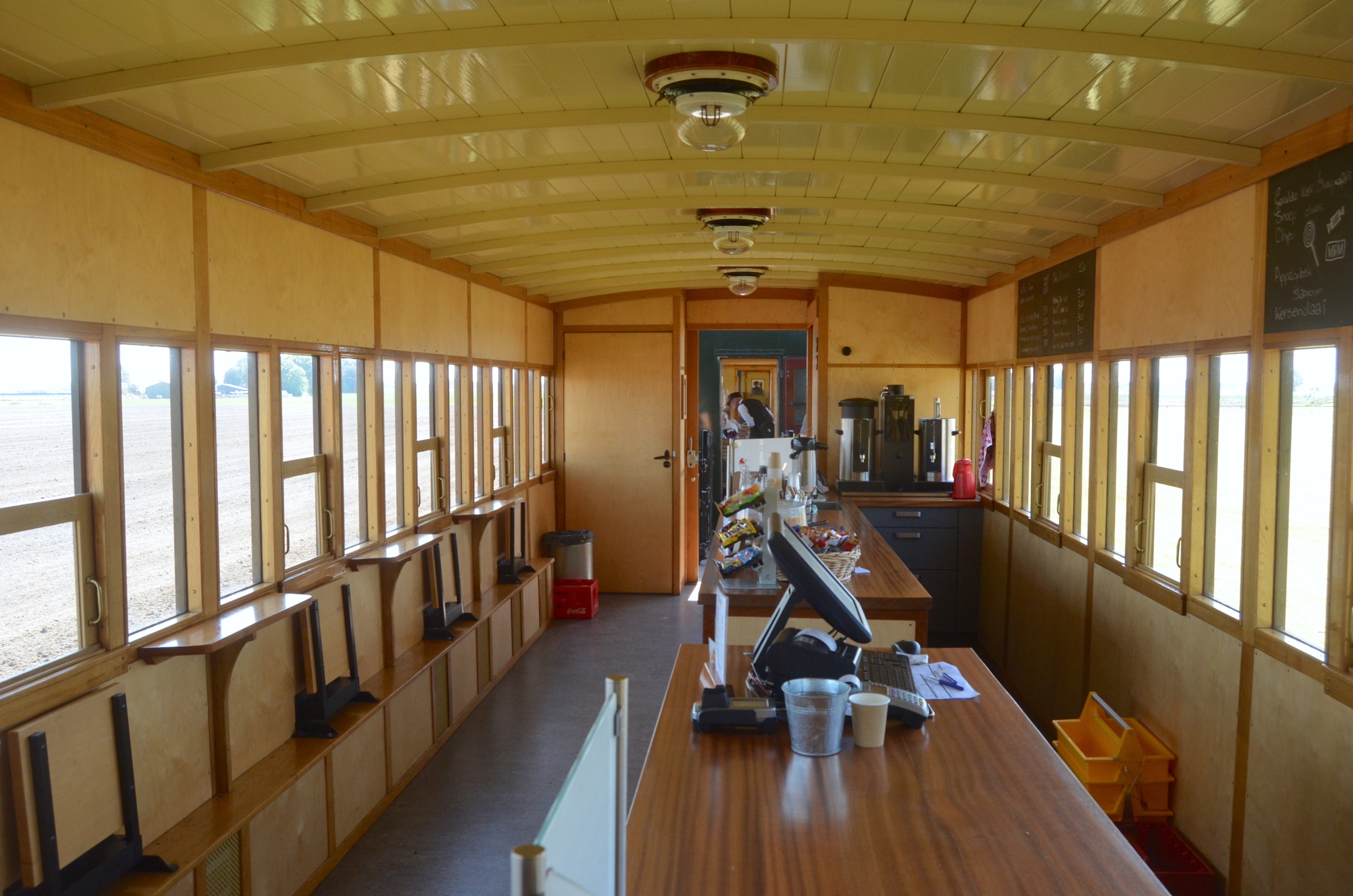
Interieur rijtuig HSM 501.
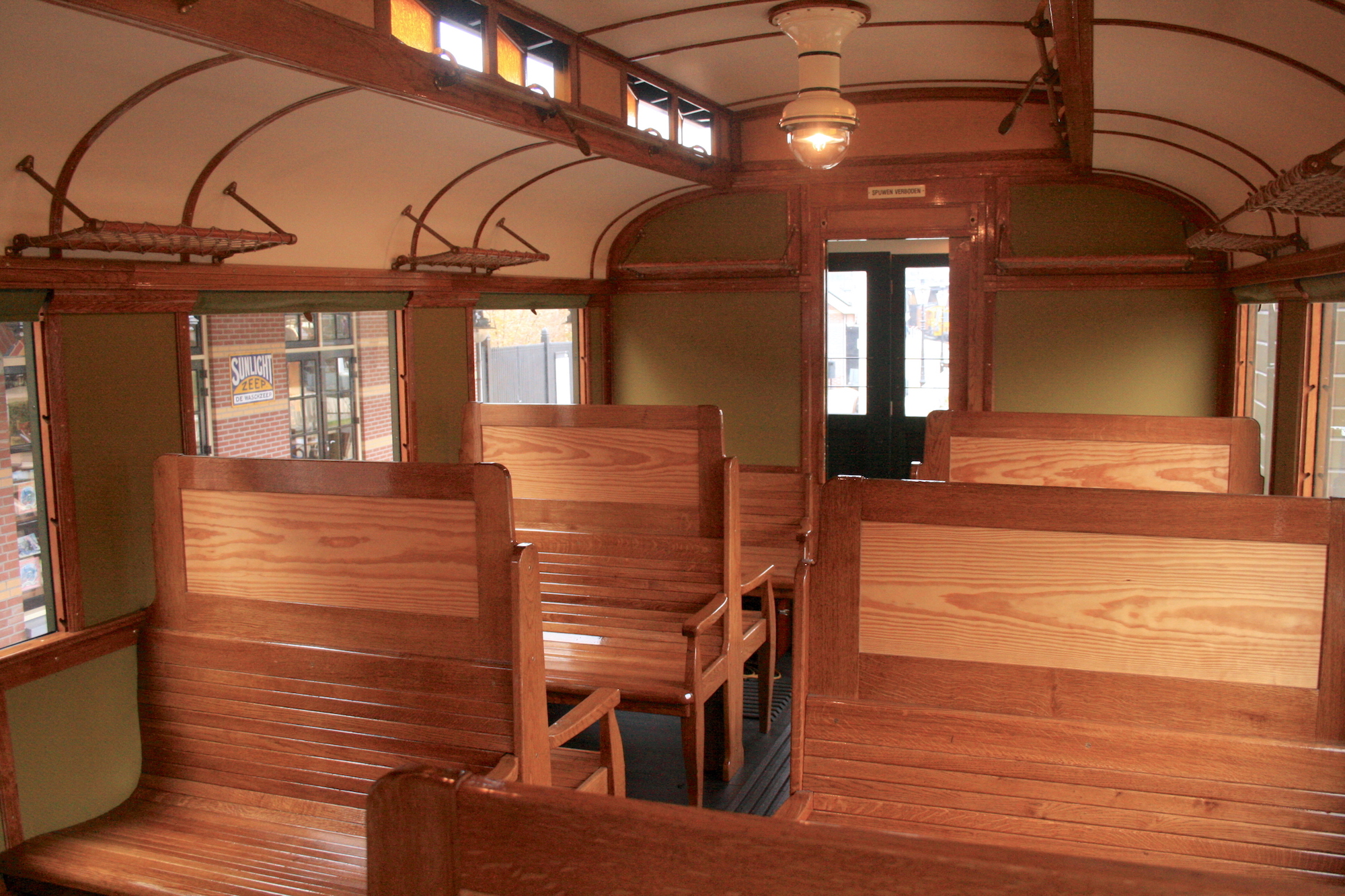
Interieur rijtuig NS BC 423.

## Gastoptredens

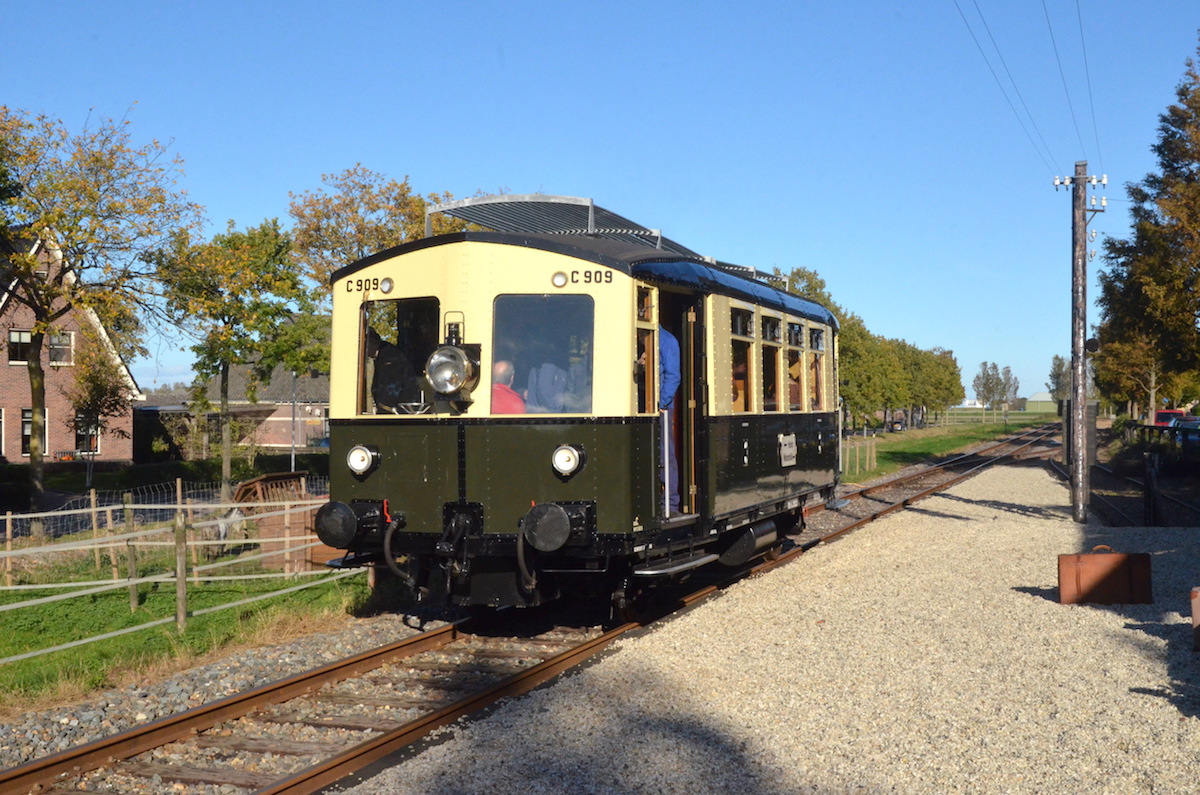
Motorwagen NS omC 909 van de SGB op bezoek bij de SHM, te Opperdoes; 28 oktober 2018. Foto: Erik Swierstra.
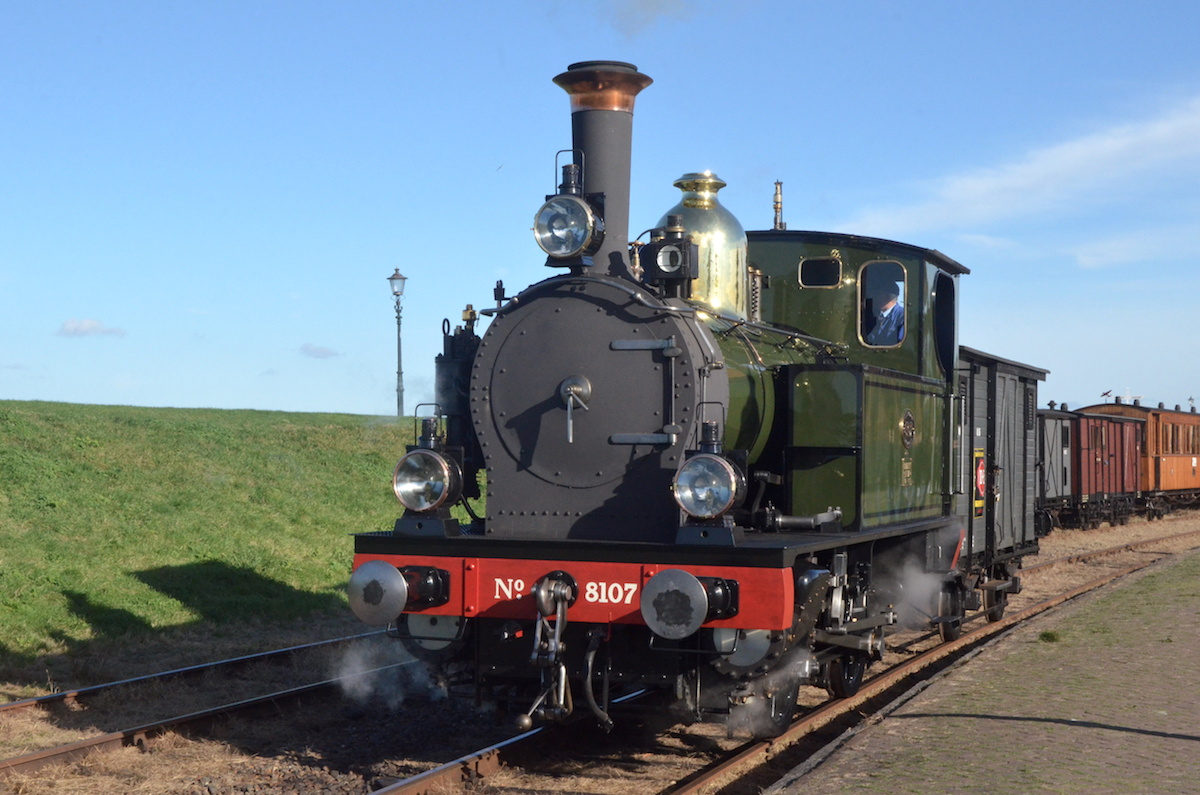
Loc NS 8107 van de MBS op bezoek bij de SHM, te Medemblik; 28 oktober 2018. Foto: Erik Swierstra.
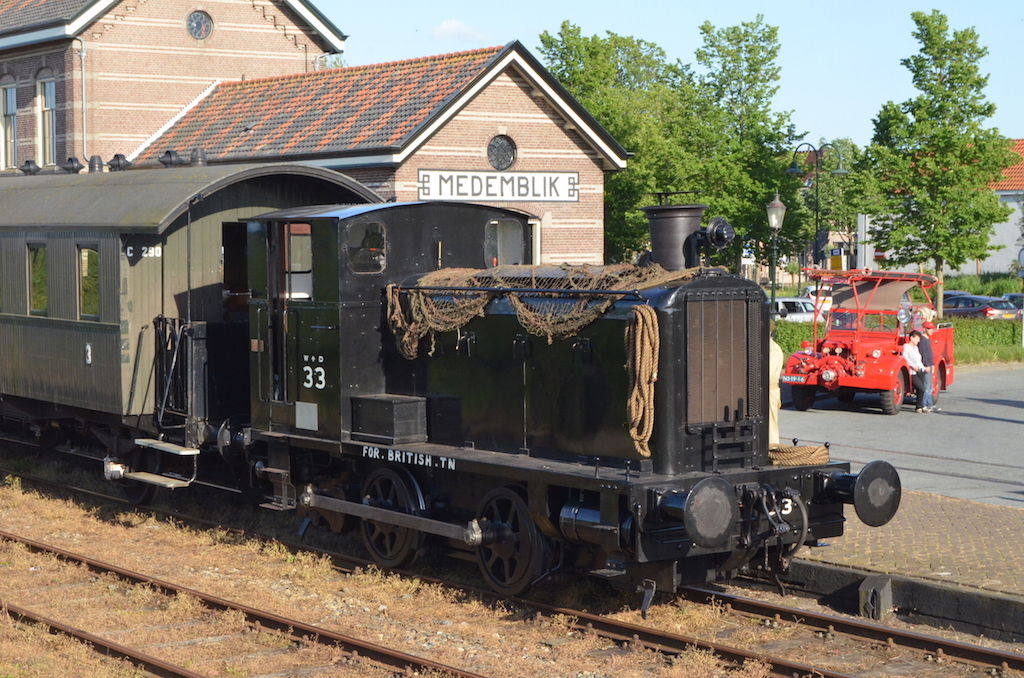
Loc WD 33 te Medemblik; 6 juni 2015. Foto: Erik Swierstra.
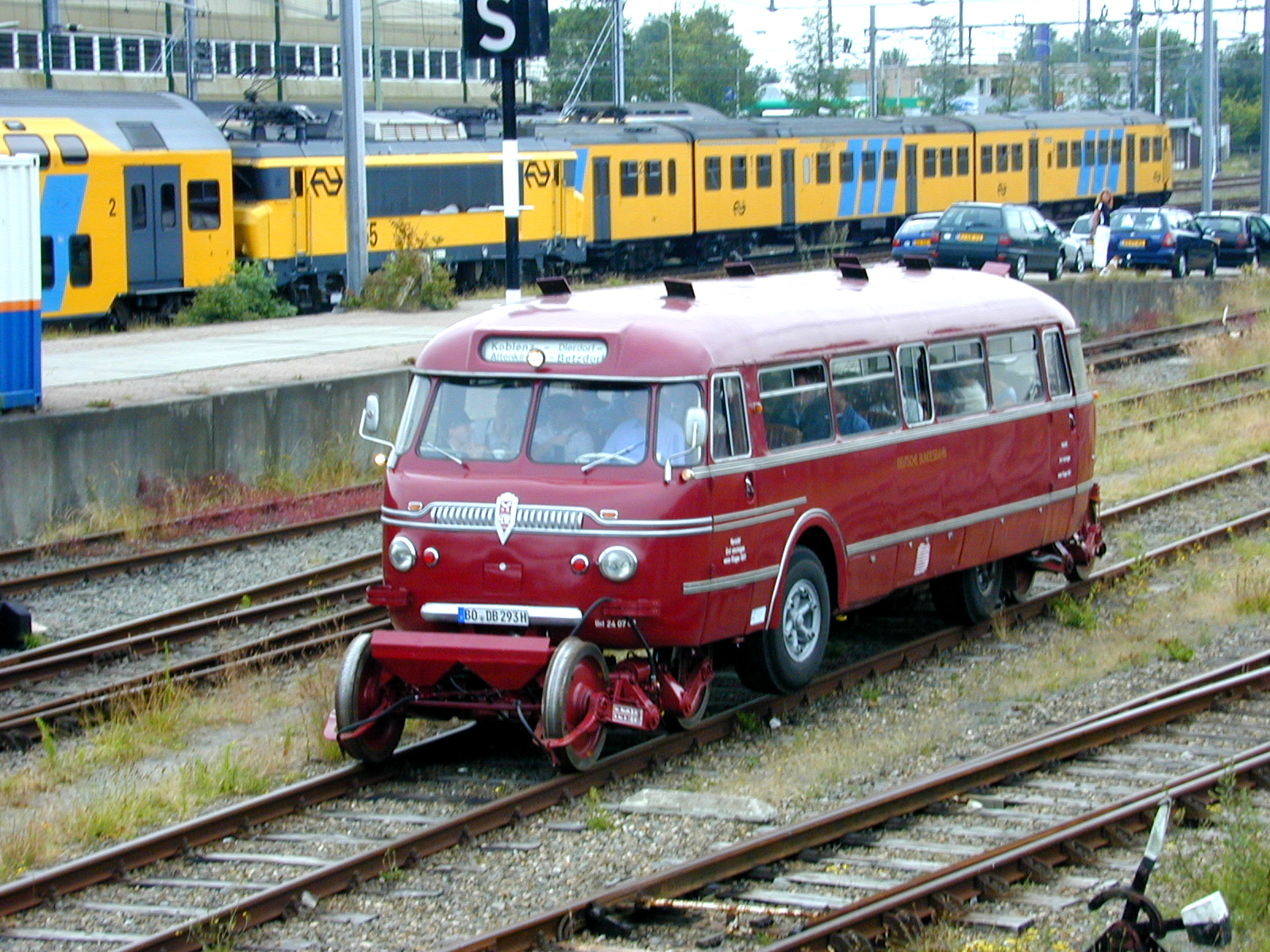
Schienen-Straßen-Omnibus van de Deutsche Bahn te Hoorn; 28 juni 2003.
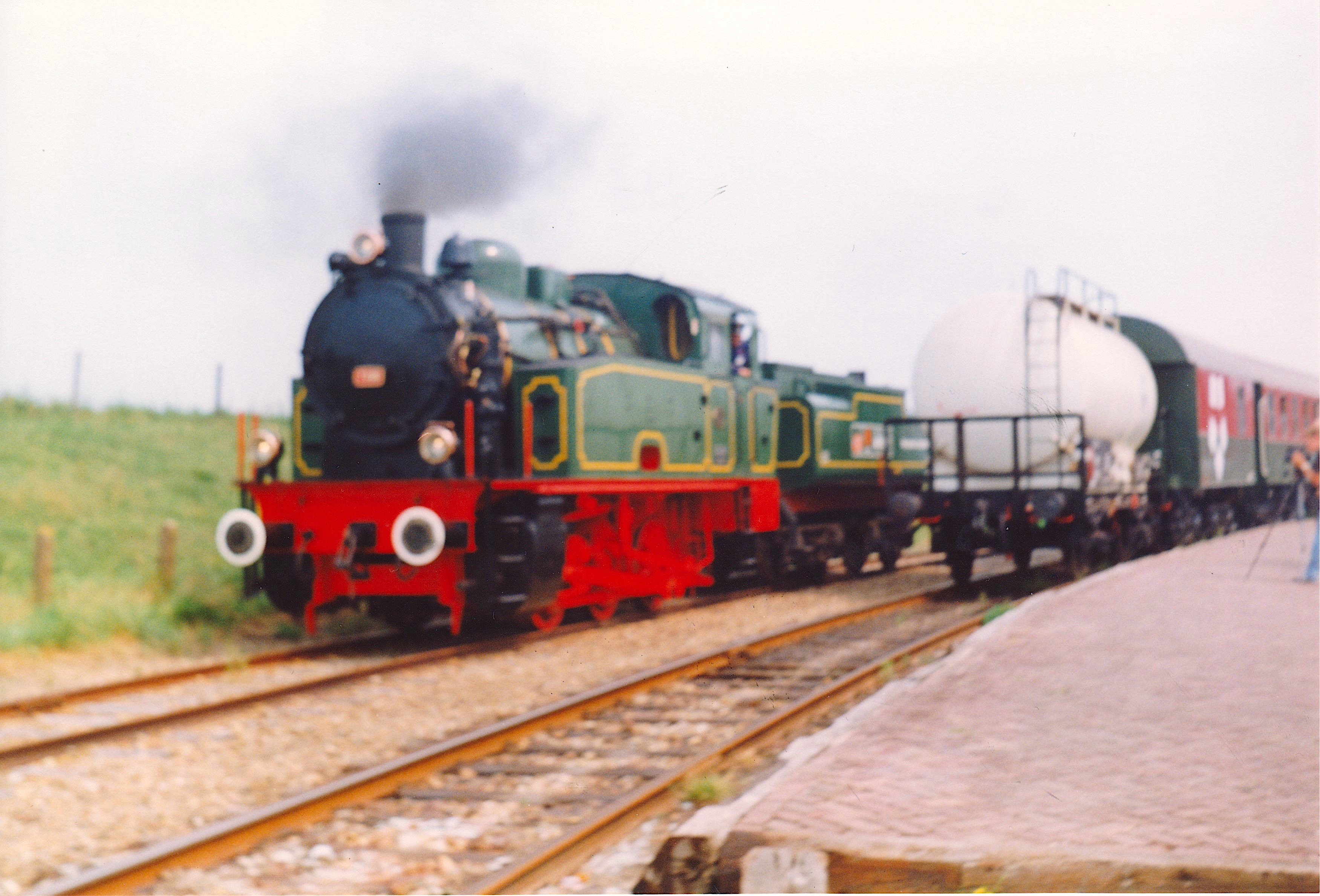
Stoomlocomotief 22 'Tom' van Hoogovens Stoom IJmuiden was in de jaren 80 en 90 een graag geziene gast tijdens de Bello Festivals. Hier te Medemblik, 1 augustus 1992. Foto: Rob Veninga.
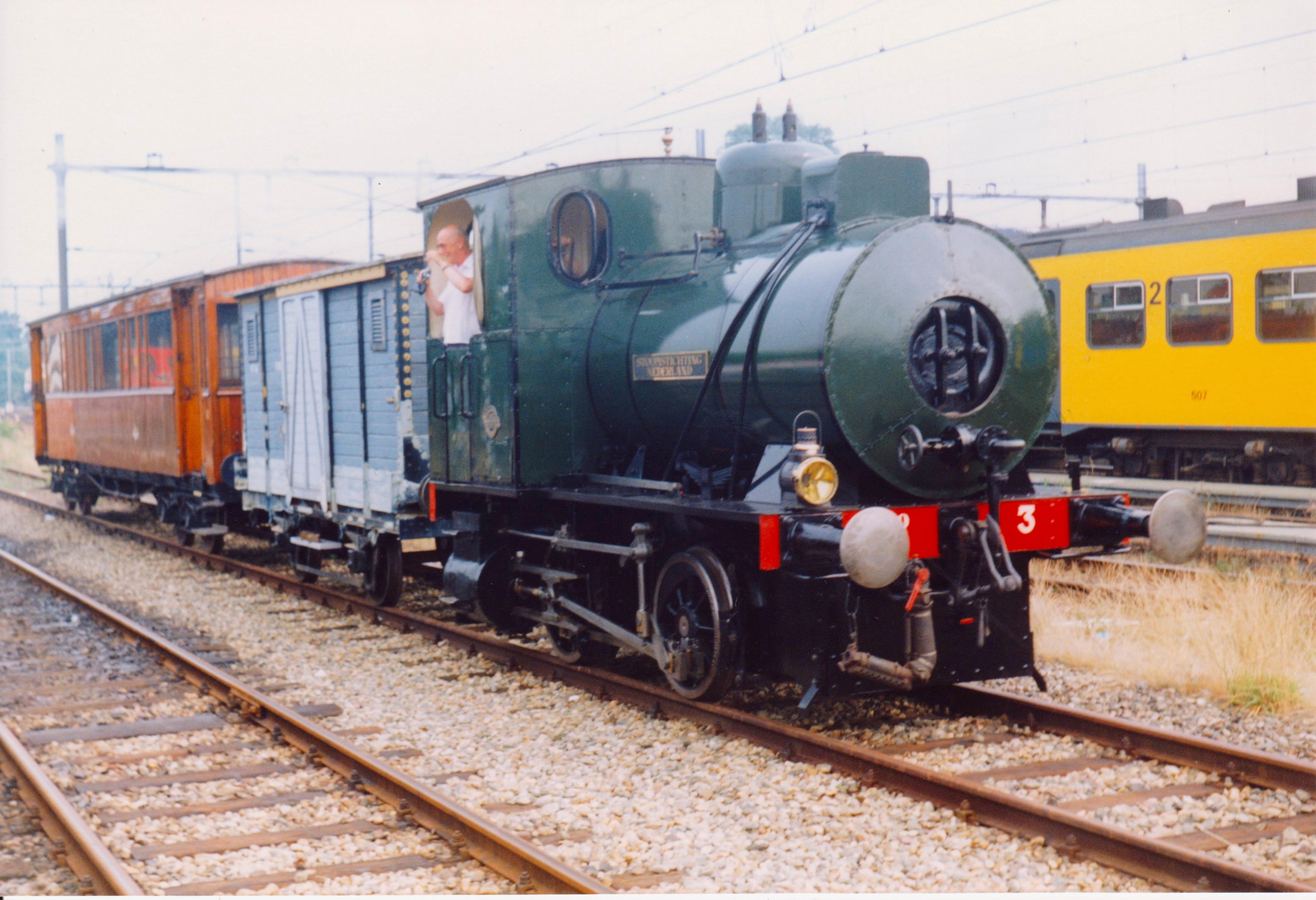
Vuurloze locomotief 6326 van de SSN was tweemaal bij de SHM, in februari 2000 en tijdens het Bello Festival 1992. Ze reed ritjes over het emplacement van Hoorn met de in revisie zijnde koppelwagen NTM K 16 en rijtuig RTM 370, 1 augustus 1992. Thans is de loc ondergebracht bij de STAR. Foto: Rob Veninga.
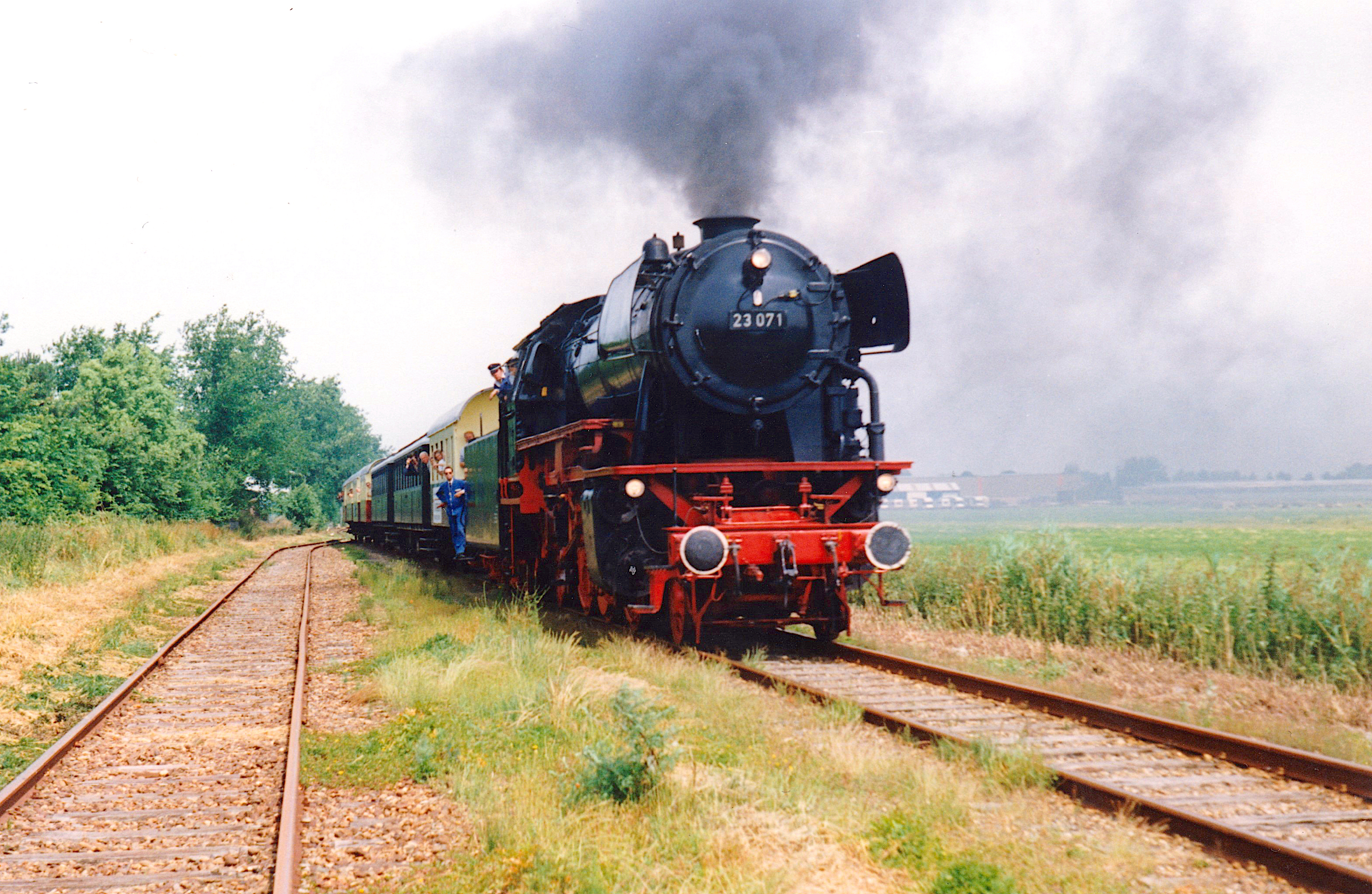
Stoomlocomotief DB 23 071 van de VSM reed tijdens het Bello Festival 1993 de 'sneltreinen'. Hier arriveert ze in Wognum-Nibbixwoud, 3 juli 1993. Foto: Rob Veninga.
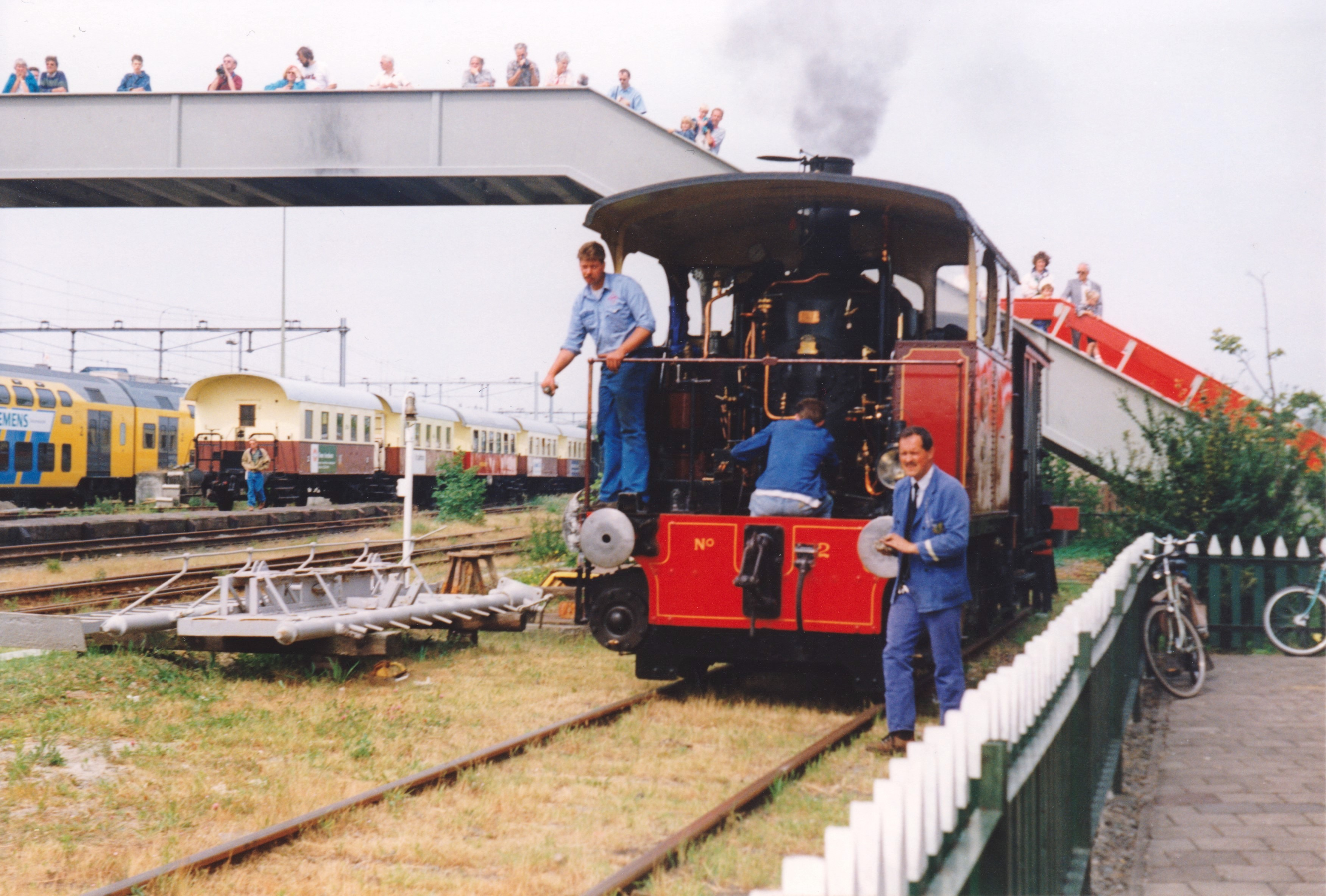
Stoomlocomotief 2 van de MBS was in 1983 en in 1993 te gast bij de SHM. Hier staat ze op 3 juli 1993 te wachten op haar inzet te Hoorn. Foto: Rob Veninga.
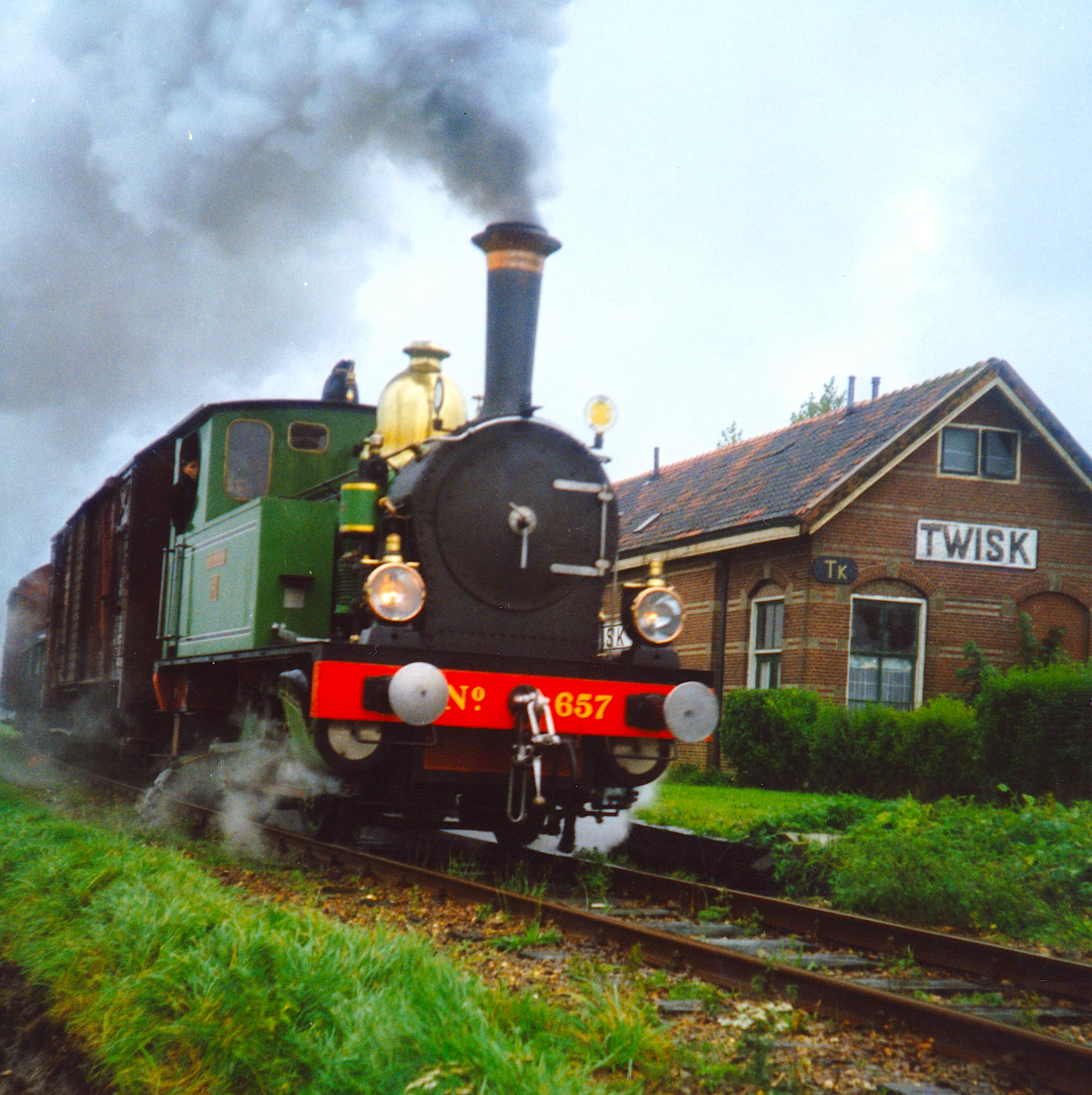
Stoomlocomotief 657 van de MBS was in haar 'Staatsspoor livery' diverse malen te gast. Onder andere op 26 september 1993 tijdens een speciale foto-/filmdag. Hier verlaat ze Twisk. Foto: Rob Veninga.
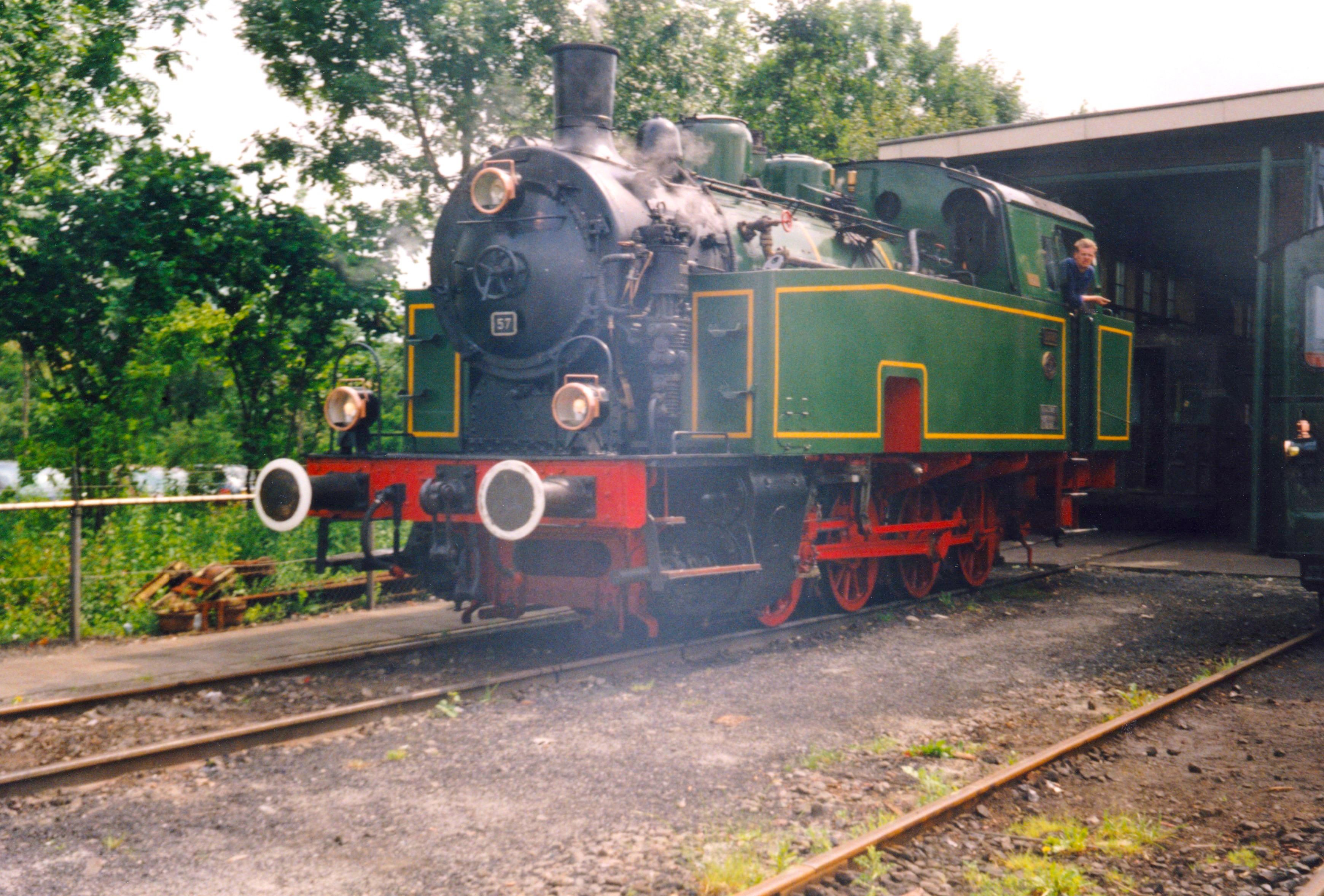
Stoomlocomotief 7-57 Bonne van Hoogovens Stoom IJmuiden tijdens het Bello Festival van 1995 voor de locomotievenloods te Hoorn, 1 juli 1995. Foto: Rob Veninga.
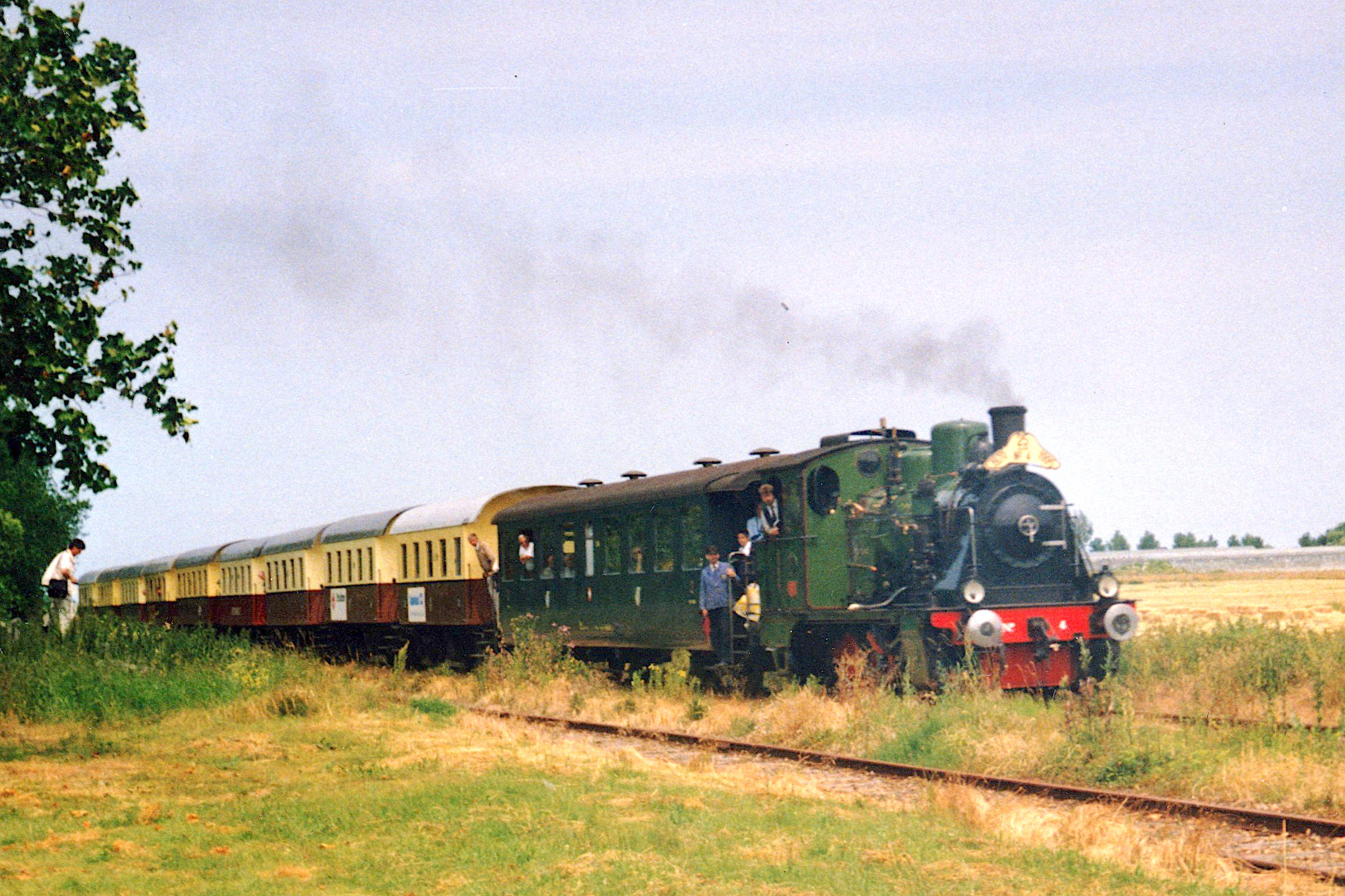
Stoomlocomotief 4 van de MBS was tweemaal op bezoek, in 1983 en in 1995. Hier arriveert ze in Wognum-Nibbixwoud, 1 juli 1995. Foto: Rob Veninga.
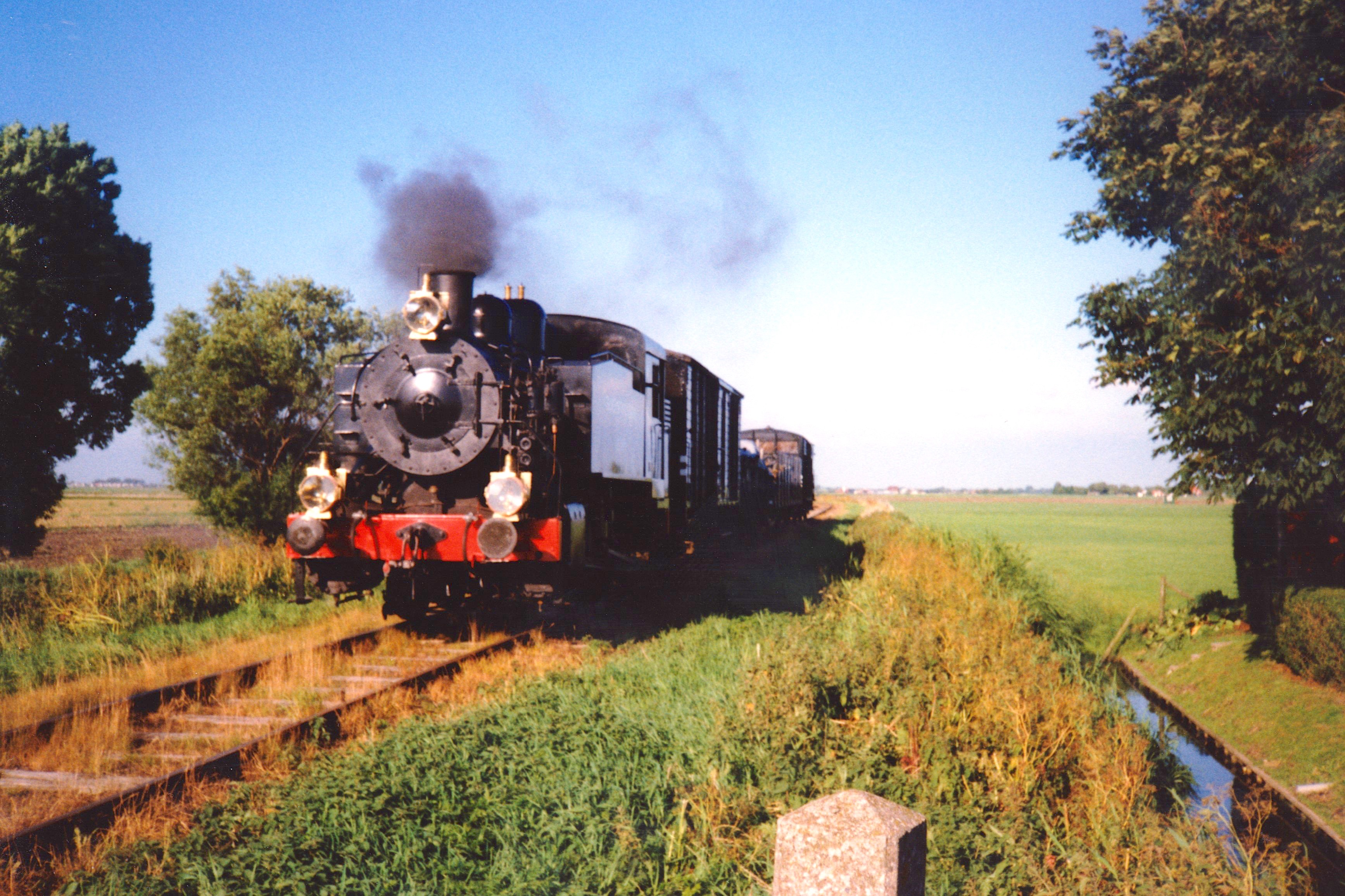
Stoomlocomotief USATC 4389 Ing. H.F. Enter van de SGB tijdens een foto-/filmdag, nadert het Midwoud-Oostwoud, 13 juli 1996. Foto: Rob Veninga
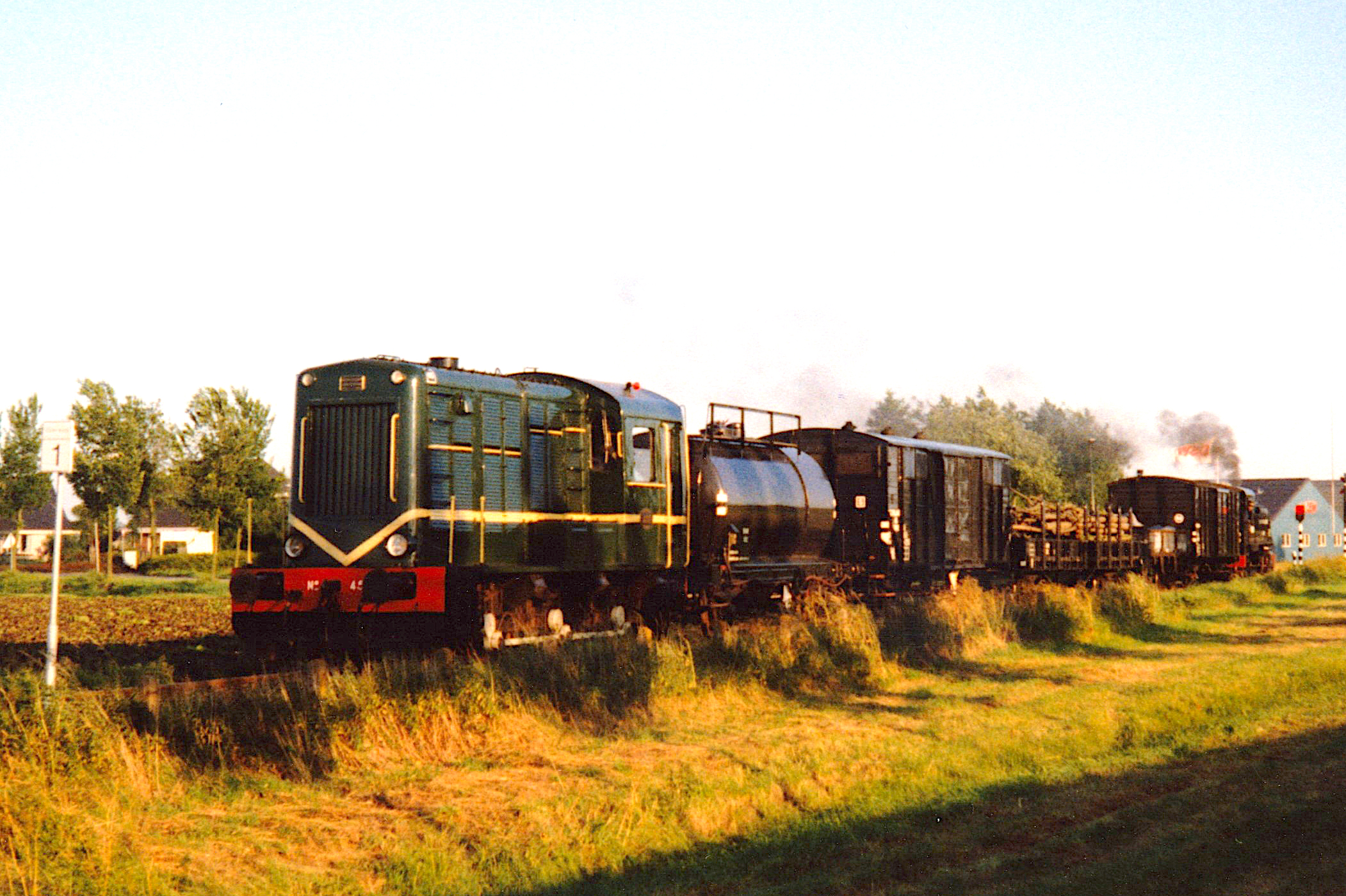
Diesellocomotief 451 van de MBS tijdens een foto-/filmdag, ter hoogte van De Wijzend in Nibbixwoud. Op deze plek is in 2000 het viaduct over de spoorlijn gebouwd. 13 juli 1996. Foto: Rob Veninga.
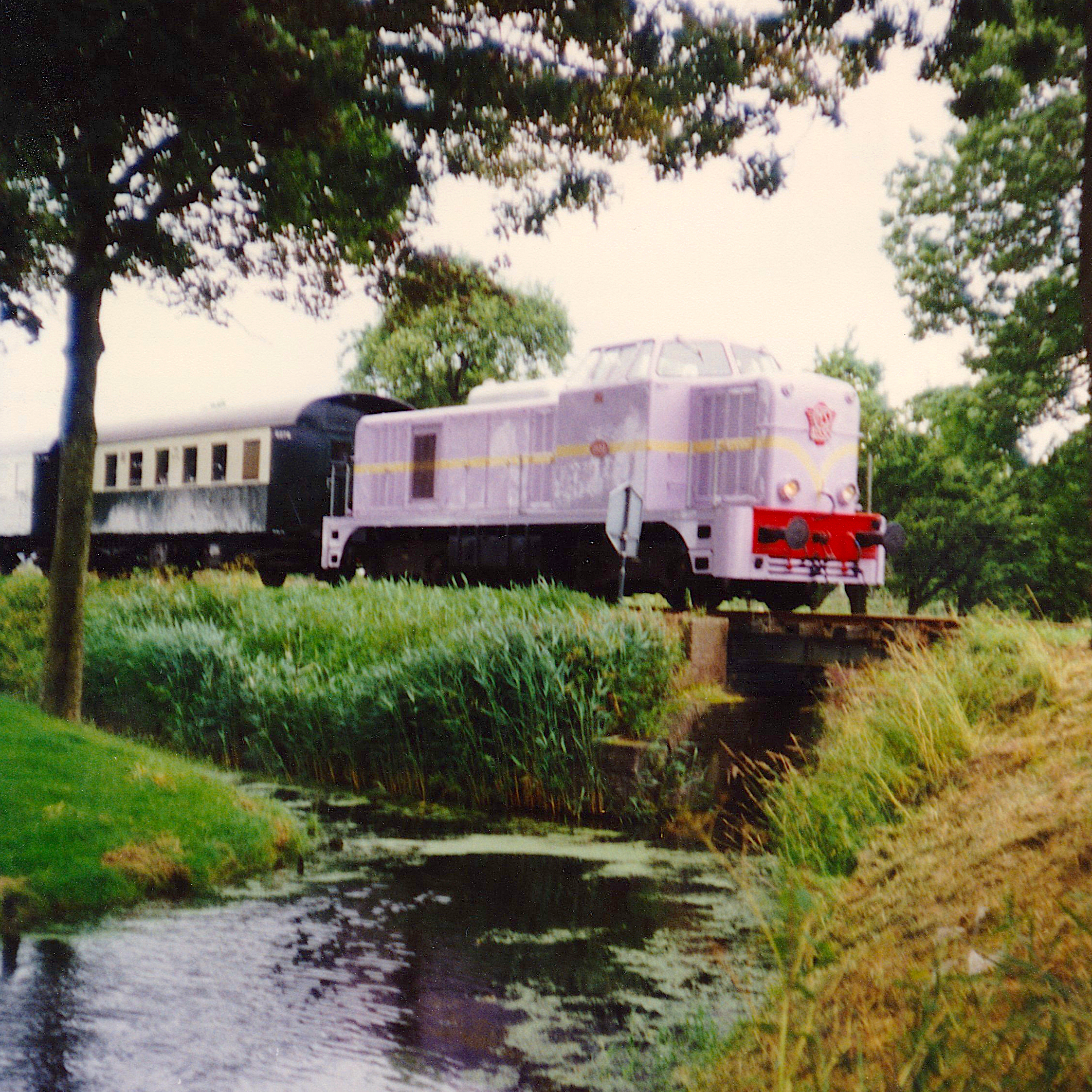
Diesellocomotief NS 2530 van de VSM nadert tijdens het Bello Festival 1997 het Twisk, 29 juni 1997. Foto: Rob Veninga.
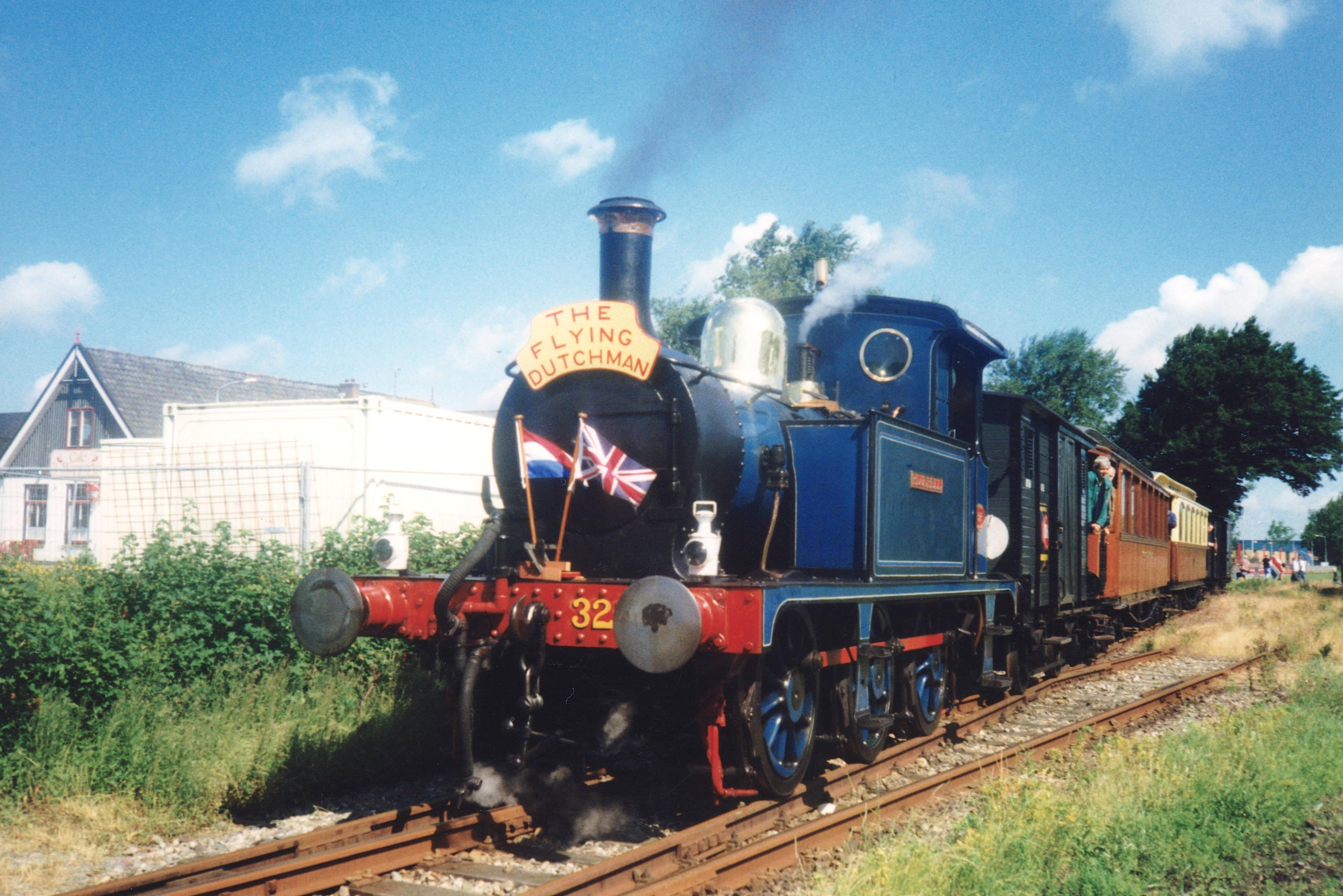
Stoomlocomotief SE&CR No. 323 'Bluebell' van de Bluebell Railway vertrekt met het Gooise Tramstel uit Wognum-Nibbixwoud tijdens het Bello Festival 1998, 28 juni 1998. Foto: Rob Veninga.
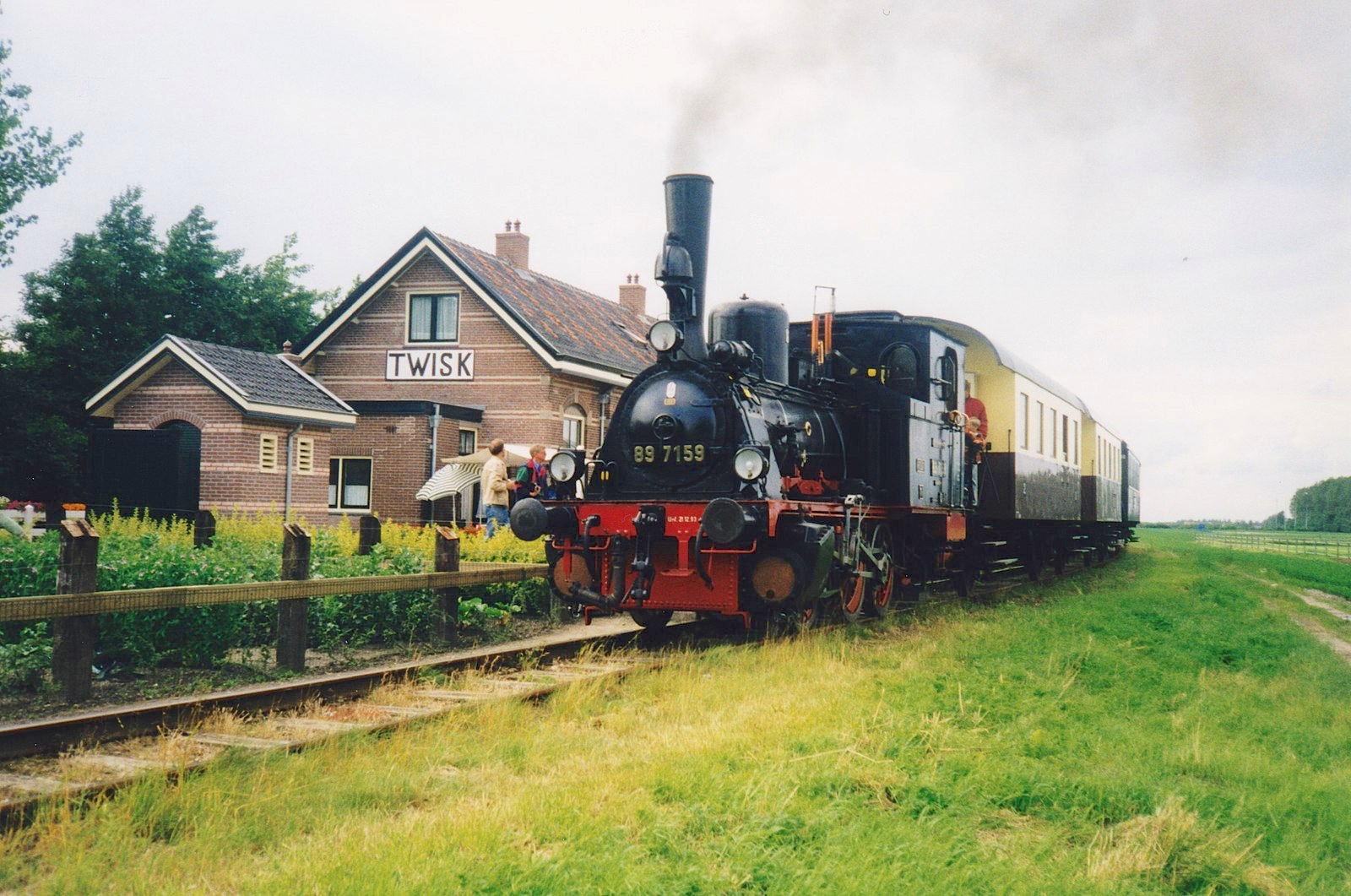
Stoomlocomotief 89 7159 van de DGEG, rijdt normaal op de Kuckucksbähnel in Neustadt an der Weinstraße. Tijdens het Bello Festival 1998 vertrekt ze uit Twisk, 28 juni 1998. Foto: Rob Veninga.
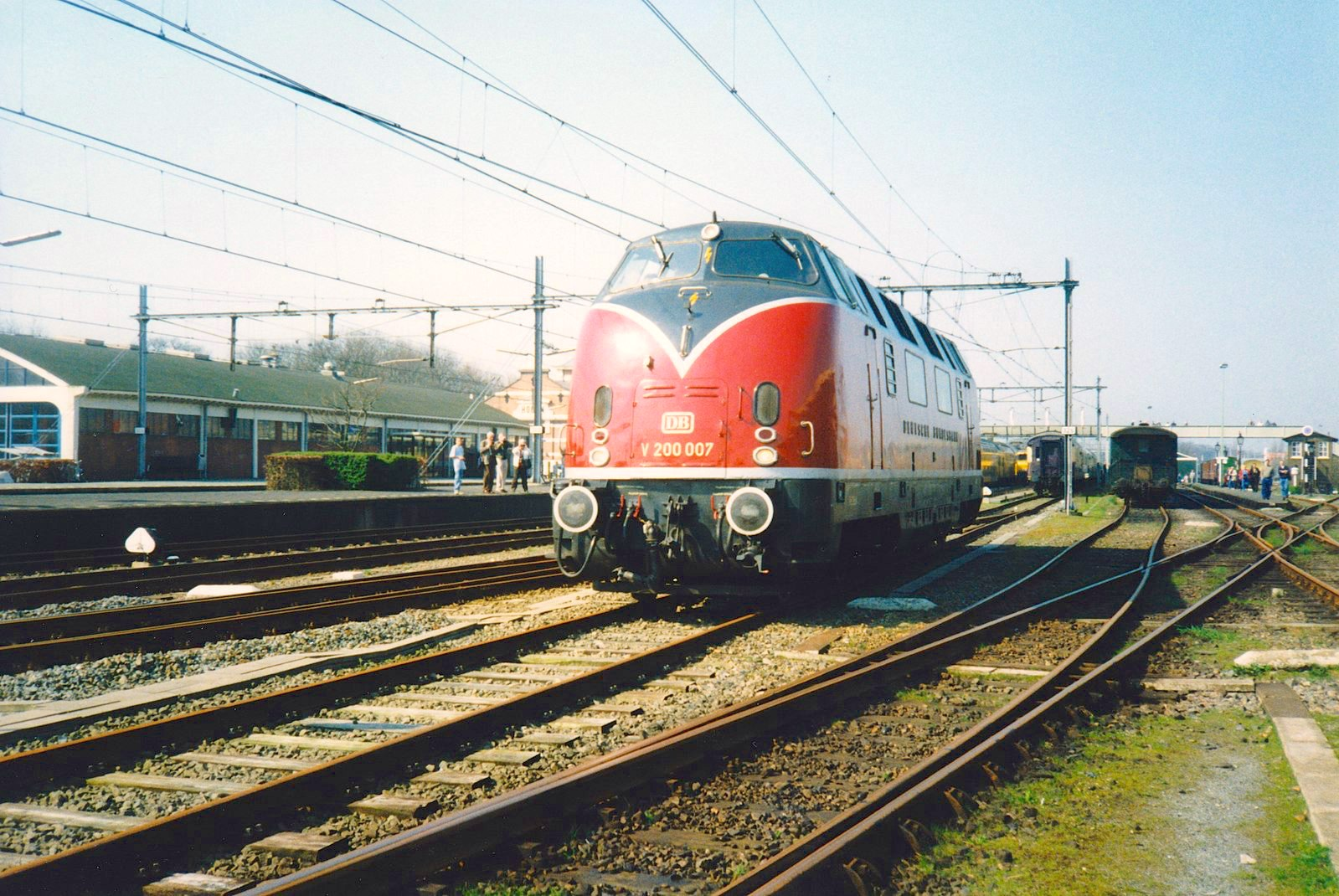
Diesellocomotief DB V 200 007 kwam met de Rheingold Express naar Hoorn op 2 april 1999. Foto: Rob Veninga.
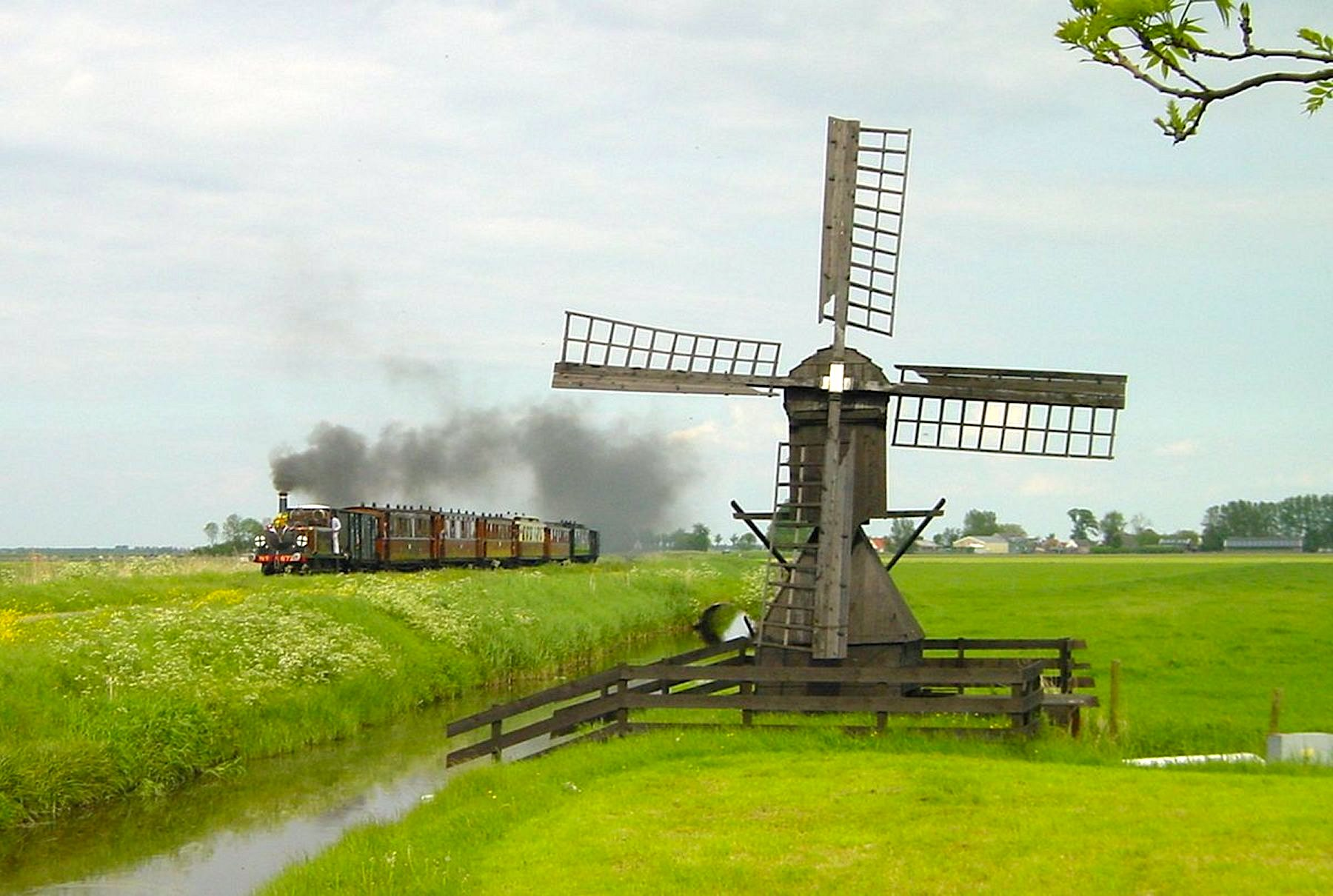
Tijdens het bezoek van stoomlocomotief LB&SCR 672 'Fenchurch' van de Bluebell Railway werd de samenwerkingsovereenkomst tussen beide organisaties bekrachtigd. De loc rijdt langs de Broerdijk ter hoogte van de Klikjesmolen, 20 mei 2002. Foto: Rob Veninga.

## Trivia

### Film
Scènes bij de Museumstoomtram zijn te zien in de speelfilm The Riddle of the Sands uit 1979, met Michael York. Deze film speelt zich deels af in de omgeving van Emden. Station 'Emden' is station Medemblik, station 'Bensersiel' is station Twisk. Ook zijn een paar sinterklaasfilms gedeeltelijk bij de stoomtram opgenomen, o.a. Bennie Stout en 'de Club van Sinterklaas'.
Het Duitse Eisenbahn-Romantik heeft in 2018 een hele uitzending gewijd aan de stoomtram en de omgeving. Ook was dat jaar de stoomtram te zien in het WDR-programma Wunderschön.